# Civiltà nuragica
La civiltà nuragica nacque e si sviluppò in tutta la Sardegna nel corso della media e tarda Età del bronzo e nell'Età del ferro (1700-700 a.C. circa). Era contemporanea, tra le altre, della civiltà micenea in Grecia, della cultura appenninica e delle terramare nella penisola italiana, della cultura di Thapsos in Sicilia e della fase finale della cultura di El Argar nella penisola iberica.
Fu il frutto della graduale evoluzione di culture pre-esistenti già diffuse sull'isola sin dal Neolitico, le cui tracce più evidenti giunte sino a noi sono costituite da dolmen, menhir e domus de janas, a cui si aggiunsero i nuovi stimoli e apporti culturali dell'Età dei metalli. Deve il suo nome ai nuraghi, imponenti costruzioni megalitiche considerate le sue vestigia più eloquenti e sulla cui effettiva funzione si discute da almeno cinque secoli.
Durante la sua storia millenaria intrattenne continui scambi culturali e commerciali con le più importanti civiltà mediterranee coeve, finché nel corso del VI secolo a.C. l'entrata in conflitto con l'imperialismo cartaginese prima, e romano poi, ne decretò il declino. Sopravvisse nella parte centro-orientale, conosciuta come Barbagia, almeno fino al II secolo d.C., ormai in Età imperiale e, secondo alcuni studiosi, anche fino all'epoca altomedioevale, motivo per cui in tali comunità di cultura nuragica indipendenti il cristianesimo si sarebbe imposto solo successivamente.
Anche se è opportuno rimarcare che la costruzione di nuovi nuraghi cessò già attorno al XII-XI secolo a.C., durante il periodo del Bronzo Finale.
Oltre alle caratteristiche costruzioni nuragiche, la civiltà degli antichi sardi ha prodotto altri monumenti come i caratteristici templi dell'acqua sacra, le tombe dei giganti, le enigmatiche sculture di Mont'e Prama, e particolari statuine in bronzo.

## Storia

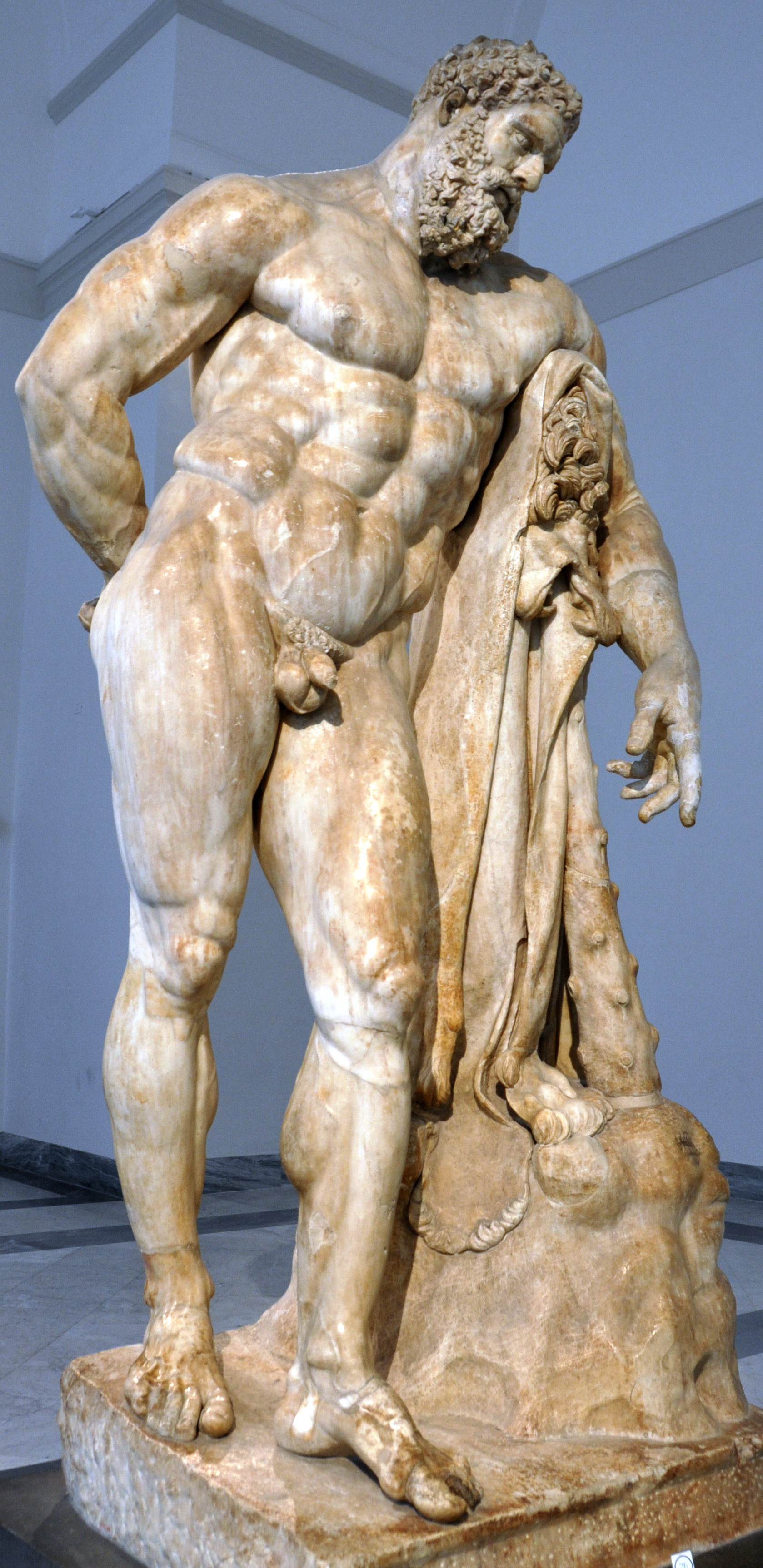
Secondo Diodoro Siculo, dei cinquanta Tespiadi, figli di Ercole, quarantuno si stabilirono in Sardegna insieme a Iolao (Ercole Farnese, Museo Archeologico Nazionale di Napoli)

### Le origini

#### Le fonti greche
Anticamente i geografi e gli storici greci tentarono di risolvere l'enigma dei misteriosi popoli costruttori di nuraghi. Per loro la Sardegna era la più grande isola del Mediterraneo (in realtà è la seconda) e la descrivevano come una terra felice e libera, dove fioriva una civiltà ricca e raffinata e dall'agricoltura fiorentissima.
Nei loro resoconti i Greci parlarono di edifici favolosi che battezzarono daidaleia, dal nome del loro leggendario architetto Dedalo. Secondo una leggenda fu lui a concepire il famoso labirinto del re Minosse a Creta, prima di sbarcare in Sicilia e trasferirsi successivamente in Sardegna, accompagnato da un gruppo di coloni.
- Pseudo Aristotele racconta: «Si dice che nell'isola di Sardegna si trovano edifici modellati secondo l'antica tradizione ellenica, e molti altri splendidi edifici, e delle costruzioni con volta a cupola con straordinario rapporto delle proporzioni. Si ritiene che queste opere siano state innalzate da Iolao figlio di Ificle nel tempo in cui, portando con sé i Tespiadi figli di Eracle, trasferì la colonia per condurla via dai loro luoghi di origine verso quelle contrade, poiché procurava queste per il parentado di Eracle, al quale qualunque terra fosse situata verso Occidente riteneva gli appartenesse [...] ». Racconta poi che la Sardegna sia stata in tempi lontani, prospera e dispensatrice di ogni prodotto e che Aristeo: «...ai suoi tempi era stato il più esperto fra gli uomini nell'arte di coltivare i campi, fosse il signore in questi luoghi; prima di Aristeo questi luoghi erano occupati da molti e grandi uccelli...».
- Diodoro Siculo riporta le origini al mito di Eracle e dice: «Quando ebbe portato a termine le imprese, poiché secondo l'oracolo del dio era opportuno che prima di passare fra gli dei inviasse una colonia in Sardegna e ne mettesse a capo i figli che aveva avuto dalle Tespiadi, Eracle decise di spedire, con i fanciulli, suo nipote Iolao, poiché erano tutti molto giovani».

### Ipotesi della storiografia moderna

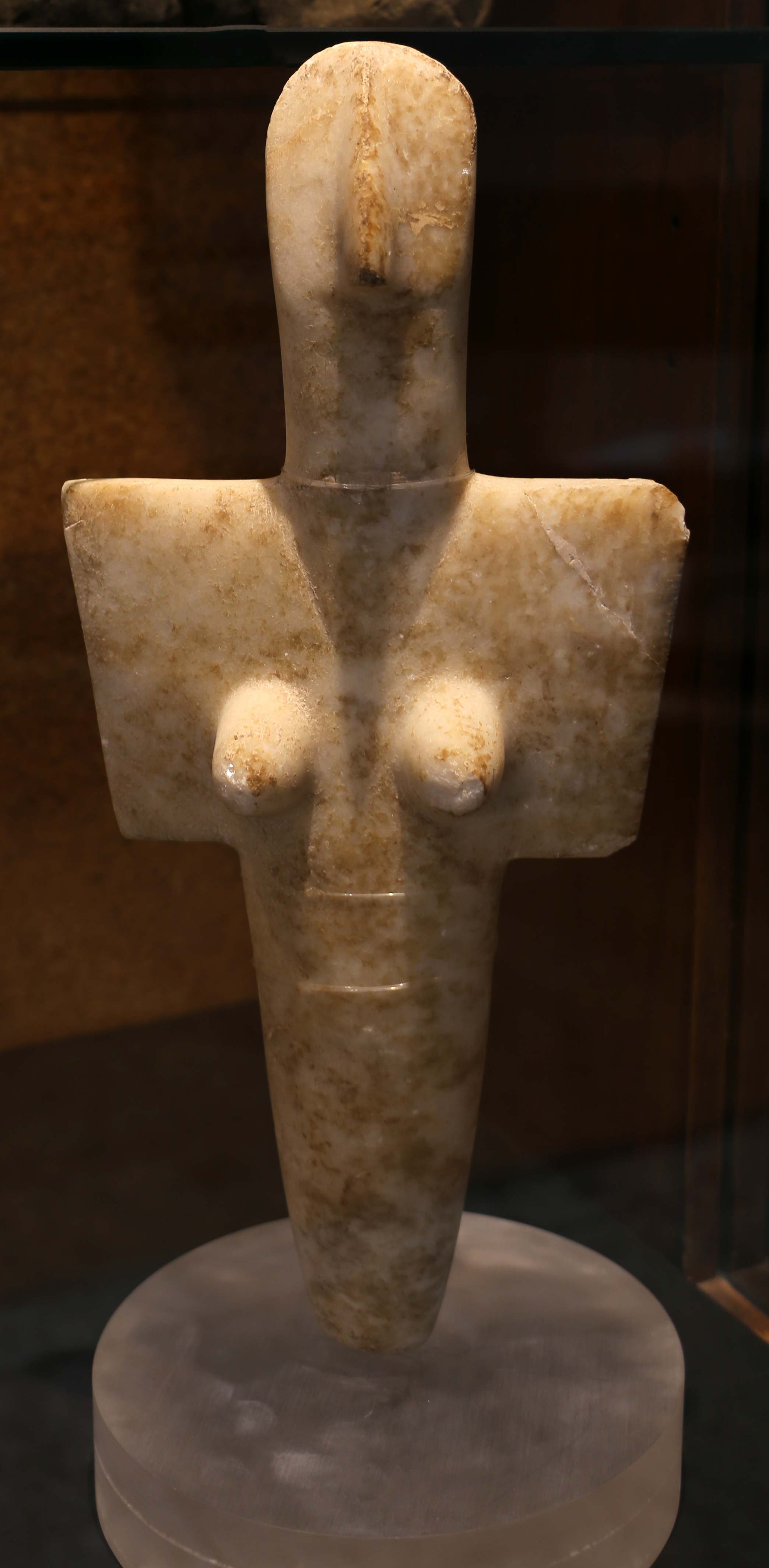
Senorbì (CA), Mater Mediterranea, scultura di Dea madre risalente al III millennio a.C. (Museo archeologico nazionale di Cagliari)

#### Gli antichi Sardi prima dei nuraghi
La Sardegna fu abitata stabilmente da genti arrivate nel Paleolitico, nel Mesolitico e nel Neolitico da varie parti del continente europeo e del bacino del Mediterraneo. I primi insediamenti sono stati rinvenuti sia nella parte centrale che nell'Anglona, ma in tutta l'isola progressivamente si svilupparono diverse culture, alcune diffuse solo in certe zone, altre come quella di Ozieri si estesero sino a coprire tutto il territorio isolano.
Le antiche popolazioni erano dedite principalmente alla coltivazione delle terre, alla pastorizia, alla pesca e alla navigazione (che le portava a tessere contatti di natura commerciale e culturale con altri popoli) e, a partire dal III millennio a.C., alla lavorazione del rame e dell'argento.
Risalenti a queste culture si possono ancora oggi ammirare più di 2.400 tombe ipogeiche conosciute con il nome sardo di domus de janas. Queste singolari vestigia si trovano disseminate in tutto il territorio isolano (ad eccezione della Gallura, dove si prediligeva l'uso di seppellire i defunti nei circoli megalitici o nei tafoni) e sono state scavate con grande maestria nel granito e nella pietra lavica. Alcune sono decorate con sculture e pitture simboliche e si presume siano appartenute a capi politici e forse anche religiosi. Le più antiche vengono datate dagli archeologi intorno alla seconda metà del IV millennio a.C.

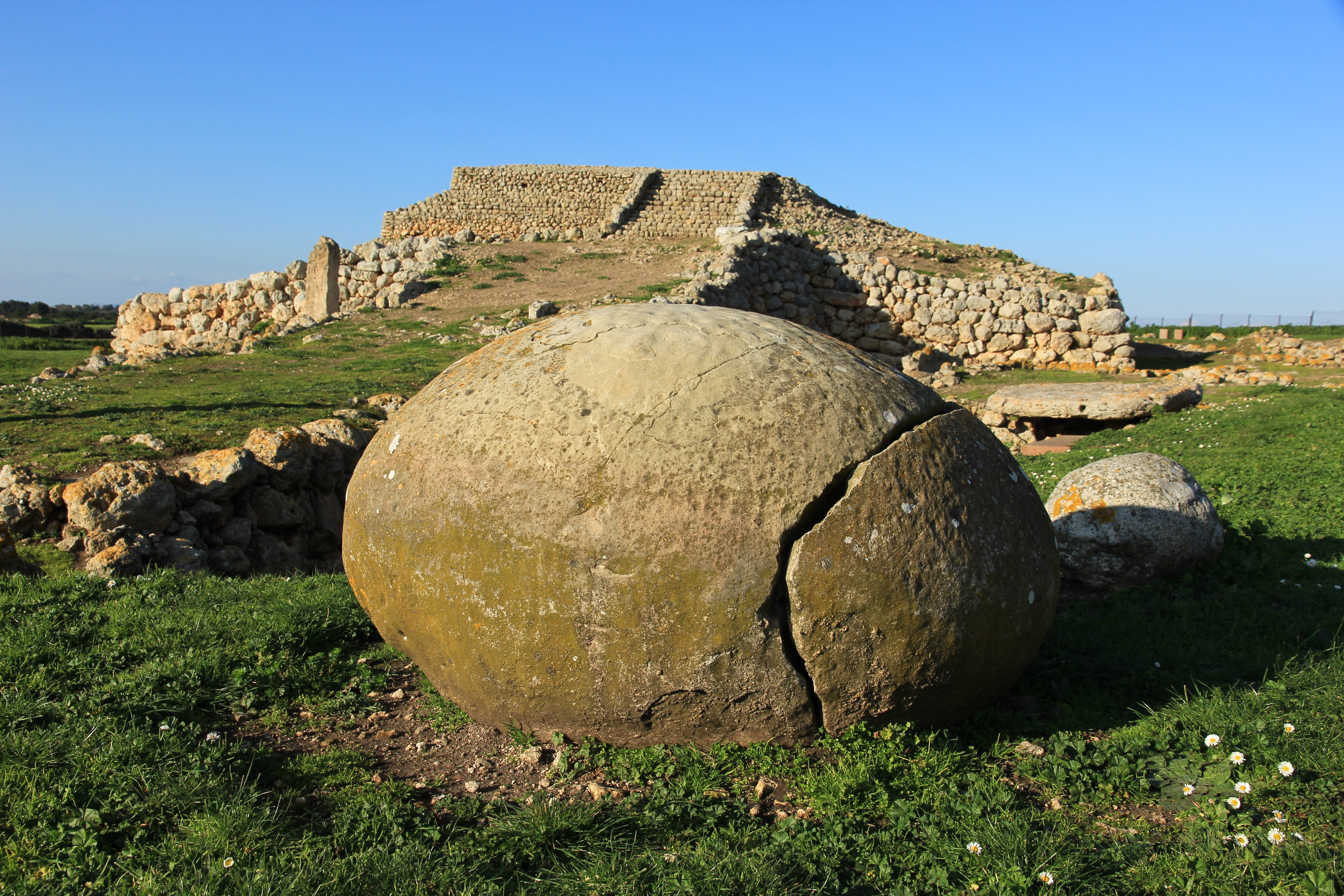
L'altare prenuragico di Monte d'Accoddi presso Sassari.

A questa fase storica risalgono anche i numerosi menhir e i dolmen, semplici o allungati che pongono la più antica realtà isolana in relazione con la vasta preistoria dell'Europa atlantica e settentrionale. Rivestono inoltre un particolare interesse le cosiddette statue stele (o statue menhir) della regione del Sarcidano e del Mandrolisai rappresentanti guerrieri armati di pugnale e figure femminili. Il monumento più misterioso del periodo prenuragico è sicuramente la piramide a gradoni, ossia l'altare prenuragico di Monte d'Accoddi, presso Sassari che presenta parallelismi costruttivi sia in Occidente, con le tombe a tumulo della Francia e il contemporaneo complesso monumentale di Los Millares in Andalusia, nonché con i successivi talaiots delle Baleari, sia in Oriente, secondo alcuni studiosi rappresenterebbe infatti la spia di influenze ideologico-architettoniche provenienti dall'area egiziano-mesopotamica. Ai piedi della piramide a gradoni sono stati ritrovati dagli archeologi consistenti accumuli composti da resti di antichi pasti sacri ed anche oggetti utilizzati durante i riti.

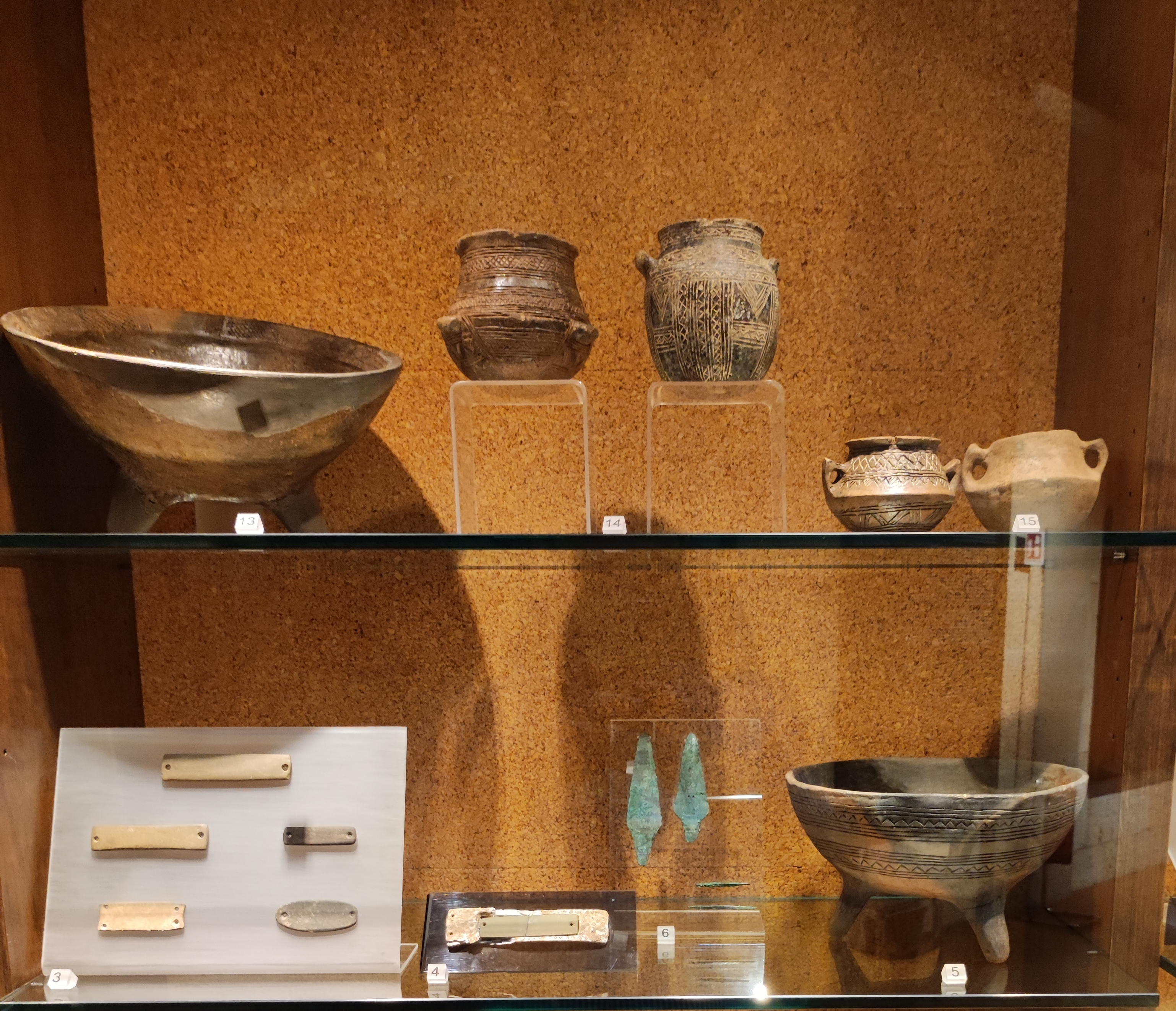
Manufatti di cultura campaniforme da varie località della Sardegna

L'altare di Monte d'Accoddi fu frequentato fino al 2000 a.C. circa quando in Sardegna apparve la cultura del vaso campaniforme, diffusa all'epoca in quasi tutta l'Europa occidentale, che si sovrappose a quella di Monte Claro (2400-2100 a.C.), le cui genti innalzarono poderose muraglie megalitiche a difesa degli abitati come quella di Monte Baranta a Olmedo. Le varie fasi del campaniforme sardo mostrano l'avvicendarsi di due componenti: la prima "franco-iberica" e la seconda "centro-europea".

#### Cronologia
In base ad una classificazione ed alla divisione temporale elaborata dello studioso Giovanni Lilliu (Nuragico I, II, III, IV, V), l'edificazione dei nuraghi e lo svilupparsi della civiltà nuragica ha seguito diverse fasi collocabili entro l'Età del Bronzo e l'Età del Ferro.

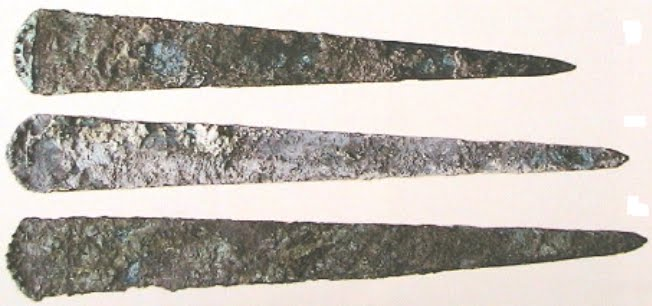
Spade in lega di rame arsenicale (1650-1600 a.C.) rinvenute nell'ipogeo di Sant'Iroxi, Decimoputzu (CA).

#### Nascita della civiltà nuragica
La cultura di Bonnanaro si sviluppa tra il 1800 a.C. e il 1600 a.C. circa (esordendo con maggiore intensità nella Nurra e nel Sulcis-Iglesiente per poi propagarsi in tutta la Sardegna) come evoluzione finale del Campaniforme più influssi provenienti dalla penisola italiana, giunti forse attraverso la Corsica, dove si arricchirono delle conoscenze architettoniche di tipo ciclopico ivi già presenti. Le ceramiche bonnanaresi (generalmente inornate e dotate di anse a gomito) presentano infatti delle similitudini con quelle della contemporanea cultura di Polada diffusasi nell'Italia settentrionale nell'antica età del bronzo.
Nuove genti arrivarono sull'Isola in quel periodo, portando con sé nuovi culti, nuove tecnologie e nuovi modelli di vita, rendendo obsoleti i precedenti o reinterpretandoli alla luce della cultura dominante. Per il padre dell'archeologia sarda Giovanni Lilliu:
(Giovanni Lilliu, La civiltà dei Sardi. Edizioni il Maestrale p.362)
(Giovanni Lilliu, La civiltà nuragica. Carlo Delfino editore p.25-26-27.)
L'introduzione del bronzo portò notevoli miglioramenti in ogni campo. Con la nuova lega di rame e stagno (o arsenico) si otteneva infatti un metallo più duro e resistente, adatto a fabbricare attrezzi agricoli, ma soprattutto si prestava alla forgia di armi migliori, da utilizzare sia per la caccia che per la guerra. Ben presto in Sardegna, terra ricca di miniere, si costruirono fornaci per la fusione delle leghe che da esperti artigiani venivano lavorate abilmente dando vita ad un fiorente commercio verso tutta l'area mediterranea, in particolare verso quelle regioni povere di metalli.

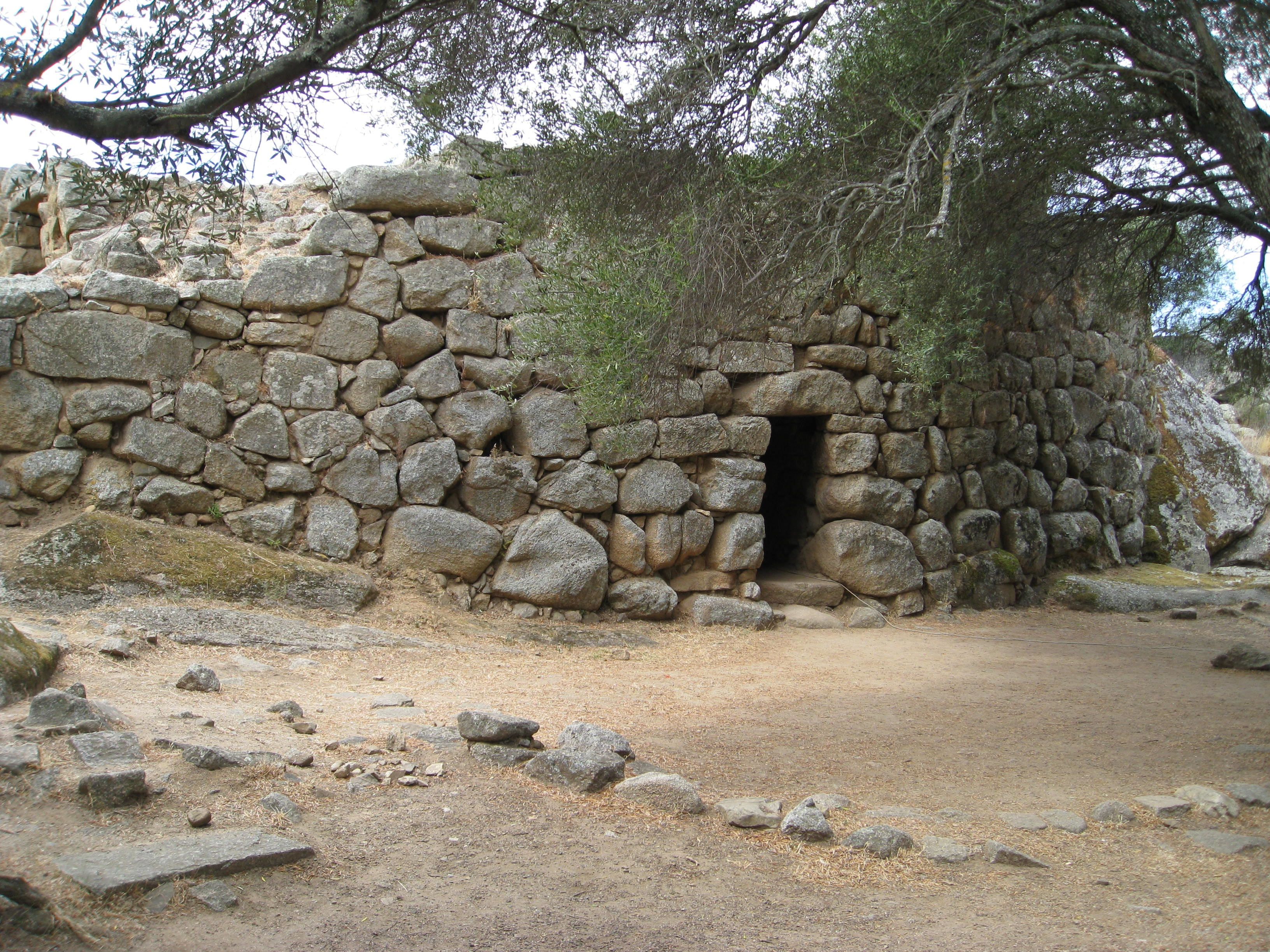
Nuraghe Albucciu di Arzachena, un esempio di protonuraghe.

In questo periodo inizia la costruzione dei protonuraghi e quindi la prima fase della civiltà nuragica (Nuragico antico). Queste costruzioni sono assai diverse dai nuraghe classici avendo una planimetria irregolare e l'aspetto assai tozzo. Sono costituiti da uno o più corridoi e mancano della camera circolare tipica dei nuraghi a tholos. Rispetto a questi sono di dimensioni minori come altezza (mediamente 10 metri rispetto ai 20 e più metri di quelli classici), mentre la loro superficie è più del doppio (250 m² rispetto ai 100 delle torri nuragiche). Risulta inoltre imponente la massa muraria rispetto agli spazi interni sfruttabili.
I protonuraghi sono più numerosi nella Sardegna centro-occidentale, in seguito si diffusero in tutta l'isola.

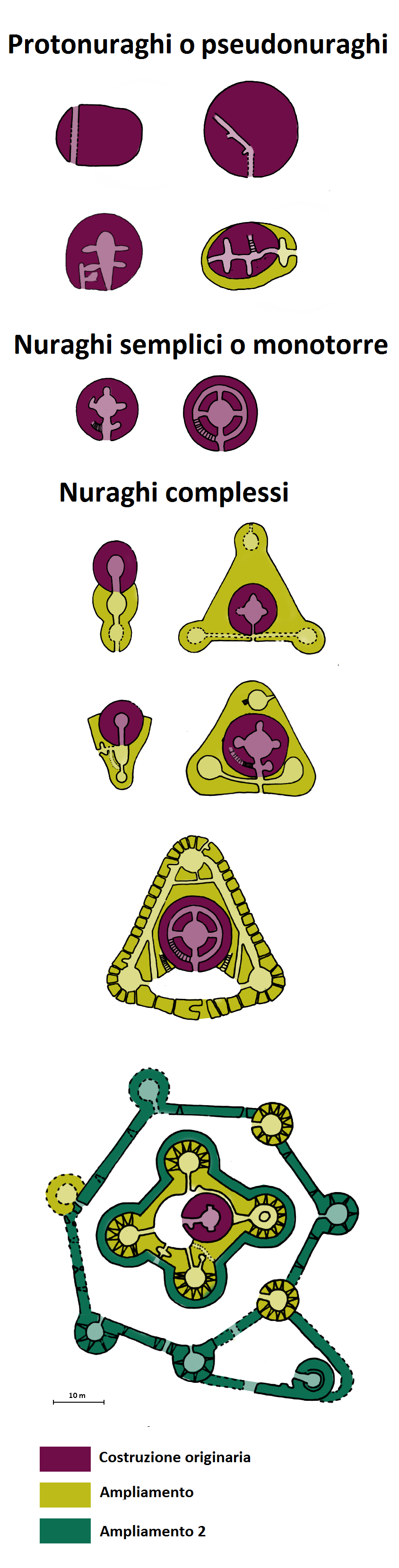
Linea evolutiva dei nuraghi

#### Il nuraghe

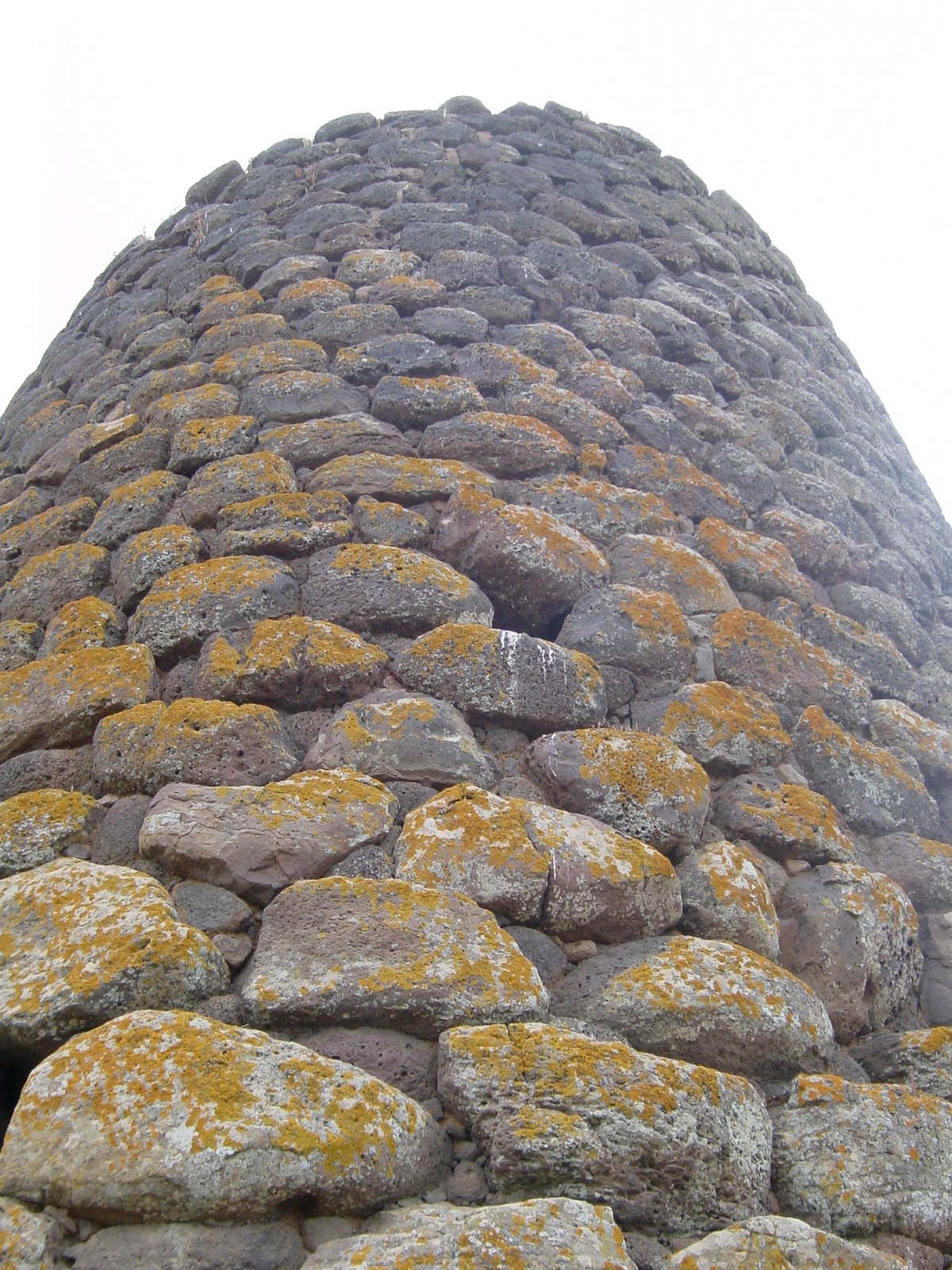
Torre del nuraghe Losa di Abbasanta

Intorno alla metà del II millennio a.C., durante la media età del Bronzo, i protonuraghi si evolvono in torri megalitiche di forma tronco conica, e si diffusero ampiamente in tutto il territorio della Sardegna (1 nuraghe ogni 3 km² circa).
Furono il centro della vita sociale degli antichi Sardi e diedero il nome alla loro civiltà, sebbene la loro funzione e destinazione sia ancora altamente controversa tra storici ed archeologi che, di volta in volta, hanno elaborato teorie sul loro uso militare, civile, religioso o per la sepoltura dei defunti.
Il dibattito tra i ricercatori è assai intenso e alcune nuove proposte cercano di andare oltre gli studi dell'accademico sardo Giovanni Lilliu il quale ha sempre difeso l'idea del nuraghe-fortezza. Una nuova tesi è quella che vede nei nuraghi una funzione prevalentemente astronomica descrivendoli come dei veri e propri osservatori fissi della volta celeste, disposti sul territorio secondo precisi allineamenti con gli astri.
Intorno al 1500 a.C., dai rilievi archeologici, si possono notare aggregazioni sempre più consistenti di villaggi costruiti in prossimità di queste poderose costruzioni, edificate spesso sulla sommità di un'altura, ma sempre con tecnica megalitica (grossi blocchi di pietra sovrapposti) e con ampie camere aventi i soffitti voltati a tholos (falsa cupola). Probabilmente per un maggior bisogno di protezione, si nota nel tempo il costante aggiungersi progressivo di più torri a quella più antica - addossandole o collegandole tra loro con cortine murarie.
Da semplici, i nuraghi divennero in questo modo complessi, trilobati ed anche quadrilobati, così da essere caratterizzati da sistemi articolati di torri, con sistemi murari muniti di feritoie. Tuttavia alcuni hanno una posizione meno strategica. Secondo alcune teorie avrebbero avuto una funzione sacra per marcare l'orizzonte visto dai principali nuraghi rispetto ai solstizi. Le torri dei Nuraghi più grandi potevano superare i venti metri, come quella del Nuraghe Arrubiu che superava in origine i 27 metri. Alcuni Nuraghi oltre ad essere riforniti da pozzi erano provvisti anche di complessi sistemi di drenaggio, come ad esempio il Nuraghe Arrubiu

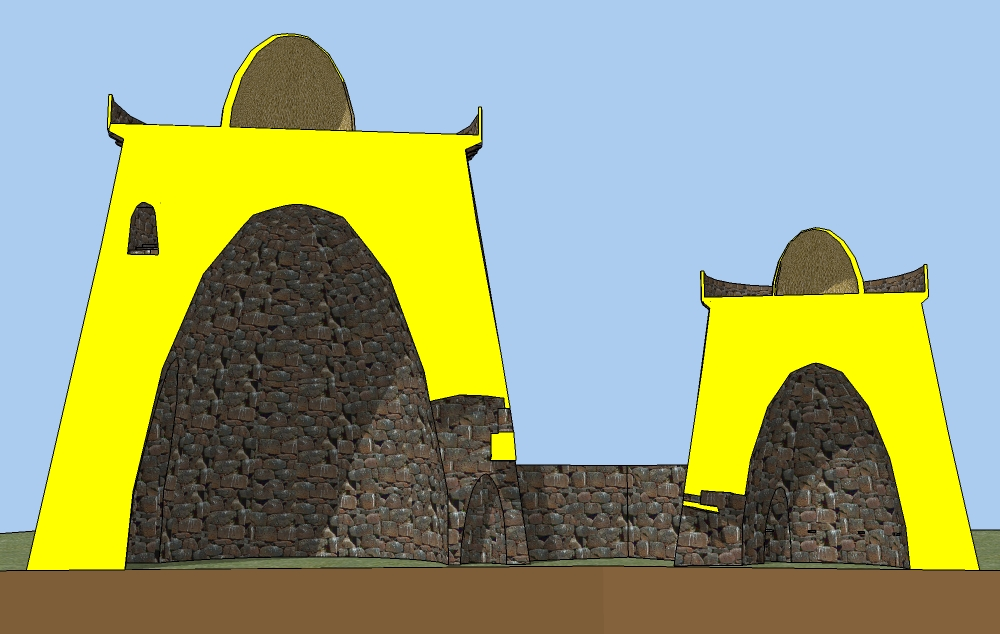
Sezione del nuraghe Santa Barbara, Villanova Truschedu.

Quelli giunti fino a noi - a parte le torri isolate - sono costruzioni imponenti e complesse, con annessi villaggi a formare costruzioni simili a castelli, a volte denominati dagli studiosi anche "regge nuragiche". Nonostante siano trascorsi millenni, questi villaggi nuragici non sono scomparsi completamente ma si ritiene che le popolazioni nuragiche abbiano abitato costantemente i siti, mantenendoli in vita e originando alcuni paesi della Sardegna odierna, forse a quelli che hanno come prefisso la parola nur/nor come Nurachi, Nuraminis, Nurri, Nurallao, Noragugume.

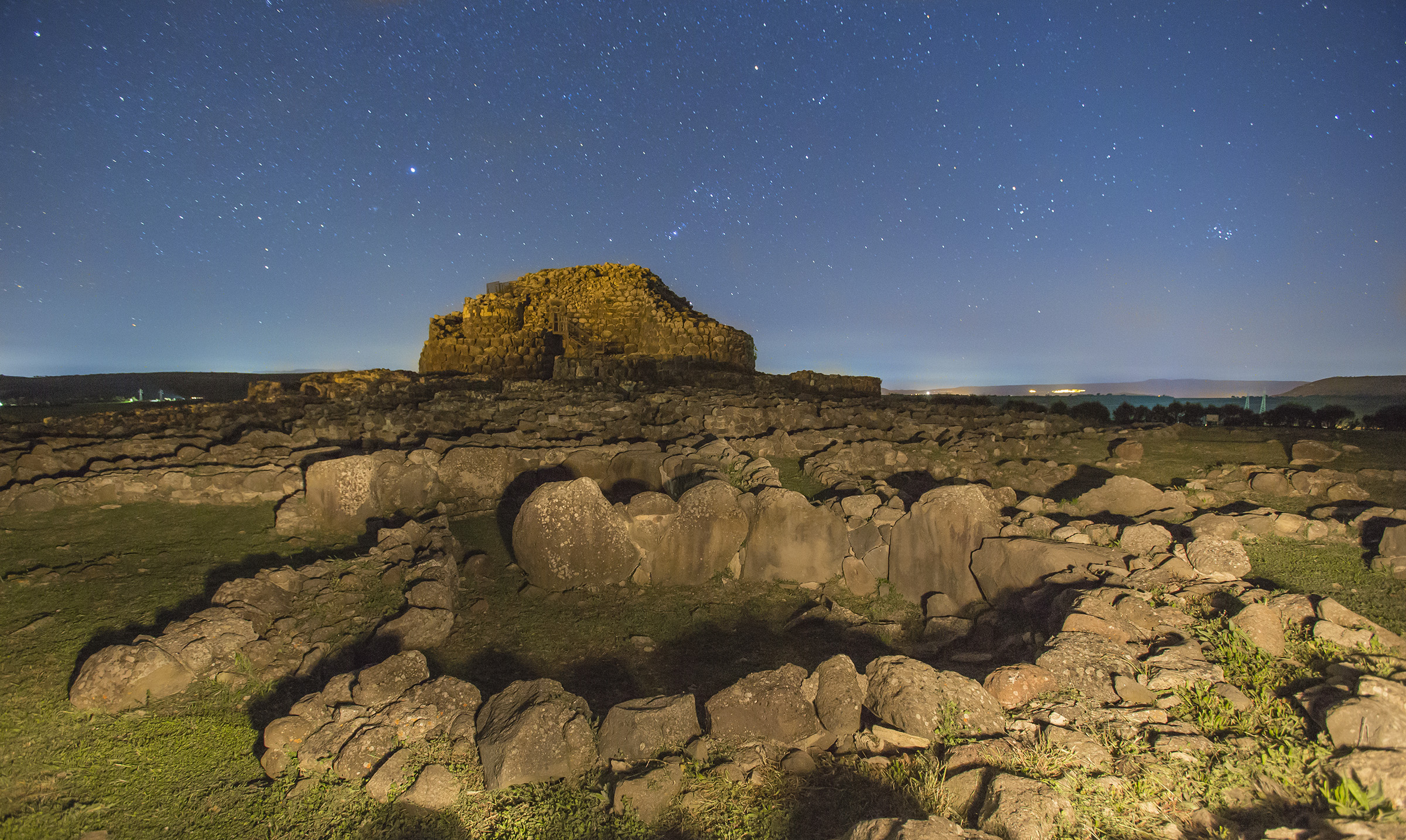
Su Nuraxi

Fra i nuraghi esistenti quelli più considerati sono Su Nuraxi a Barumini (che è stato eletto a simbolo della civiltà nuragica dalla commissione dell'UNESCO che l'ha inserita fra i patrimoni dell'umanità), Santu Antine a Torralba, Nuraghe Losa ad Abbasanta, Palmavera (Alghero), Nuraghe Arrubiu a Orroli e infine il Complesso nuragico di Seruci a Gonnesa.

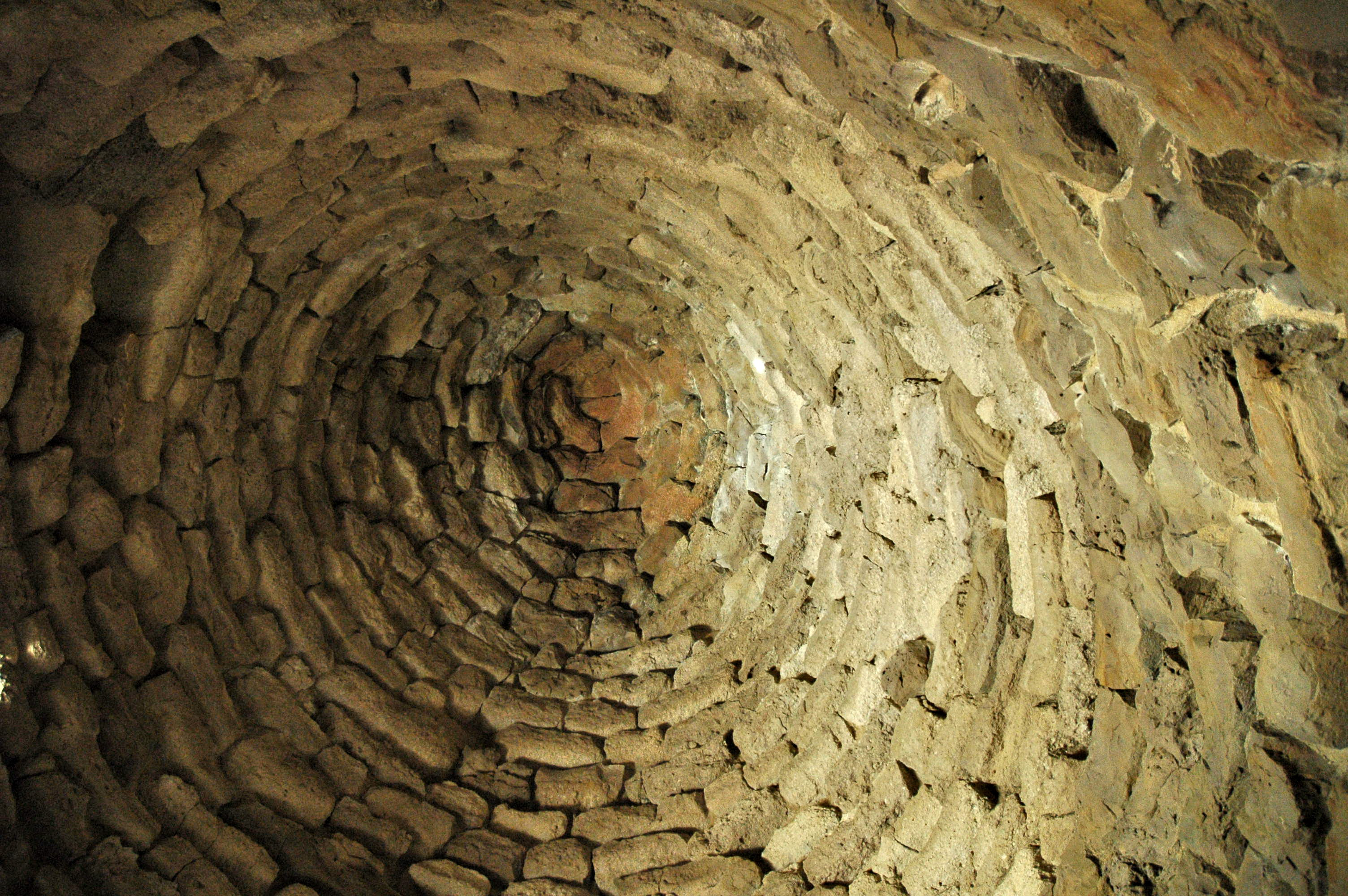
Tholos del nuraghe Is Paras, Isili

#### Legami con la civiltà micenea e con la civiltà minoica - i tholoi
Le tholoi sono caratteristiche oltre che della civiltà nuragica anche della civiltà micenea, di quella minoica e, più tardi, di quella etrusca. Tuttavia questa copertura ogivale a "falsa cupola" la si ritrova a partire dal Neolitico anche in Siria, Oman, Turchia, Spagna. I Micenei, detti Achei o Danai, furono una delle popolazioni elleniche di lingua indoeuropea che invasero la Grecia nel II millennio a.C., riuscendo a egemonizzare definitivamente le genti preelleniche, da alcuni dette greche o pelasgiche. Essi diedero luogo a costruzioni imponenti come il Tesoro di Atreo caratterizzato da una tholos alta 14,50 metri.
Questo tipo edilizio, con connotati e tecniche costruttive ben precise, oltre ai corridoi megalitici quasi a sesto acuto presenti nella fortezza di Tirinto ed in diversi nuraghi, lascia ipotizzare un forte legame culturale tra queste civiltà. Ciò è testimoniato, oltre che dalla citazione degli "edifici modellati secondo l'antica tradizione ellenica" ad opera dello Pseudo Aristotele, dai reciproci scambi commerciali il cui filo conduttore, anche culturale, sembra essere legato alla metallurgia.

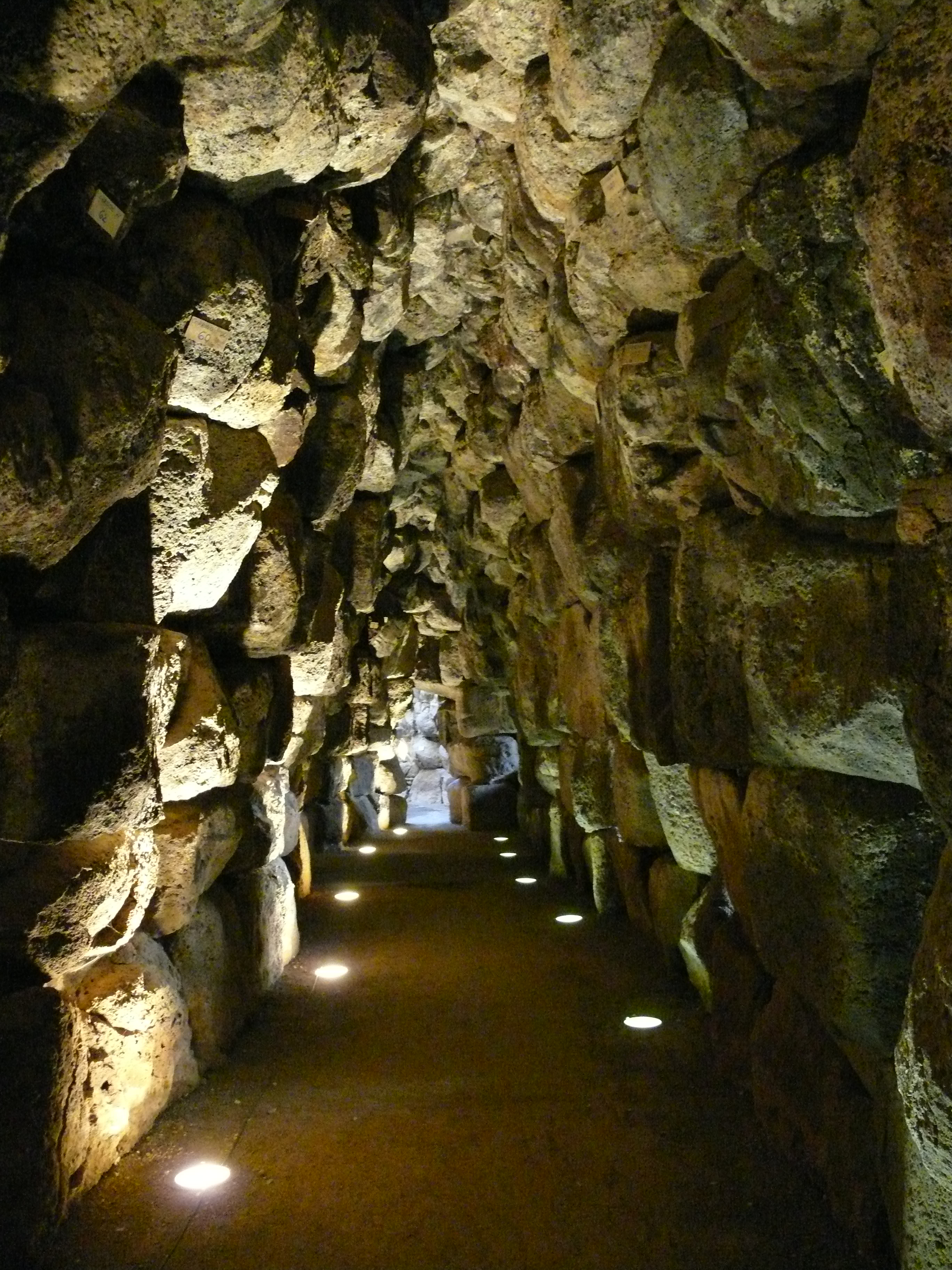
Corridoio con volta nel nuraghe Santu Antine.

Nel testo De mirabilibus auscultationibus, scritto di tradizione beotico-euboica, cioè di regioni interessate dalla colonizzazione micenea, vengono istituite correlazioni strutturali e storiche tra le tholoi achee e quelle nuragiche spiegandole dalla loro ottica attraverso la venuta di Dedalo in Sardegna: i Greci di epoca storica riconobbero nella Sardegna la forte impronta comune ai Micenei in queste lontane terre d'occidente.
Dedalo, Iolao, Aristeo, potrebbero inoltre essere considerati un riflesso dell'attivissimo commercio minoico-miceneo, così come la leggenda su Dedalo che, esule da Creta e rifugiatosi nella Sicilia occidentale, a Camico, viene poi fatto approdare in Sardegna da Iolao o Aristeo, mettendo in risalto il cambiamento della rotta commerciale verso l'Occidente avvenuto durante il Miceneo III b. La civiltà minoica, similmente a quella micenea, presenta forti analogie con quella nuragica. Ad esempio è assai simile nella forma costruttiva il complesso del villaggio di Stylos a Creta in località Sternaki che include una tomba del tardo minoico con tholos ed un lungo dromos.
Ma sono tanti i siti archeologici in cui si respira una certa somiglianza e familiarità: Phylaki, Yerokambos, Platanos, Odigitria, Nea Roumata, Koumasa, Kamilari, Apesokari, Chamaizi, Phourni. Da un punto di vista culturale la civiltà nuragica e quella minoica avevano in comune il culto per la Grande Madre, una figura tipica del resto in quasi tutte le civiltà che si affacciavano sul mar Mediterraneo, con l'attributo della "colomba" quale richiamo alla fertilità spesso riportata a coronamento delle navicelle nuragiche in bronzo.
Altro forte punto di contatto era la venerazione e l'importanza del toro, protagonista della tauromachia e della leggenda minoica del Minotauro che, probabilmente, in Sardegna aveva un qualche richiamo essendo stati ritrovati bronzetti aventi corpo di toro e testa umana. Altra similitudine era di tipo sportivo, essendo praticato nelle due isole il pugilato con mani dotate di guantoni.
Le fonti antiche suggeriscono tuttavia che le relazioni non furono sempre amichevoli, Simonide di Ceo, narrando del mito di Talos e dell'origine del riso sardonico, fa menzione di una guerra scoppiata tra Sardi e Cretesi mentre Plutarco nelle Quaestiones Graecae parla di antichi assalti di Tirreni-Sardi all'isola di Creta: «Ivi guerreggiando con gli abitanti di Creta, lasciavano insepolti molti di quelli che morivano nelle battaglie, da prima perché erano impediti per la guerra e il pericolo, dopo perché schivavano di toccare i cadaveri scomposti e disfatti dal tempo». Ciò evidenzierebbe che, a una fase iniziale di pacifici scambi commerciali, seguì un periodo di deterioramento dei rapporti e di conflitti.

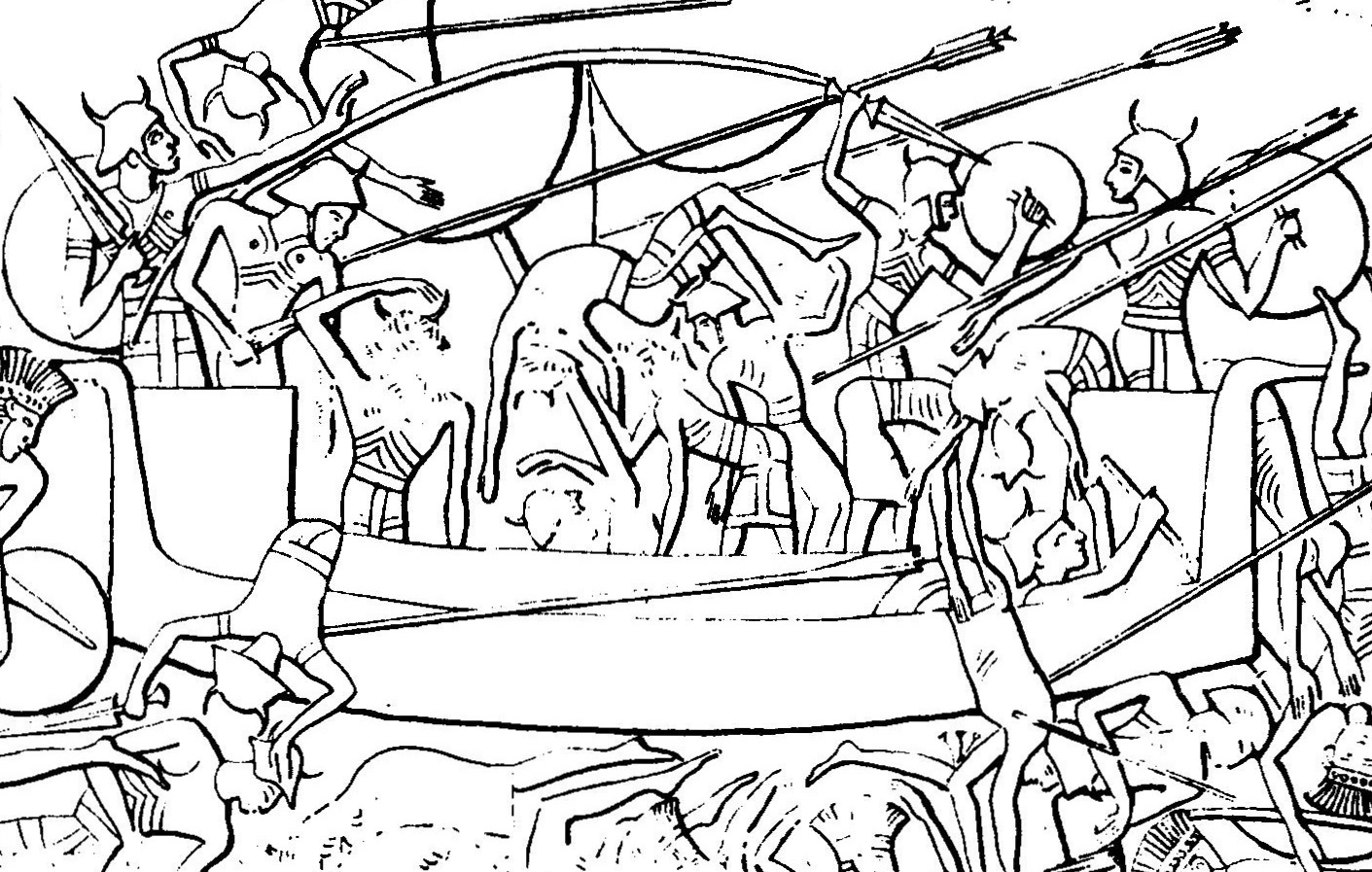
Shardana con elmo cornuto, impegnati nella battaglia del Delta del Nilo contro gli Egizi, tempio di Medinet Habu

#### Gli Shardana
La tarda Età del Bronzo (1300-1100 a.C.) fu il periodo in cui nel mar Mediterraneo si verificò un vasto movimento guerresco, descritto dettagliatamente nelle fonti egiziane e alimentato dai Popoli del Mare, coalizione di popoli di navigatori-guerrieri che mise a ferro e fuoco il Mediterraneo orientale scontrandosi più volte con l'Egitto dei faraoni e contribuendo alla scomparsa delle civiltà micenea ed ittita.
Secondo alcuni studiosi, gli Shardana, una delle popolazioni facenti parte di questa coalizione, sarebbero identificabili con le genti nuragiche (in particolare con gli Iolei/Iliensi) tuttavia non vi sono prove archeologiche sufficienti a supportare questa teoria; in alternativa è stato proposto un loro arrivo sull'Isola da oriente intorno al XIII - XII secolo a.C., a seguito della tentata invasione dell'Egitto.
Fonti egizie, databili al periodo del faraone Ramses II tramandano che: «gli Shardana sono venuti con le loro navi da guerra dal mezzo del Grande Verde (Grande Mare), nessuno può resistergli»; questi guerrieri navigatori vengono anche definiti come: «...gli Shardana del mare, dal cuore ribelle, senza padroni, che nessuno aveva potuto contrastare». Queste considerazioni vengono poi riportate nel resoconto della battaglia di Kadesh, passata alla storia per essere la prima con un racconto preciso ed una descrizione tattica dei combattimenti.
Il loro equipaggiamento militare, descritto nei bassorilievi egizi, risulta molto particolare e distinto da quello di altri guerrieri loro contemporanei. Usavano spade lunghe, pugnali, lance e scudo tondo, mentre i guerrieri egiziani erano prevalentemente arcieri. Portavano un gonnellino corto, una corazza e un elmo provvisto di corna, e le loro imbarcazioni erano caratterizzate da protomi animali, con l'albero simile a quanto raffigurato in alcune navicelle nuragiche in bronzo rinvenute in contesti nuragici.

### L'epoca delle aristocrazie

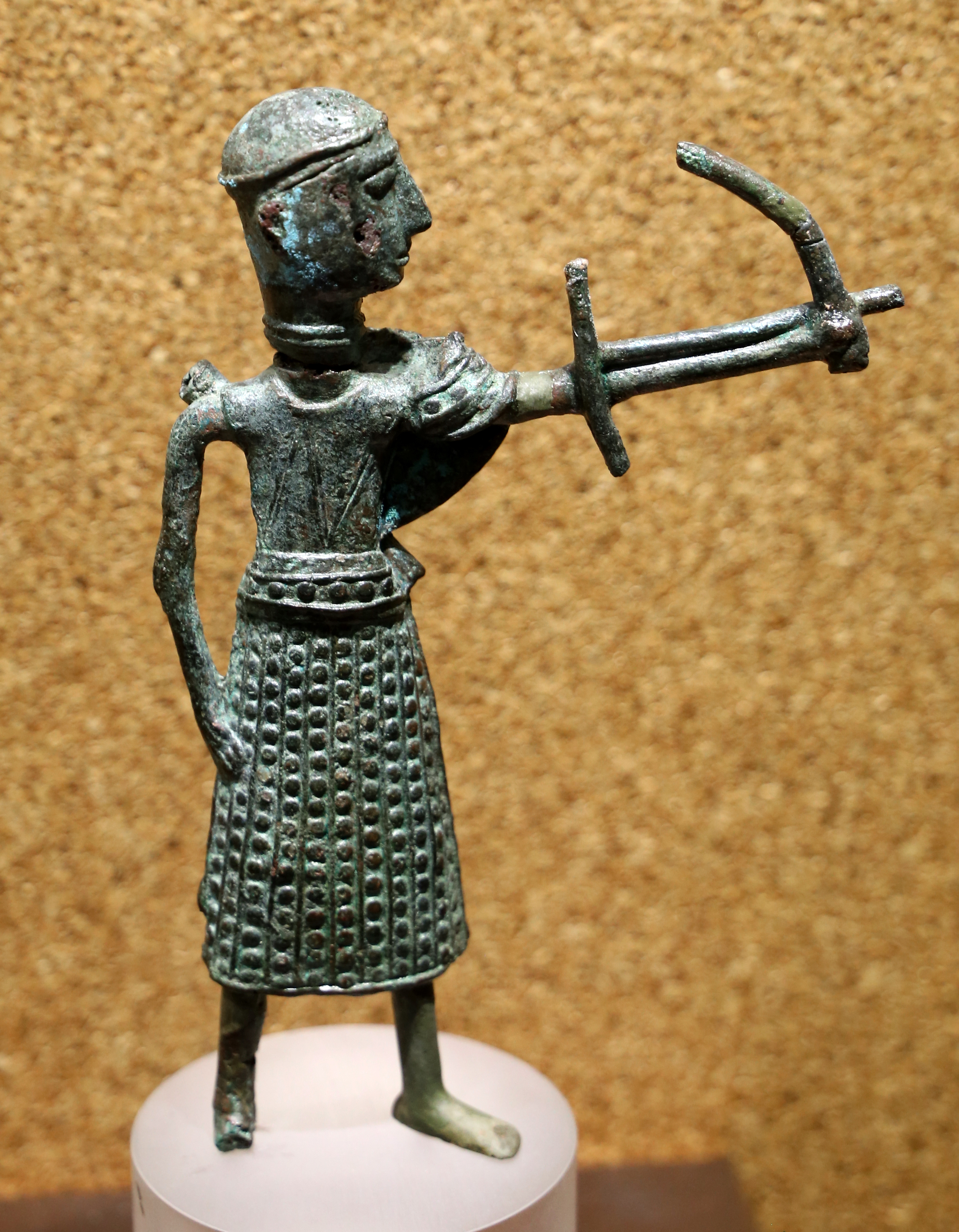
Bronzetto di arciere da Sardara con grembiule corazzato di tipo assiro, forse testimonianza della presenza di nuragici negli eserciti del Vicino oriente del I millennio a.C.

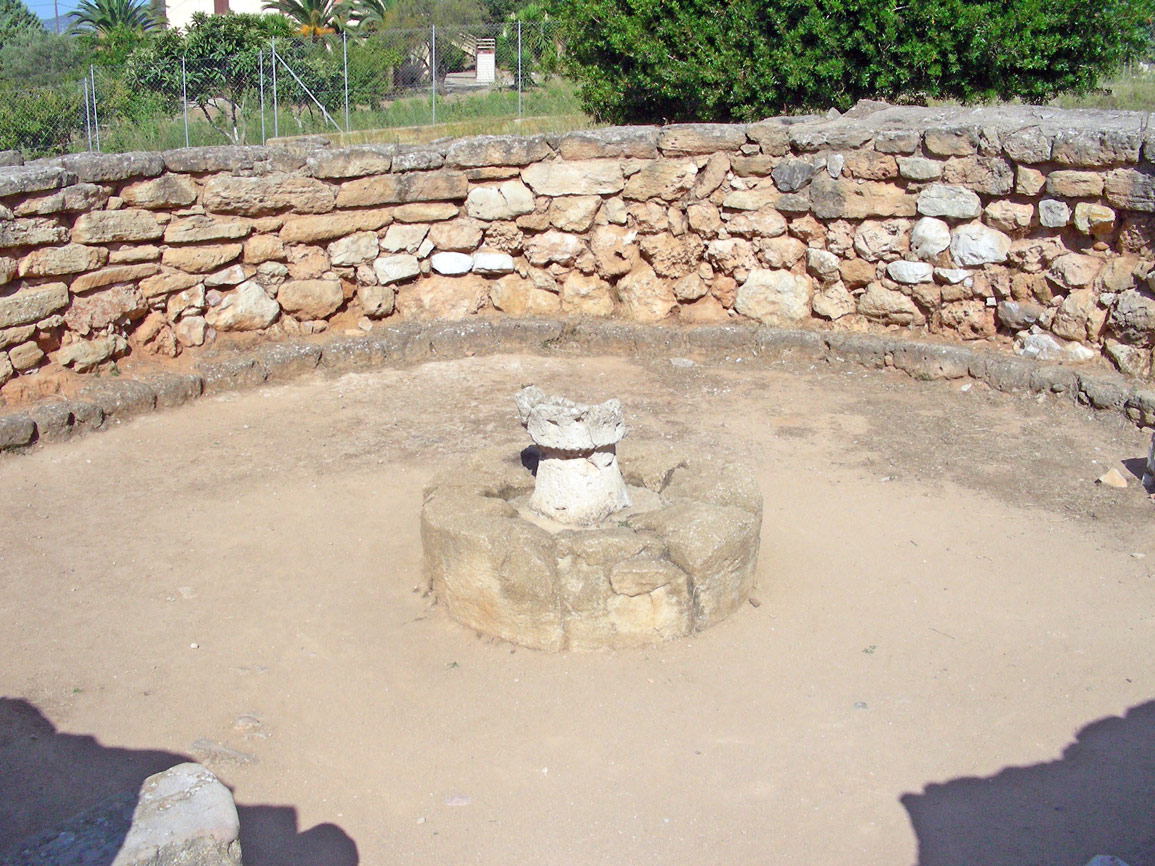
Complesso nuragico di Palmavera, Alghero, capanna delle riunioni.

Gli archeologi definiscono la fase nuragica che va dal 900 a.C. al 500 a.C. (Età del ferro) la "stagione delle aristocrazie". L'artigianato produsse ceramiche raffinate e strumenti sempre più elaborati, mentre aumentò la qualità delle armi.
Con il prosperare dei commerci, i prodotti della metallurgia e i manufatti sardi raggiunsero ogni angolo del Mediterraneo, dalle coste siro-palestinesi a quelle spagnole e atlantiche. Le capanne nei villaggi aumentarono di numero e ci fu generalmente un ampio incremento demografico, cessò la costruzione dei nuraghi i quali vennero riadattati in edifici sacri o smantellati e abbandonati già a partire dal 1150 a.C. e al rituale dell'inumazione collettiva in tombe dei giganti si sostituì l'inumazione individuale.
Ma la vera conquista in quel periodo, secondo l'archeologo Giovanni Lilliu, non fu tanto l'accuratezza nella cultura materiale, bensì l'organizzazione politica "aristocratica" che ruotava intorno al parlamento del villaggio, nel quale un'assemblea composta dai capi e dalle persone più influenti, si riuniva per discutere sulle questioni più importanti e sulla giustizia.
Secondo l'illustre studioso, questa forma di governo, benché non originale ed esclusivo della Sardegna, si ritrovò intatto, dopo duemila anni, nello spirito delle coronas giudicali.
Negli anni 1970 durante dei lavori agricoli furono scoperte in località Monti Prama, non lontano dall'antica città di Tharros, nella penisola del Sinis, luogo di contatto tra i Sardi nuragici e i nuovi arrivati Fenici, imponenti statue in pietra arenaria, rappresentanti guerrieri armati con archi e altre armi, segno eloquente che la civiltà nuragica si evolveva verso forme sempre più spettacolari ed imponenti.

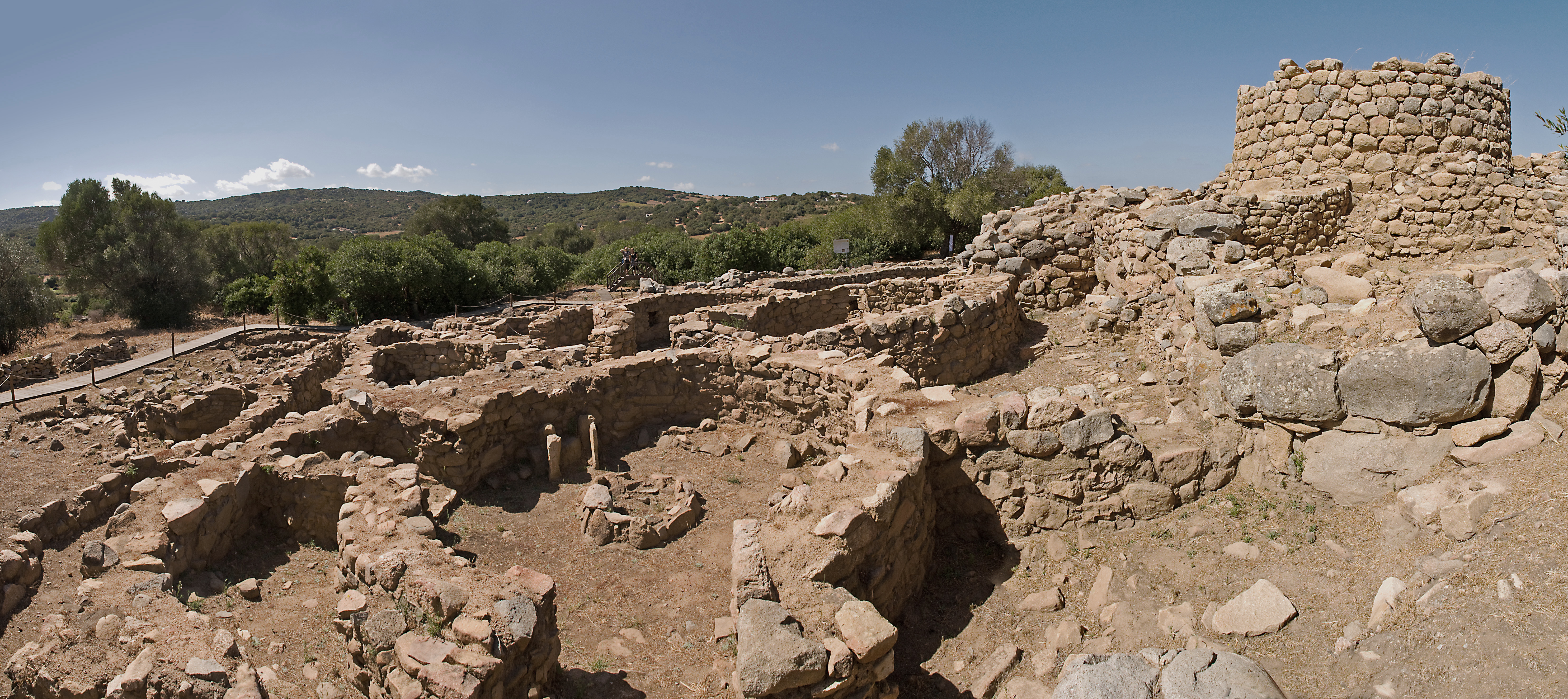
Arzachena, Nuraghe La Prisgiona

### L'espansione militare punica e romana
A partire dal VI-V secolo a.C. la Sardegna entrò nell'orbita imperialistica prima cartaginese e poi romana. Le fonti antiche testimoniano il perdurare della cultura indigena: fonti romane ci tramandarono che le due isole di Sardegna e Corsica erano abitate da tante etnie che si erano progressivamente uniformate culturalmente, rimanendo però divise politicamente in tante tribù, sovente confederate ma anche in contesa tra loro per il possesso dei territori più ricchi e fertili.
Le stesse fonti fanno sapere quali erano le più consistenti concentrazioni etniche, e tra queste vengono indicate chiaramente quelle degli Iolei o Ilienses, dei Bàlari, dei Corsi e le Civitates Barbariae, ossia le etnie che stanziavano nelle attuali Barbagie e che rifiutavano il processo di romanizzazione.
- Marco Giuniano Giustino, Epitoma Historiarum Philippicarum, XIII, 7, dopo il resoconto della facile conquista della vicina Sicilia, racconta della spedizione cartaginese del generale Malco nel 540 a.C., in una Sardegna ancora fortemente nuragica: «...portata la guerra in Sardegna, furono gravemente sconfitti in una grande battaglia dove persero la maggior parte dell'esercito. Per questo furono esiliati il loro comandante, Malco, e i sopravvissuti...». La sconfitta determinò una sanguinosa rivoluzione interna a Cartagine, con la presa di potere inizialmente da parte di Malco e la sua definitiva sconfitta ad opera di Magone. La Sardegna - sempre secondo Giustino (XIX,1, 3-6) - divenne oggetto di una seconda spedizione navale sotto il comando di Asdrubale e Amilcare, figli di Magone: «...In Sardegna Asdrubale fu gravemente ferito e vi morì lasciando il comando al fratello Amilcare; e non solo il lutto che percorse la cittadinanza ma il fatto di essere stato undici volte dittatore e aver riportato quattro trionfi lo resero grande...» Dunque Asdrubale, ferito nel corso della guerra sarda, morì nell'Isola dopo aver passato il comando al fratello Amilcare. Fu questi che entro il 510 a.C. ebbe la meglio sulla resistenza anti-cartaginese ottenendo il dominio della Sardegna costiera e di altri territori come l'Iglesiente minerario e le pianure dalla Sardegna meridionale. La Civiltà Nuragica sopravvisse nelle zone interne.
- Pausania (X, 17, 5) ricorda che «i Cartaginesi nel periodo in cui erano potenti per la loro flotta, sottomisero tutti coloro che si trovavano in Sardegna ad eccezione degli Iliesi (localizzati nel Marghine e nel Goceano) e dei Corsi (in Gallura), per i quali fu sufficiente la protezione delle montagne per non essere asserviti...».
- Strabone conferma la sopravvivenza della cultura nuragica anche in epoca romana: racconta infatti che alcuni capi militari romani, disperando di domare i Sardi in campo aperto, preferivano tendere loro degli agguati, profittando del costume di quei barbari di raccogliersi, dopo grandi razzie, a celebrare feste tutti insieme. Riferisce inoltre di «Sardi montanari che pirateggiavano presso i lidi di Pisa» , testimonianza che confermerebbe l'attitudine marinara dei sardi nuragici anche in epoca tarda.

Lo studioso Giovanni Lilliu ha definito la sopravvivenza della cultura nuragica attraverso i secoli tra le popolazioni barbaricine come "costante resistenziale sarda".

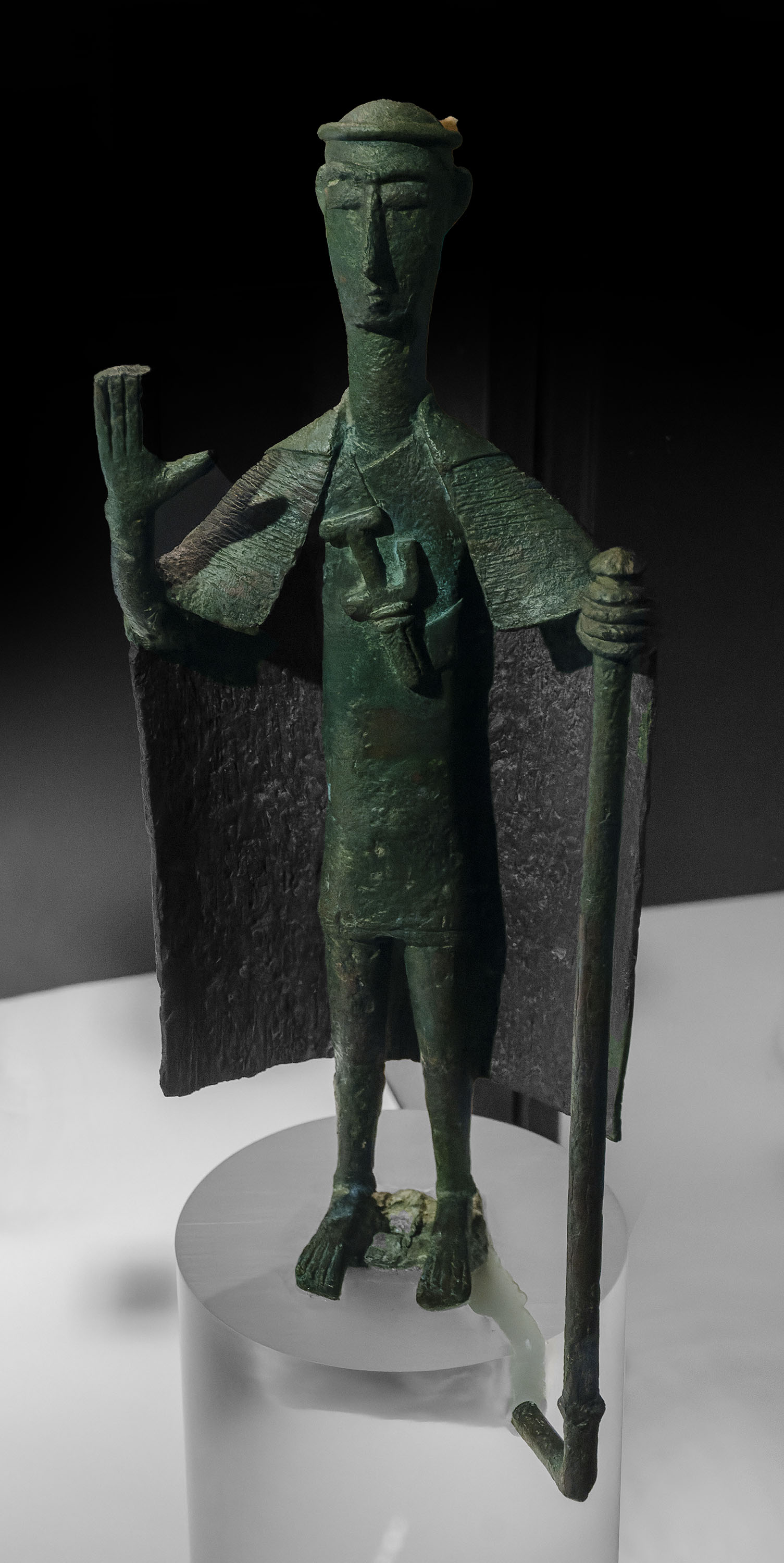
Bronzetto nuragico raffigurante un capo tribù dal santuario nuragico di Santa Vittoria, Serri.

## Società
Gli archeologi ritengono che la Sardegna nuragica avesse un'organizzazione di tipo cantonale. Tali entità erano probabilmente formate da varie famiglie (clan) che obbedivano ad un capo e vivevano in villaggi composti da capanne circolari con il tetto in paglia, del tutto simili alle attuali pinnettas dei pastori della Sardegna.
Gli arsenali di armi di vario tipo, rinvenute durante gli scavi, lasciano desumere che quella nuragica fosse una società votata alla guerra e oligarchica, strutturata in modo gerarchico e ben organizzata militarmente.
In tale struttura patriarcale e teocratica - secondo gli studiosi - aveva un'importanza di rilievo la figura degli eroi fondatori quali Norax, Sardus, Iolaos e Aristeus, mitici condottieri ma allo stesso tempo considerati divinità. Una "società di capi", in cui l'egemonia di alcune famiglie all'interno della comunità era ben consolidata ed il potere, forse all'inizio attribuito con un sistema elettivo, probabilmente divenne stabile ed ereditario.

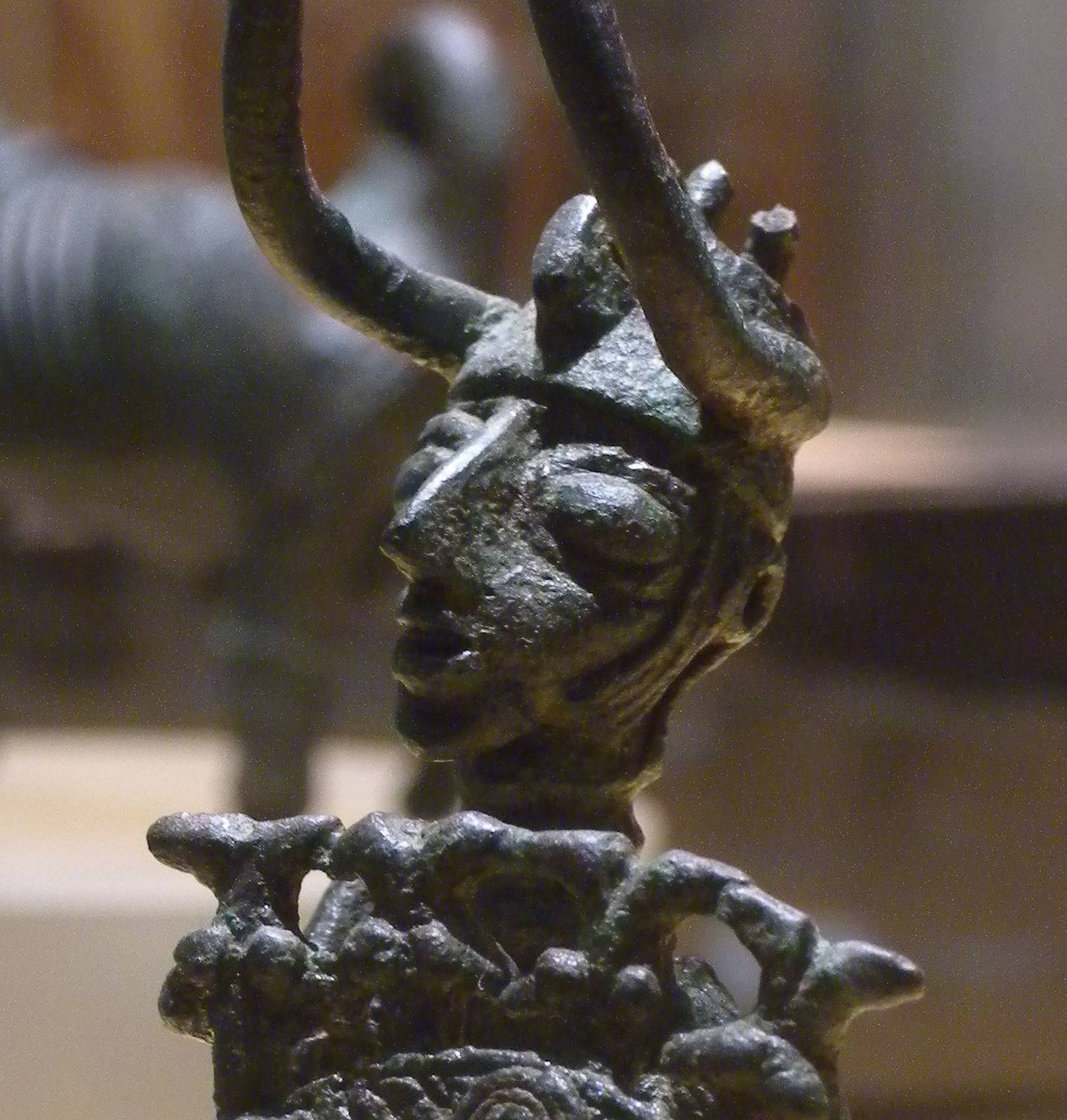
Bronzetto raffigurante un guerriero, da Padria.

Le raffigurazioni dei bronzetti indicano chiaramente la presenza di "capi-re", riconoscibili perché spesso reggono uno scettro (bastone da pastore) ed indossano un mantello, interpretati come simbolo di comando.
Il gran numero di bronzetti raffiguranti soldati sono la testimonianza di una classe militare ordinata in vari corpi e gradi (arcieri, fanteria) con uniformi differenziate, che fanno pensare a milizie di corpi in cantoni differenti. Per desumere le tecniche di combattimento sono interessanti gli scudi forniti di spade di scorta e di coltelli da lancio, i parastinchi uncinati, i guantoni metallici per la lotta corpo a corpo. Un'attenta analisi fa inoltre riconoscere anche altre entità di casta, come quella costituita dai sacerdoti.
I bronzetti descrivono anche il popolo con figurine di contadini, di donne, di artigiani, di sportivi (lottatori e pugilatori simili a quelli della civiltà minoica) e di musicisti (come il suonatore di flauto doppio, simile alle launeddas, da Ittiri), restituendoci uno spaccato fedele del mondo nuragico. Dai bronzetti e dalle statue di Monte Prama si desumono informazioni relative all'aspetto ed alla cura del corpo. I maschi portavano un paio di lunghe trecce ricadenti nel lato sinistro e destro del volto. Il volto era invece rasato e la testa coperta da calotte in cuoio. Le donne portavano in genere i capelli lunghi.

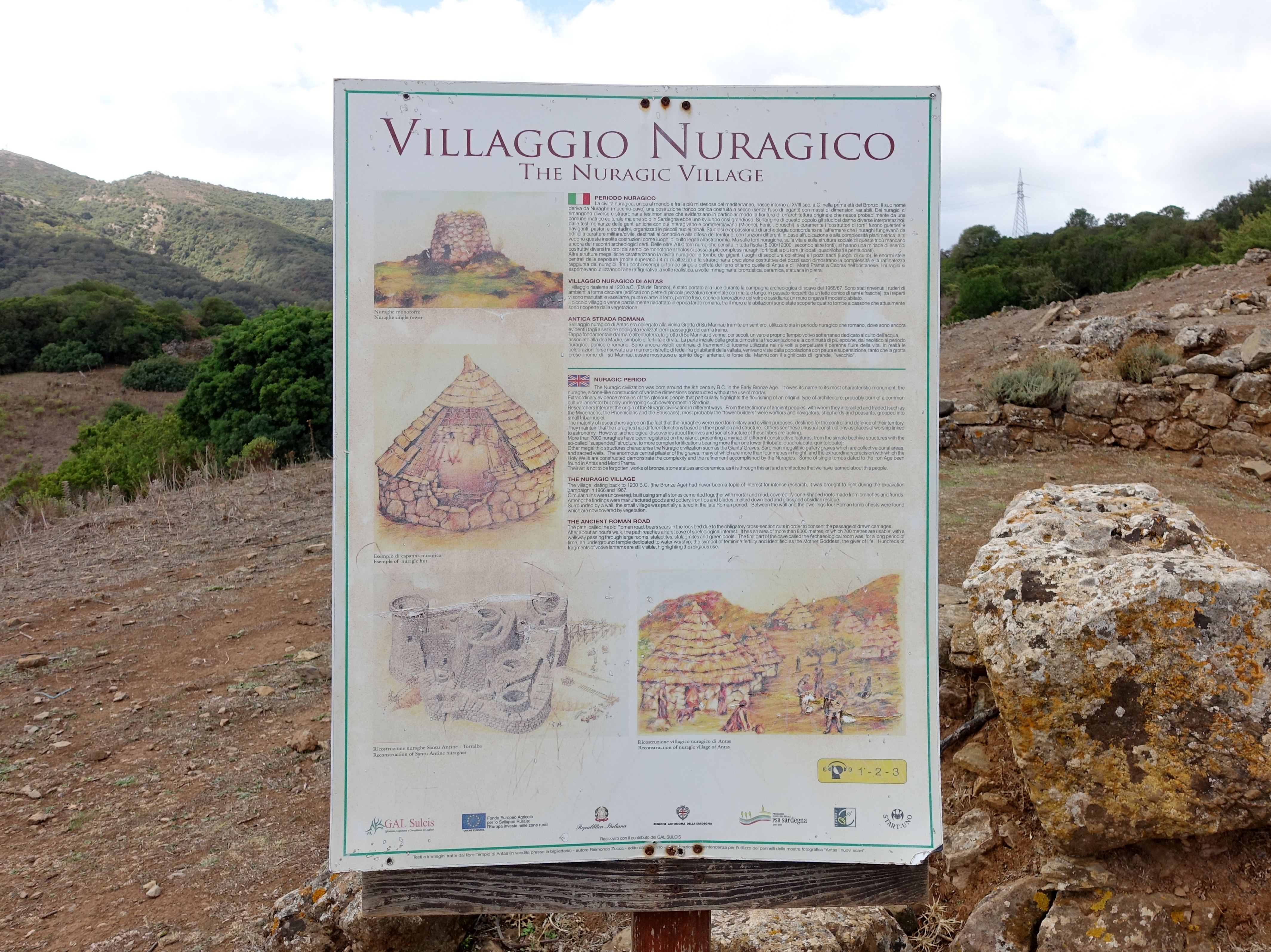
Ricostruzione del villaggio nuragico di Antas, Fluminimaggiore

### I villaggi
I villaggi erano costituiti da capanne aggregate fra loro e realizzate a partire da una base a forma circolare o ellissoidale in pietra, alta non più di 2 metri, coperta sulla sommità da pali, canne e paglia; più raramente sono stati registrati dei casi dove l'intera struttura della capanna, compresa la copertura, era realizzata in pietra. Dal Bronzo finale in poi le abitazioni assumono una pianta più complessa, con più vani, e spesso posizionate intorno ad un cortile interno, come a Sant'Imbenia, Sa Sedda e Sos Carros, Serra Orrios o a Barumini. Costruzioni in terra cruda si erano già diffuse durante il Bronzo finale e la prima Età del ferro come testimoniato da diversi siti, sono attestate ad esempio a San Sperate, Monastir, Su Cungiau 'e Funtà di Nuraxinieddu, Monte Prama e Sardara.
In alcuni insediamenti, come quello di Barumini, sono presenti delle rudimentali fognature. Nell'insediamento di Gremanu è presente l'unico esempio conosciuto di acquedotto nuragico.
I villaggi si trovavano generalmente nelle vicinanze dei nuraghi e dei pozzi sacri. Tra i più significativi esempi di villaggi nuragici si possono citare: Su Romanzesu, Su Nuraxi, Serra Orrios o di epoche più tarde il villaggio di Tiscali.

### I cantoni nuragici

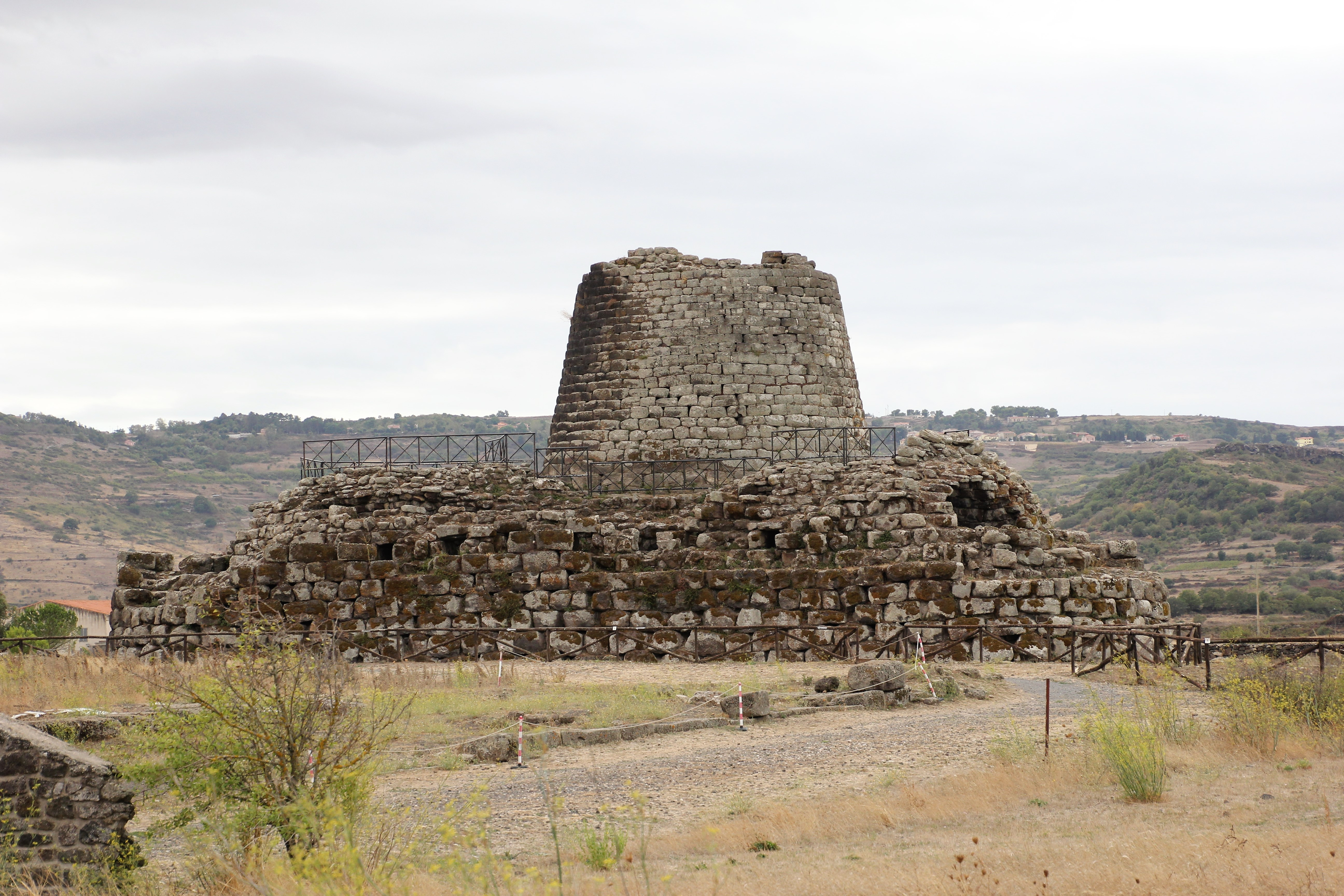
Torralba, nuraghe Santu Antine

Le comunità nuragiche prosperavano entro i confini del proprio territorio cantonale. Secondo le tesi più diffuse, sulle frontiere politiche o etniche dei cantoni, a difesa e dominio del territorio erano poste le torri nuragiche. Queste delimitavano zone agricole e pastorali non molto diverse, per grandezza e per forma, da quelle che saranno, nel Medioevo, le curatorie giudicali
Si suppone che solamente una società gerarchicamente molto organizzata, con un numero molto elevato di persone religiosamente assoggettate, potesse esprimere architetture così imponenti come la reggia nuragica de su Nuraxi o altre forme architettoniche.

A tal proposito l'archeologo Giovanni Lilliu scrive: 
(AA.VV, La società in Sardegna nei secoli, Giovanni Lilliu, Al tempo dei nuraghi, pag 21. ERI, Edizioni Rai, Torino, 1967)

Ipotetica distribuzione geografica delle popolazioni nuragiche.

### Le etnie nuragiche

#### Etnie principali
Lo scrittore latino Gaio Plinio Secondo nell'opera del I secolo d.C. Naturalis Historia riporta che:
(III, 7, 85)
Lo studioso della civiltà nuragica Giovanni Lilliu, alle suddette entità etniche (che negli ultimi tempi della loro storia si ritirarono nei territori montani - fondendosi ulteriormente tra loro - e creando il tessuto di sardità costituito oggigiorno dalle popolazioni barbaricine), fa corrispondere entità culturali abbastanza evidenti:
- gli Iolèi o Iliesi/Iliensi (più tardi Diagesbei), identificati dagli scrittori antichi come coloni greci o esuli troiani, sarebbero invece una popolazione autoctona, presente sull'isola sin dal Neolitico. Occupavano un vasto territorio che andava dalle montagne del Goceano (nuraghe di Aidu Entos con l'incisione di confine ILI-IVR-IN-NVRAC-SESSAR), all'altopiano di Buddusò e di Alà, per arrivare all'Ogliastra e alle pianure del Campidano[67].
- i Balari derivavano presumibilmente dai portatori della cultura del vaso campaniforme che si diffuse in Sardegna dall'Iberia e dal Sud della Francia fra il III e il II millennio a.C. ed erano probabilmente di ceppo indoeuropeo. Benché un tempo fossero presenti in gran parte della Sardegna, riuscirono ad imporsi essenzialmente nell'area nord-occidentale dell'isola. Occuparono i territori della Nurra, dell'alto e basso Coghinas e del Limbara. Alla stessa etnia dei Bàlari apparteneva probabilmente la popolazione che diede luce alla civiltà talaiotica delle isole Baleari[68].
- nei Corsi (forse Liguri[69]), stabiliti in Gallura sin dai tempi più remoti, viene indicata l'etnia che produsse l'aspetto culturale detto "gallurese" ossia la cultura di Arzachena. Durante il II millennio a.C., alla Corsica meridionale si estese la civiltà nuragica con la conseguente costruzione di torri (civiltà torreana). Occupavano l'estremità nord-orientale della Sardegna e la Corsica.

Queste ed altre etnie progressivamente si accentrarono in villaggi a cui poi corrispose un territorio molto ben definito, fino a formare nel corso del II millennio a.C. - e specie nella prima metà del I Millennio a.C - piccoli staterelli - che raggiunsero, federandosi tra loro, un notevole equilibrio ed un notevole assetto civile. 

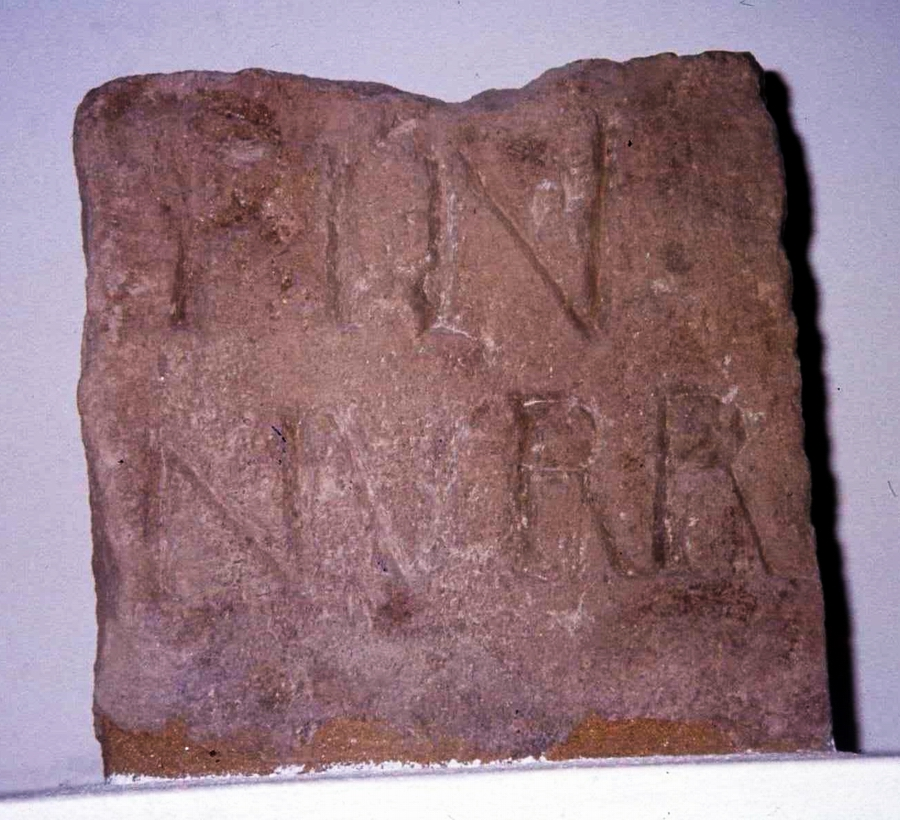
Cippo romano di confine da Orotelli con l'iscrizione FIN(ES) NURR(ITANORUM), indicante il territorio di pertinenza dei Nurritani, Museo nazionale archeologico ed etnografico G. A. Sanna

(Raimondo Zucca, Sardi Ilienses (Livio, XLI, 12, 4), 2016)

#### Etnie minori
Ecco le altre popolazioni - così come ci vengono tramandate dagli scritti romani - che abitavano la Sardegna e la loro distribuzione geografica in epoca romana imperiale:
- i Giddilitani a Tresnuraghes e nella Planargia;
- gli Euthichiani, gli Huton, gli Arri a Cuglieri;
- gli Uddadhaddar - Numisiarum, a Cuglieri;
- gli Aichilensi - Sardi Pelliti o Olea nel Montiferru (in particolare, a seguito delle invasioni prima punica e poi romana, stanziati nelle montagne di Scano di Montiferro e di Santu Lussurgiu;
- i Luguidonensi nel Logudoro;
- i Longonenses nella zona di Santa Teresa di Gallura;
- i Nurritanenses o Nurrenses nei territori di Orotelli e del nuorese. Nel II secolo d.C., operarono al servizio dell'esercito imperiale (Cohors I - Nurritanenses) nella Mauretania Cesariense;
- i Parati nel Monte Albo;
- gli Acconiti nel Monte Albo e nei Monti Remule;
- gli Esaronensi da Posada alla valle del Cedrino;
- i Sossinati a Dorgali sino Baunei;
- i Cunusitani in Barbagia, in particolare a Fonni;
- i Celsitani nel Gennargentu dell'Ogliastra sino ai Tacchi di Osini-Ulassai;
- i Gallilensi nel basso Flumendosa sino all'Ogliastra meridionale;
- i Maltamonenses in Marmilla;
- i Semilitenses nel Cixerri;
- i Moddol nel basso Campidano e nella Trexenta;
- i Siculensi nel Sarrabus;
- i Beronicenses nel basso Sulcis e nell'Iglesiente.

## Religione

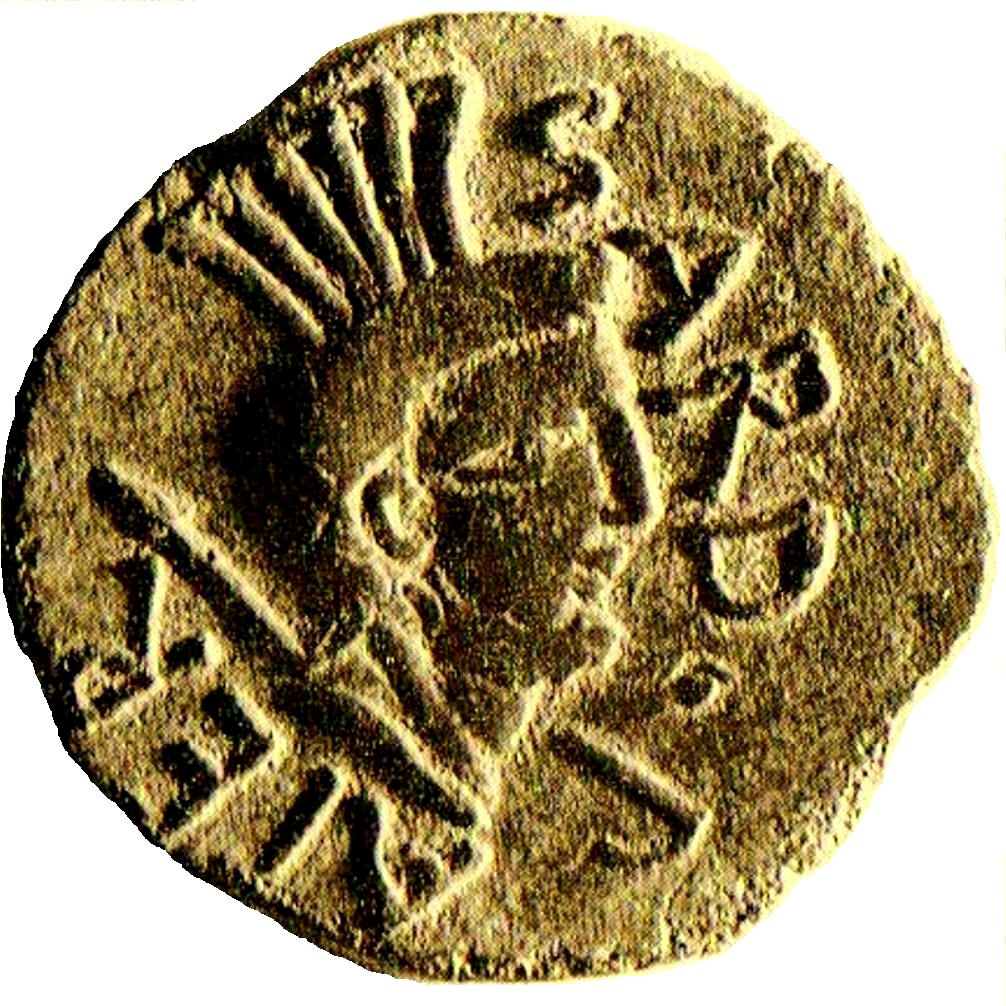
Moneta del Sardus Pater con corona piumata e giavellotto, fatta coniare da Marco Azio Balbo, pretore della Sardegna nel 59 a.C.

Le grandi effigi in pietra raffiguranti organi genitali maschili (chiamati bétili), e le rappresentazioni di animali come il toro, probabilmente risalgono alle culture pre-nuragiche. Seguendo una continuità con le precedenti culture, anche nella civiltà nuragica gli animali muniti di corna avevano valenza sacra, e furono frequentemente riprodotti nelle imbarcazioni, nei grandi vasi in bronzo per il culto, nelle spade votive, negli elmi dei soldati. Durante gli scavi archeologici che nel tempo hanno interessato tutto il territorio isolano sono stati rinvenuti bronzetti rappresentanti figure metà toro e metà uomo, personaggi con quattro braccia e quattro occhi, cervi con due teste, aventi carattere mitologico, simbolico o religioso. Altro animale sacro fortemente raffigurato in modo stilizzato nei bronzetti era la colomba.

Santuario nuragico di Santa Vittoria di Serri

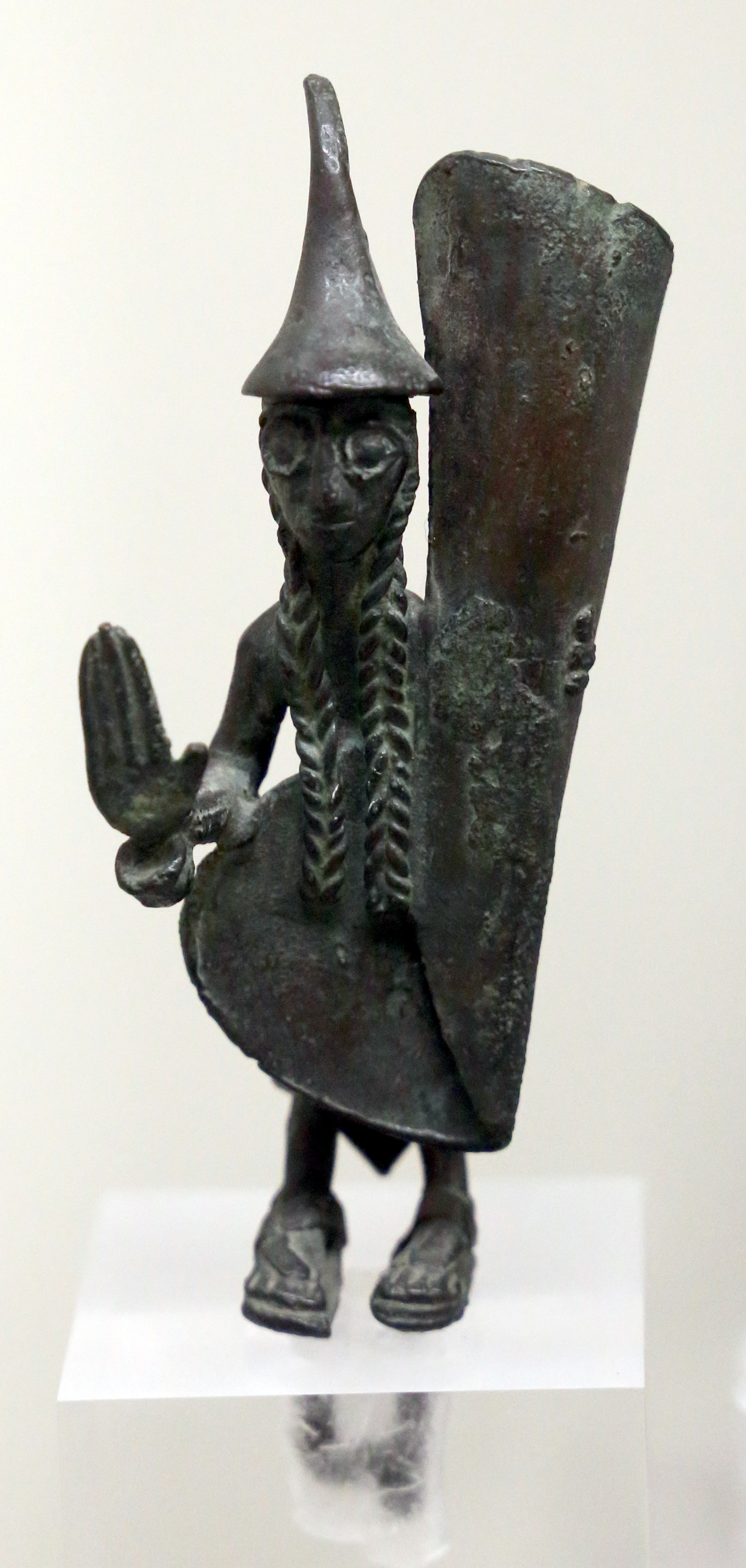
Bronzetto nuragico raffigurante un "sacerdote-pugilatore", proveniente dalla tomba dei bronzetti sardi di Vulci (Roma, museo di Villa Giulia).

Le diverse tribù nuragiche, per ringraziare le divinità e poter progredire, praticavano molto probabilmente una religione che collegava la fertilità dei campi, il ciclo delle stagioni, dell'acqua e della vita, con la "forza maschile" del Toro-Sole e la "fertilità femminile" dell'Acqua-Luna. Si ritiene che vi fosse probabilmente una Dea Madre e un Dio Padre Babai, chiamato in epoca punica Sid Addir Baby e in epoca romana Sardus Pater.
Dagli scavi si evince che in determinate ricorrenze annuali i nuragici si radunavano in luoghi comuni di culto, con alloggi e strutture di tipo aggregativo, a volte gradonate, in cui solitamente si segnala la presenza di un pozzo sacro, talune volte di fattura molto decorata e complessa da un punto di vista idraulico come Sedda 'e sos Carros di Oliena (NU).
In alcune aree sacre, come quelle nuoresi di Gremanu a Fonni e di Serra Orrios a Dorgali, di S'Arcu 'e is Forros a Villagrande Strisaili o nel complesso nuragico di Malchittu ad Arzachena, sono presenti templi a base rettangolare chiamati templi a mégaron, o circolari come nel santuario nuragico di Abini presso Teti, strutture con spazio sacro interno che potrebbe essere stato destinato ad un fuoco sacro forse mantenuto acceso da una casta sacerdotale.
Nei pozzi sacri e nei mégara vi erano sacerdoti che officiavano riti ormai ignoti, probabilmente collegati al culto dell'acqua e forse a ritualità astronomiche di tipo solare, lunare o di osservazione dei solstizi. In particolare è interessante la raffigurazione bronzea di una sacerdotessa che presenta il capo sormontato da un disco che verosimilmente richiama il sole o la luna. Altri copricapi circolari sono allungati verso l'alto. Molte statuette in bronzo raffigurano personaggi che alzano la mano (solitamente la destra) in segno di saluto, invocazione o preghiera.
Gli studiosi pensano che in occasione di queste feste e celebrazioni religiose collettive, i santuari abbiano fatto da incubatori per l'idea di nazione o, comunque, di una più stretta confederazione; in tali occasioni si tenevano infatti incontri intercantonali, giochi sportivi simili alla lotta greco romana ed al pugilato e si stringevano alleanze familiari e rapporti commerciali.
Secondo l'archeologo Giovanni Lilliu, è esemplare a tal proposito il Santuario nuragico di Santa Vittoria di Serri, vero e proprio pantheon delle divinità nuragiche, supponendo che nell'edificio principale del villaggio si riunissero in assemblee federali i clan più potenti dei sardi nuragici abitanti la Sardegna centrale, per consacrare alleanze o per decidere guerre.
Le strutture comuni erano organizzate in modo da far convivere la festa religiosa e quella civile, il mercato con l'assemblea politica. Era presente il tempio a pozzo della fonte sacra, fornita di atrio e con fossa per i sacrifici, con uno spazio per esporre gli ex voto, scala con soffitto gradonato e la tipica camera, dove si raccoglieva l'acqua, provvista di falsa cupola con foro centrale. Non mancavano le protomi taurine sul prospetto e, intorno, bétili e cippi. Vi era pure un sacello rettangolare con sagrestia per le offerte al o agli dei. I giochi e gli affari si svolgevano in una vasta corte ellittica con porticati e vani rotondi per il soggiorno dei partecipanti e con i posti riservati ai rivenditori di merci, ai pastori e ai contadini. Nelle vicinanze vi era un ambiente circolare con alcune capanne. Il primo serviva per le assemblee, nelle seconde abitavano gli addetti alla custodia, alla manutenzione dei luoghi e gli amministratori dei beni del tempio. Nello stesso modo era organizzato il tempio di Santa Cristina a Paulilatino.
Sono noti almeno una ventina di questi templi (molte volte recuperati al culto cristiano come ad esempio la cumbessias di San Salvatore di Sinis presso Cabras). In diversi santuari si trovavano grandi vasche o piscine rituali, ne è un esempio la grande vasca lastricata del Nuraghe Nurdole, che funzionava tramite un complesso sistema idraulico e veniva probabilmente utilizzata per abluzioni e immersioni rituali.

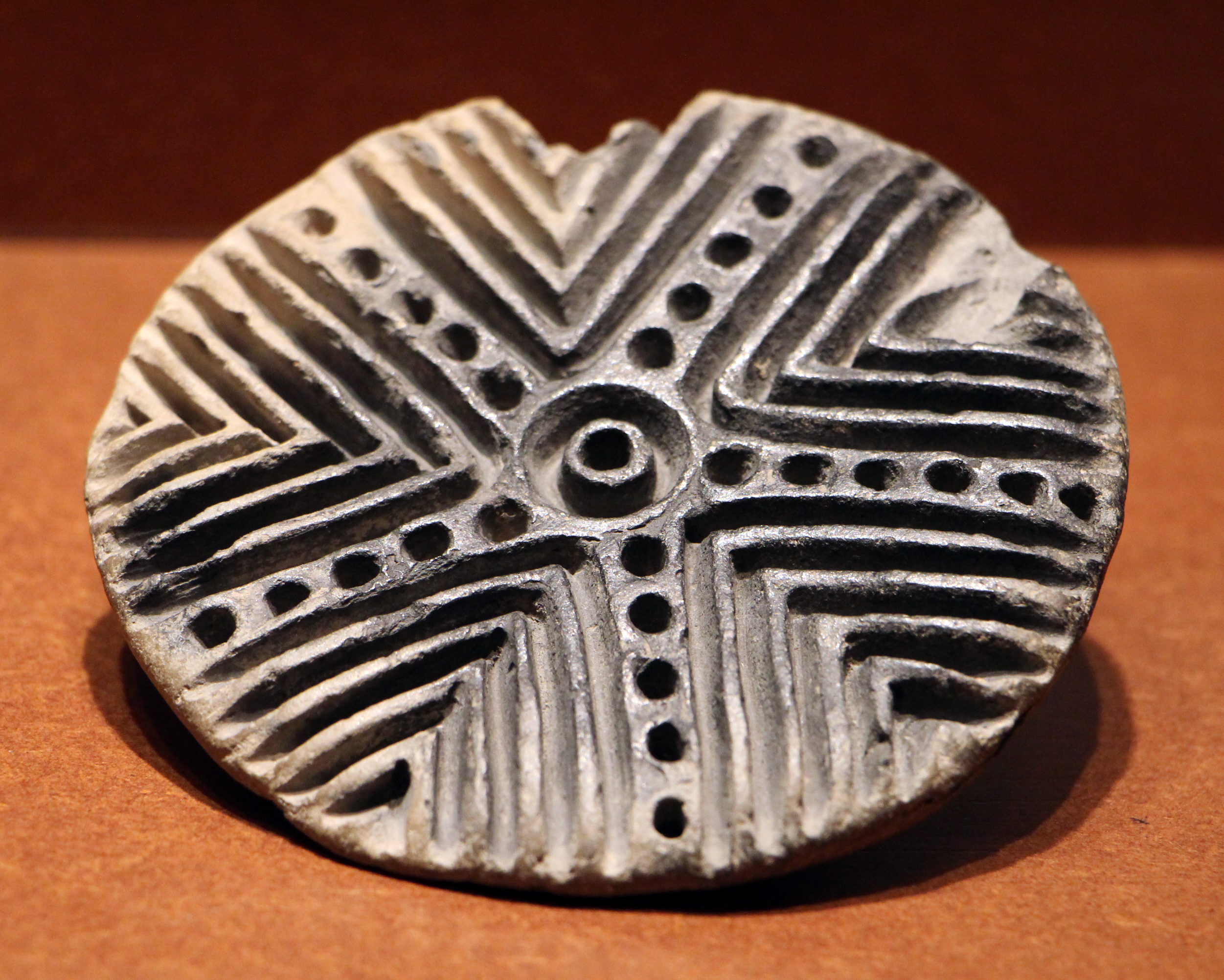
La pintadera è un singolare disco in terracotta con incisioni geometriche. Si presume fosse utilizzato in Sardegna per marcare il pane sin dai tempi della civiltà nuragica.

Il culto dei morti veniva praticato dagli antichi sardi presso le tombe dei giganti, tramite riti incubatori che potevano durare diversi giorni, allo scopo di ricevere consigli, presagi e per richiedere guarigioni agli eroi-antenati. Inoltre sono documentati i culti praticati nelle grotte in onore di una divinità ctonia, come attestano i manufatti rinvenuti nella Grotta Pirosu di Santadi.
Gli studiosi ritengono che siano collegati alla religiosità anche i singolari dischi cesellati con figure geometriche chiamati pintadera, la cui funzione non è univocamente stabilita.

## Economia
Se l'assetto urbanistico era fondato sul villaggio, quello economico si basava sull'agricoltura (tra cui la viticoltura, i Nuragici furono infatti, secondo recenti scoperte, i primi a praticarla nel Mediterraneo occidentale), sulla pastorizia e sulla pesca originando probabilmente un'economia inizialmente di tipo agro-pastorale. Le figurine dei bronzetti ritrovati evidenziano abbastanza chiaramente una specializzazione nelle arti e nei mestieri.

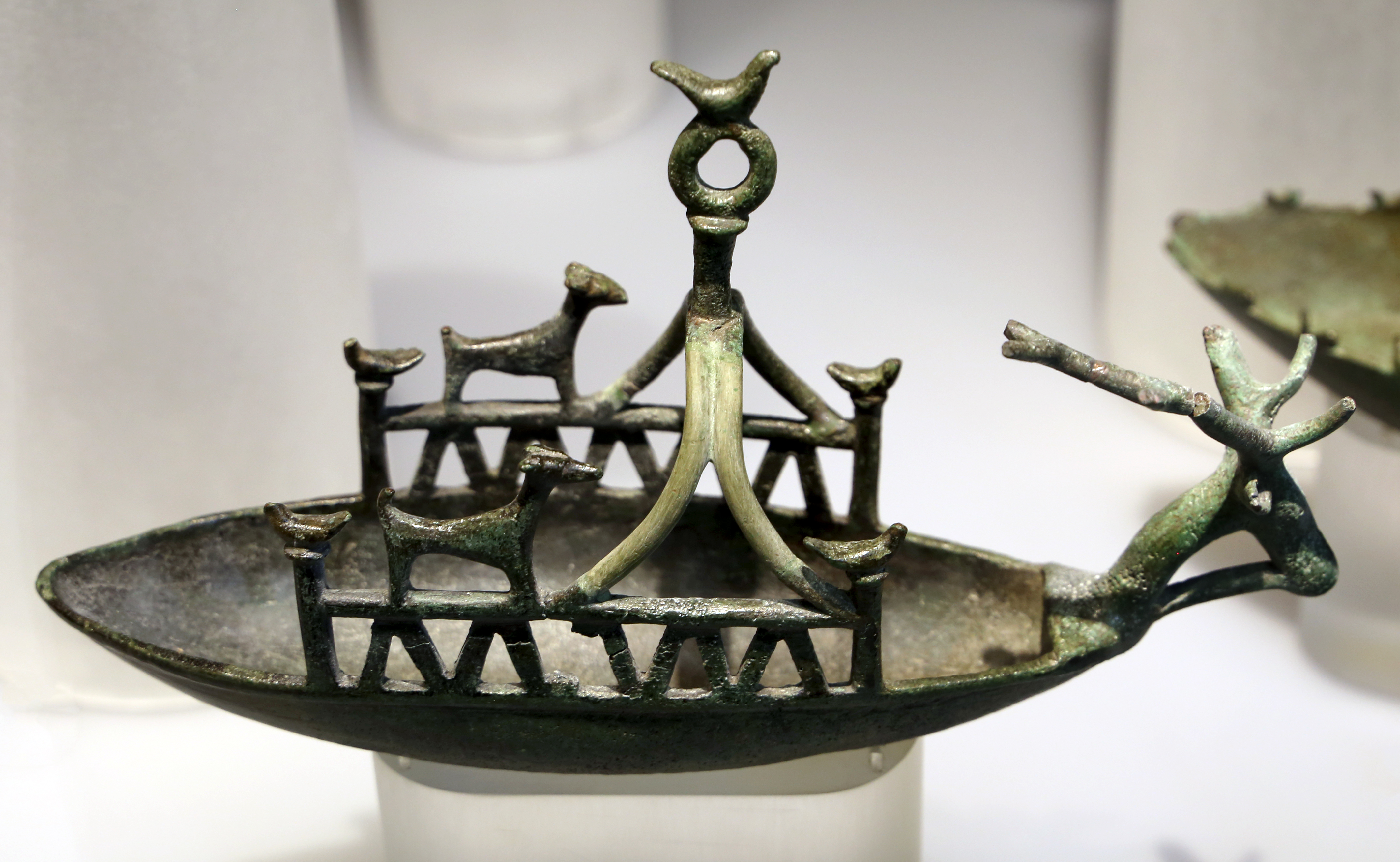
Navicella nuragica da Bultei.

### Il commercio
La navigazione rivestì pertanto un ruolo molto importante. Il ritrovamento poi di ancore nuragiche lungo la costa orientale (Capo Figari, Capo Comino, Nora), alcune del peso di 100 chili, confermano che le imbarcazioni erano molto robuste e probabilmente gli scafi raggiungevano una lunghezza di oltre i 15 metri.
Dopo essere stata per anni descritta come una civiltà chiusa in se stessa, con ipotesi che attribuivano alle navicelle nuragiche in bronzo una funzione votiva o di semplici lucerne, le evidenze archeologiche testimoniano che i Nuragici costruivano solide imbarcazioni ed erano abili commercianti, che viaggiavano con i loro scafi sulle rotte dei traffici internazionali, intessendo forti legami con la Civiltà Micenea, con Cipro, con la Spagna e con l'Italia.
Resti di ceramiche nuragiche del XIII secolo sono stati ritrovati a Tirinto, nel sito portuale di Kommos a Creta, a Pyla-Kokkinokremnos e Hala Sultan Tekke, sull'isola di Cipro, Minet el-Beida, presso Ugarit, e in Sicilia, a Lipari e nell'Agrigentino, lungo la rotta che collegava l'oriente all'occidente del Mediterraneo; ceramiche affini a quelle nuragiche del Bronzo recente sono state rinvenute anche nel porto egiziano di Marsa Matruh. Allo stesso tempo ceramiche micenee e manufatti in avorio raggiunsero l'isola dall'Egeo. I frequenti scambi commerciali e l'importanza dell'intenso commercio del rame verso il Mediterraneo orientale, testimoniato dal ritrovamento di importanti quantità di lingotti di rame di produzione cipriota, stimolarono la metallurgia e i commerci e portarono ad un intenso sviluppo economico, contribuendo ad arricchire significativamente le popolazioni nuragiche. 

Località della penisola italiana dove sono stati rinvenuti manufatti di importazione nuragica

Tale sviluppo è considerato da molti studiosi, per quei tempi, il più importante mai prodotto in tutto l'Occidente mediterraneo di allora. I contatti con i popoli orientali divennero sempre più stretti, in particolare quelli con Cipro, ma si è oramai certi dei contatti anche con l'Europa atlantica. Ceramiche nuragiche di tipo askoide, anfore, tripodi e spade nuragiche sono state scoperte nella Spagna orientale e oltre lo stretto di Gibilterra (Huelva, Tarragona, Teruel, Malaga e Cadice).

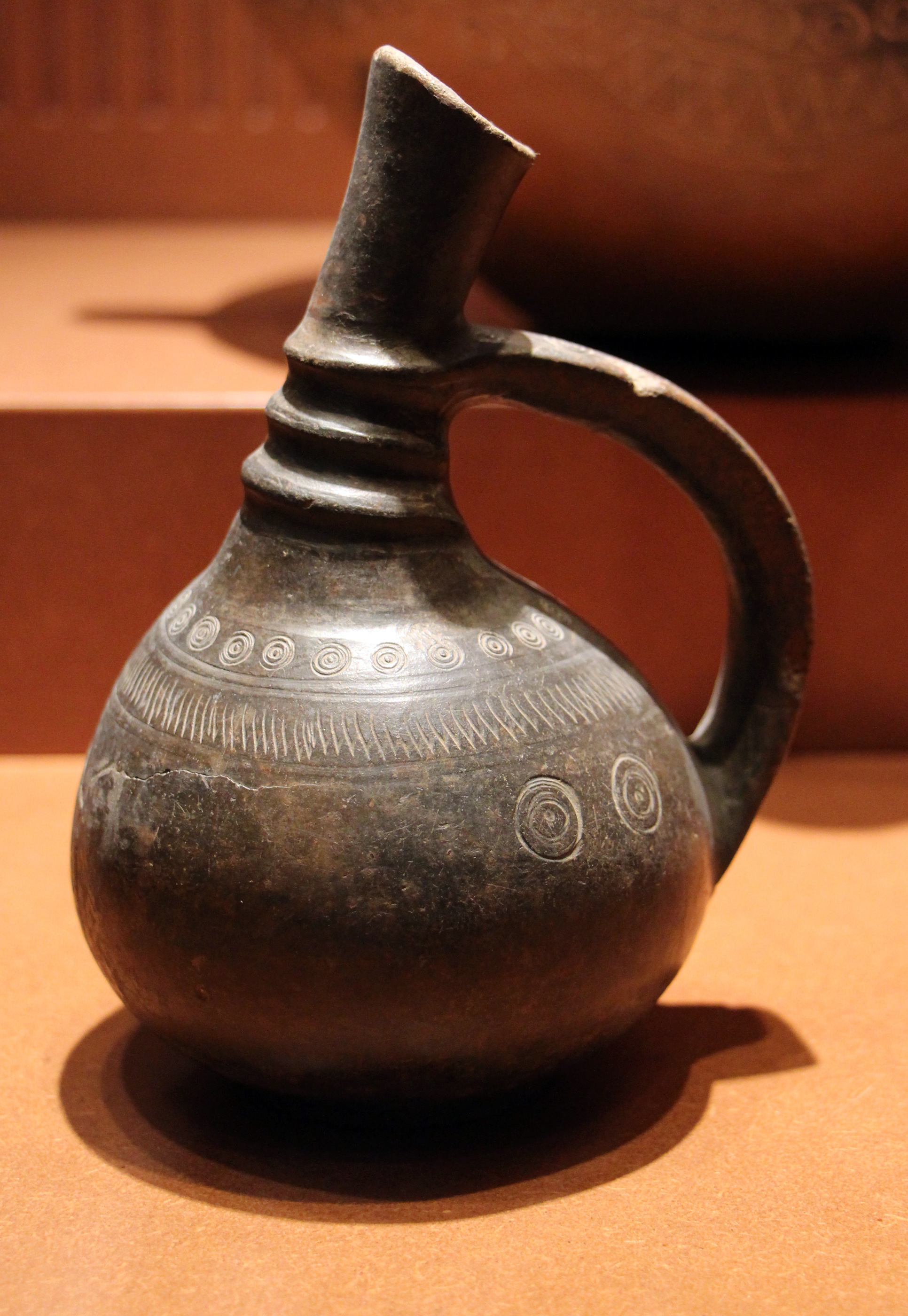
Ceramica nuragica, brocca askoide, da Vetulonia, Poggio alla Guardia.

Gli scambi con i centri protovillanoviani, villanoviani e poi Etruschi, principalmente con Vetulonia, Vulci e Populonia, avvenuti tra il Bronzo finale e l'Età del Ferro, furono molto assidui e ben documentati dai ritrovamenti in tombe etrusche delle singolari e tipiche statuette in bronzo, navicelle votive e vasi nuragici, che testimonierebbero anche legami di tipo dinastico. Anche in Sardegna sono state ritrovate fibule, spade e altri bronzi di produzione tirrenica, attestando la vitalità degli scambi tra le due aree, entrambe molto ricche di risorse metallifere.
Nel suo testo Etruscologia, l'archeologo Massimo Pallottino scrive: 
(Massimo Pallottino, Etruscologia, Milano, Hoepli, 1984, ISBN 88-203-1428-2, pp. 120-121.)
Uno studio del 2013 su 71 reperti in bronzo svedesi, ascrivibili a contesti dell'Età del bronzo nordica, effettuato attraverso l'analisi degli isotopi del piombo, ha svelato che la maggior parte di questi reperti è stato prodotto con rame proveniente principalmente dalla penisola iberica e dalla Sardegna aprendo nuove prospettive sui complessi traffici di rame e stagno dell'Età del bronzo.
Un'indagine del 2024 sulle spade della tarda età del bronzo provenienti dalle isole Baleari ha mostrato che il metallo utilizzato per la loro produzione proveniva anche dalla Sardegna, oltreché dall'Iberia.

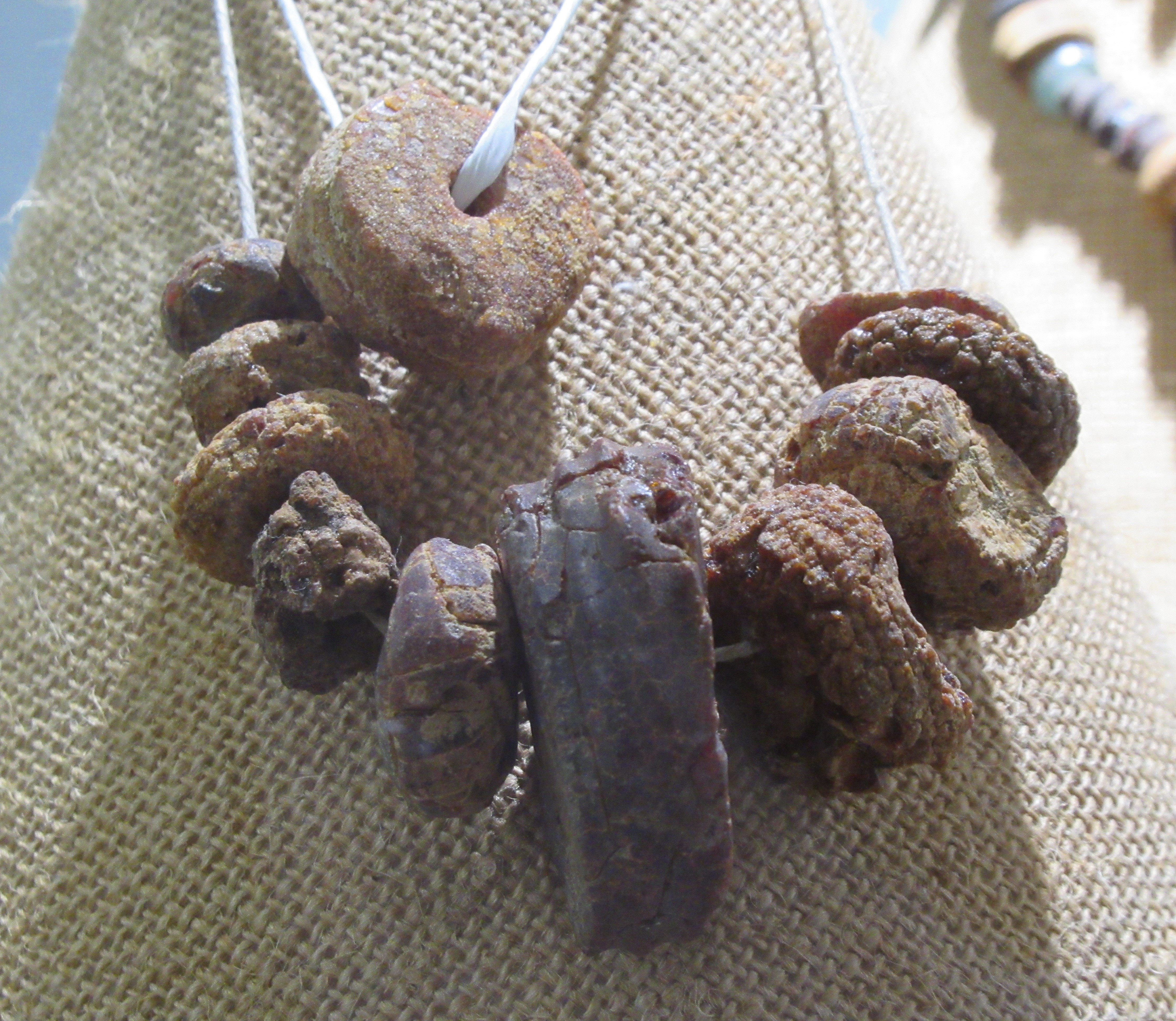
Collana e vago in ambra dal complesso nuragico Sa Sedda 'e Sos Carros di Oliena

Dal Bronzo recente compaiono in Sardegna oggetti in ambra, sia baltica che di origine sconosciuta, giunta tramite i traffici commerciali con l'Europa continentale. Ambre, anche lavorate localmente, sono state rinvenute sia in contesti abitativi che in sepolture, santuari e ripostigli.

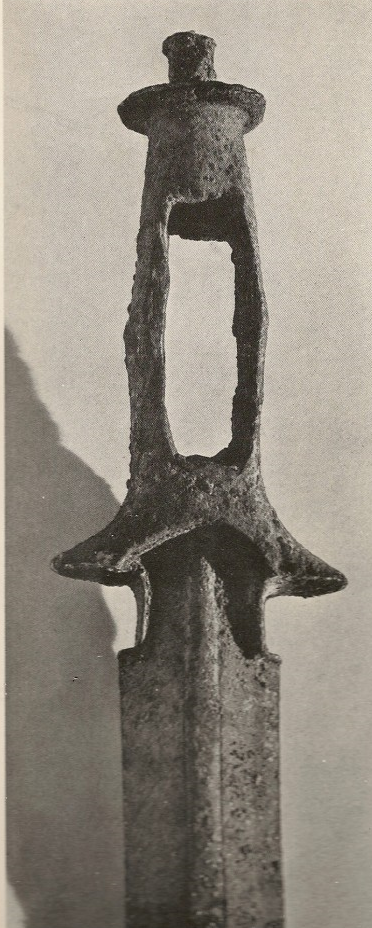
Spada nuragica dal ripostiglio di Monte Idda (Decimoputzu)

### La metallurgia

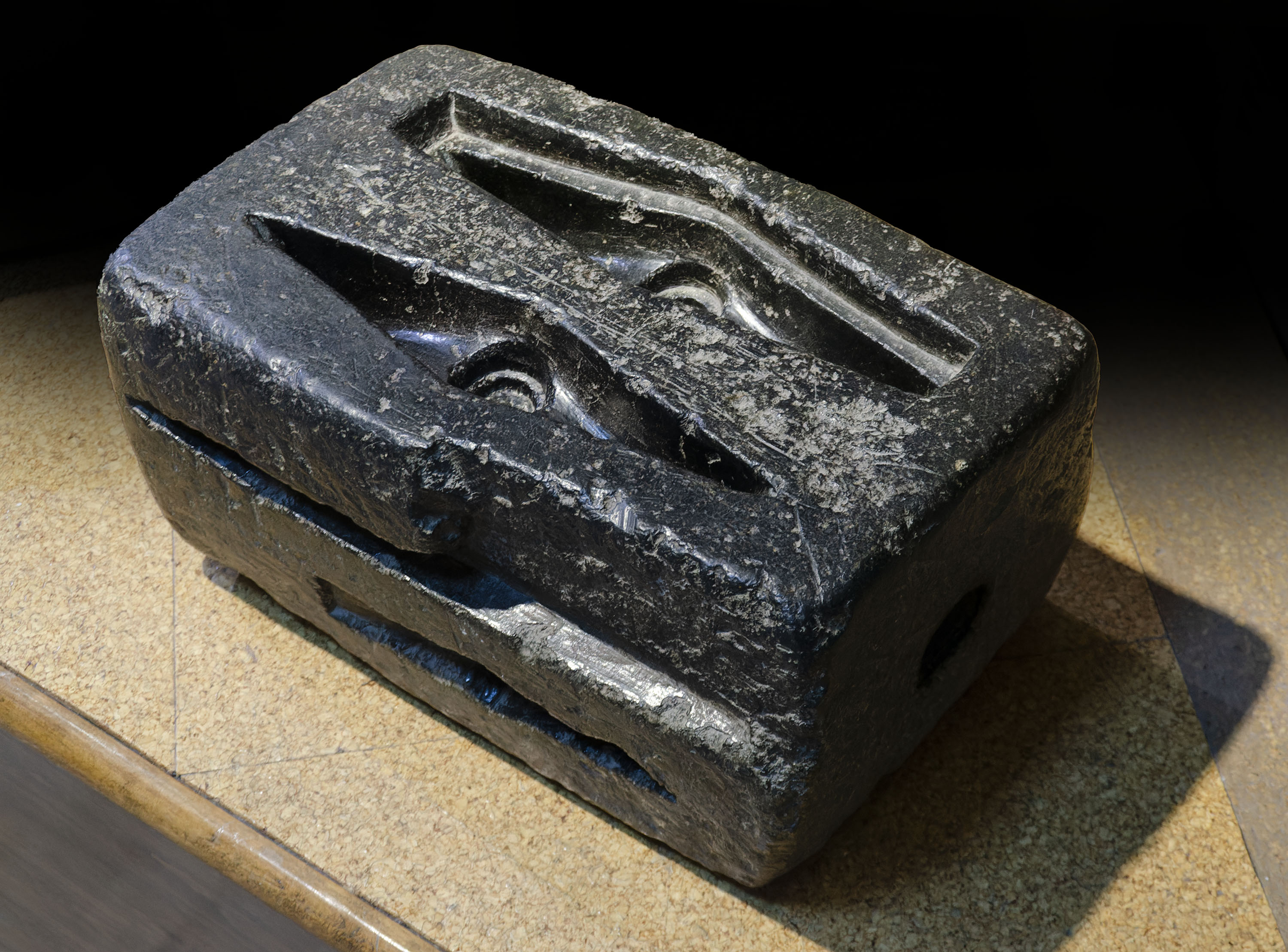
Matrice di fusione nuragica (Museo archeologico nazionale di Cagliari)

La metallurgia realizzava tutto il ciclo di lavorazione sul posto e la maestria dimostrata dai nuragici nella lavorazione del bronzo fa capire fino a che punto erano divenuti abili nella lavorazione dei metalli e nella fabbricazione di armi.
Nei musei sardi oltre alle collezioni di bronzetti votivi, si possono ammirare anche veri e propri arsenali di armi di ogni specie che mostrano non solo il notevole livello tecnico raggiunto dagli artigiani, ma anche l'indice elevato di produzione e l'elevato grado di consumo, sono stati rinvenuti - infatti - grandi quantità di oggetti in bronzo rotti e destinati nuovamente alla fusione.
Le ultime scoperte archeologiche fanno conoscere nuovi ed interessanti aspetti della civiltà nuragica durante la quale i ricchi giacimenti di minerali, soprattutto quelli di rame e piombo, hanno avuto un ruolo primario: non è considerata infatti una semplice coincidenza se l'età aurea, nel mezzo del II millennio a.C., viene posta in un'epoca in cui l'attività estrattiva e metallurgica conobbe una straordinaria espansione.
In Sardegna sono stati rinvenuti numerosi lingotti di rame, chiamati - per la loro particolare forma - a "pelle di bue": alcuni di questi lingotti, prodotti a Cipro, sono stati ritrovati in Corsica, in Francia e persino in Germania ma anche, e soprattutto, lungo le coste turche, in Bulgaria, in Grecia ed in Egitto. L'esame delle armi, aventi foggia sia iberica che egeico-orientale, offre interessanti riflessioni essendo, queste, utili per capire le connessioni e, forse, le origini e i flussi commerciali della civiltà nuragica.
Non è stato invece ancora risolto il "mistero" legato alla fusione del bronzo: tale lega è il risultato della fusione tra il rame (ampiamente disponibile in Sardegna) e lo stagno, del quale invece non è stata segnalata la presenza sull'isola. Grandi giacimenti di stagno erano invece presenti in Inghilterra. I Nuragici, si suppone, si approvvigionavano presumibilmente all'esterno intrattenendo scambi commerciali con paesi molto lontani. Probabilmente la lavorazione del ferro fu introdotta nell'isola già nel bronzo finale (XIII-XI secolo a.C.)

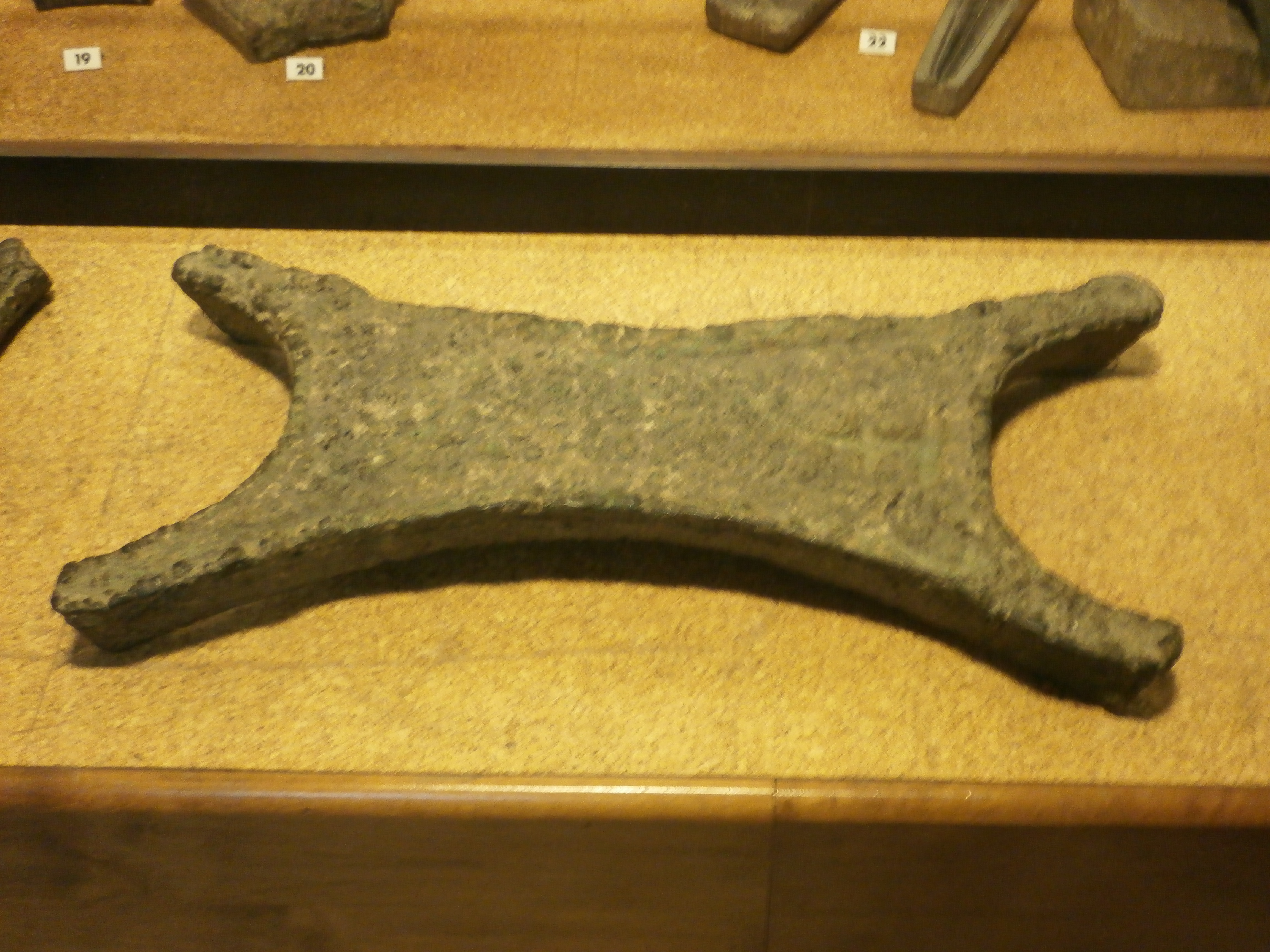
Lingotto di rame a "pelle di bue"
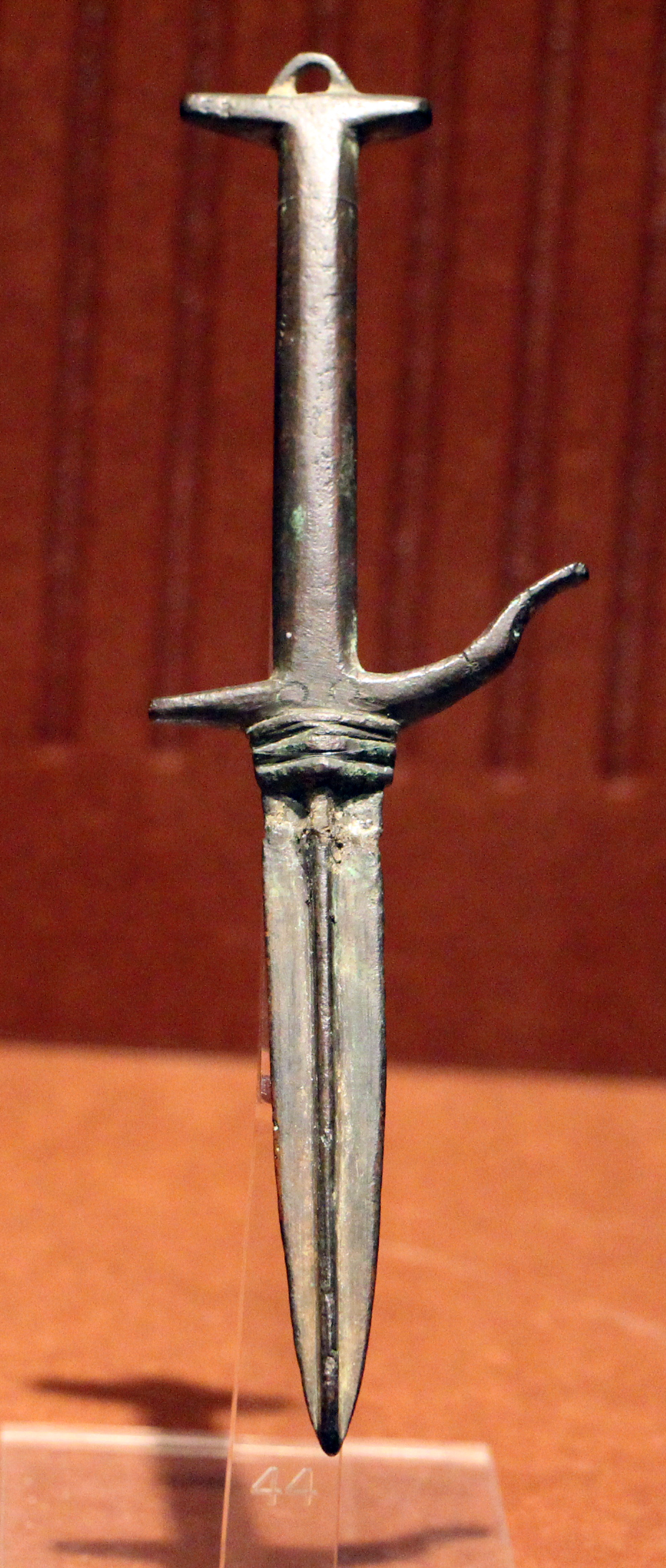
Pugnale ad elsa gammata
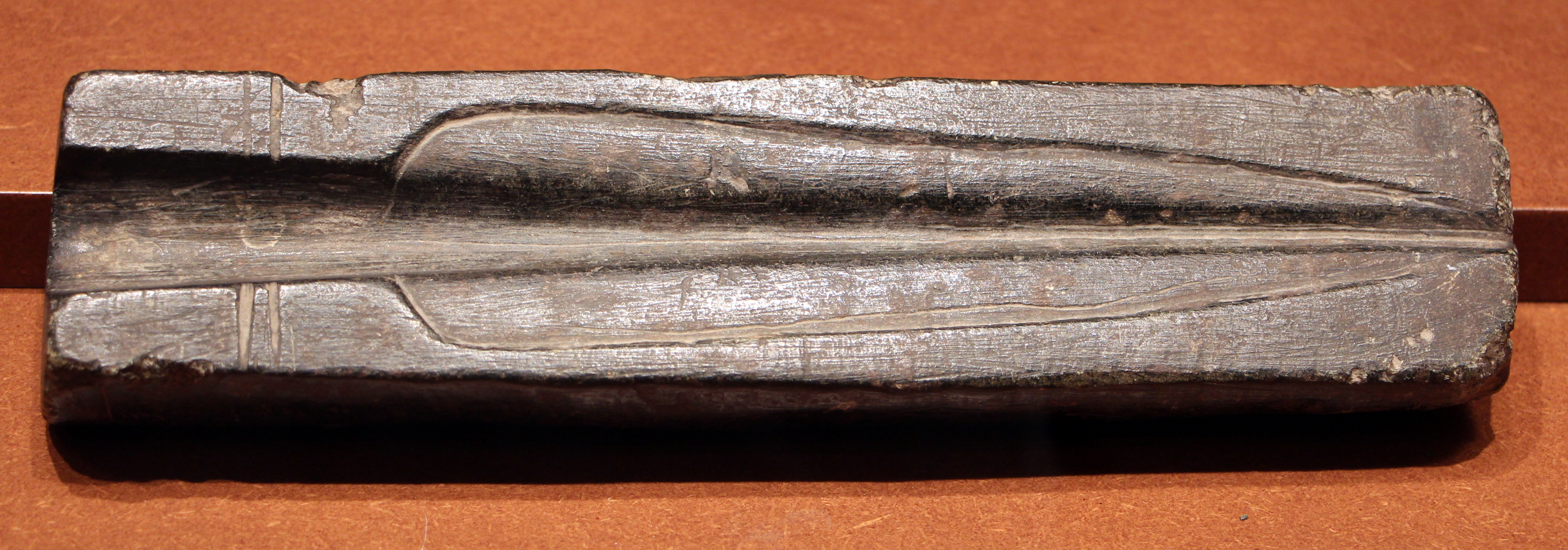
Matrice di fusione in steatite per punta di lancia
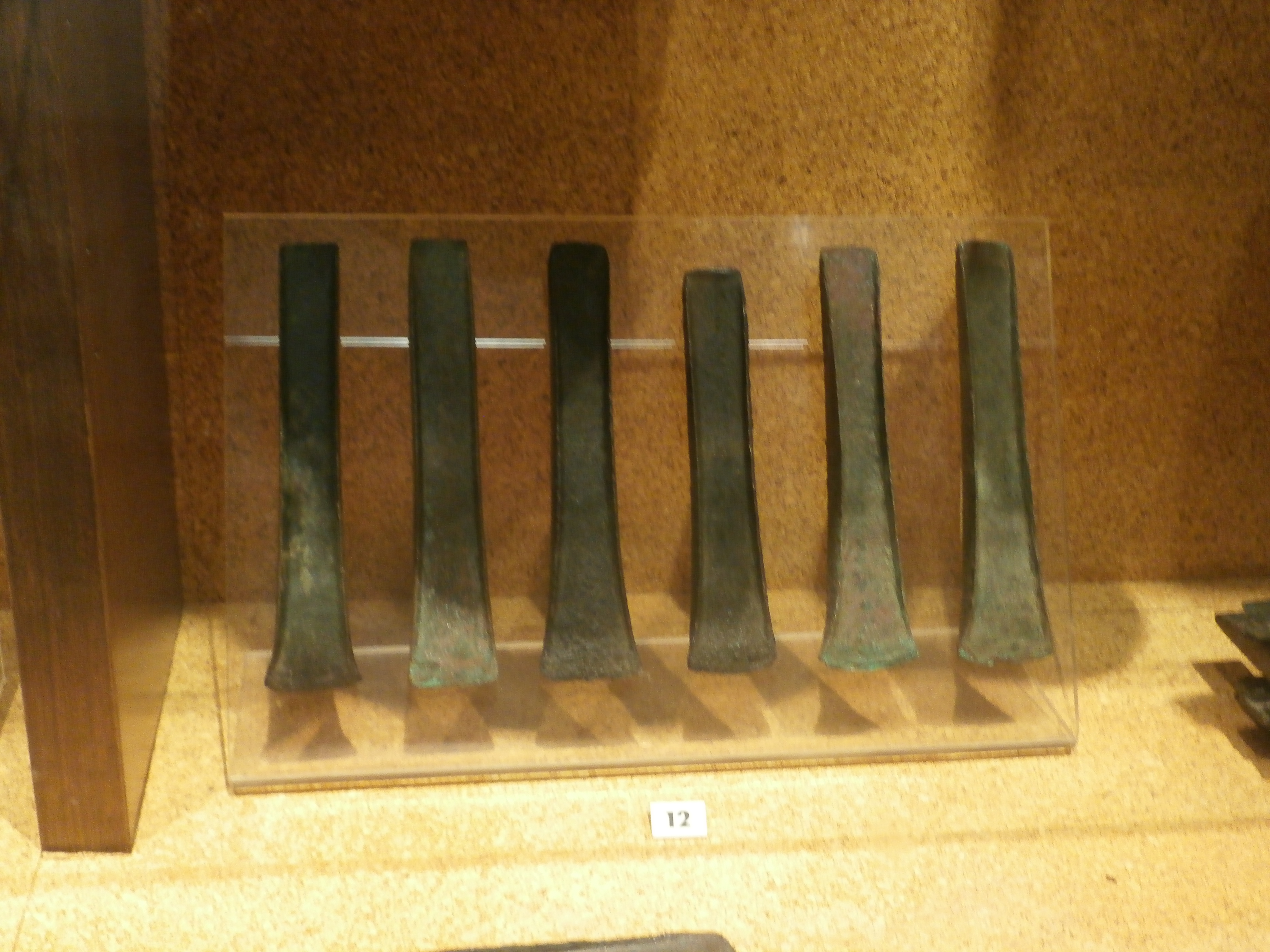
Asce
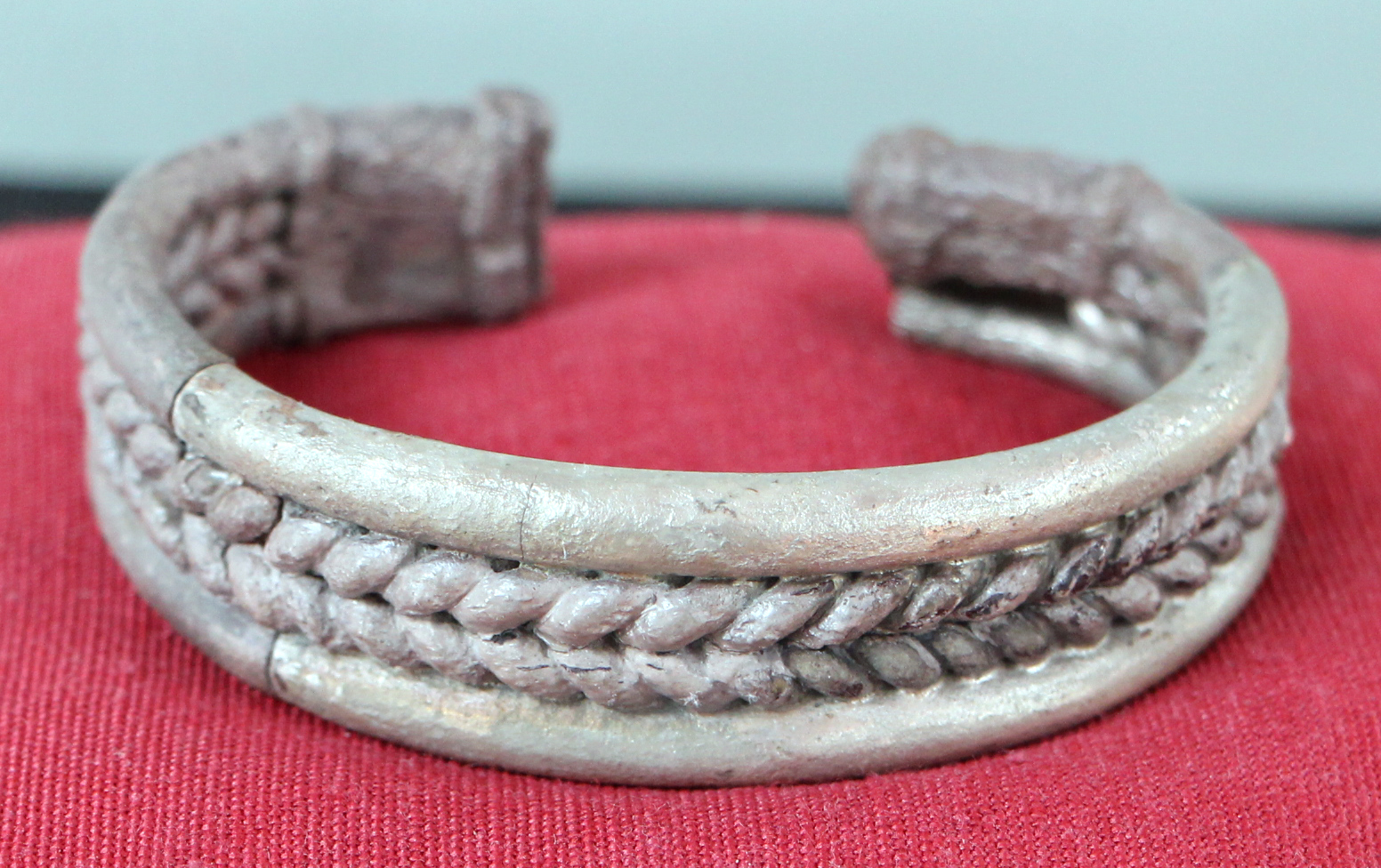
Bracciale in lega d'argento da Monte Zuighe, Ittireddu
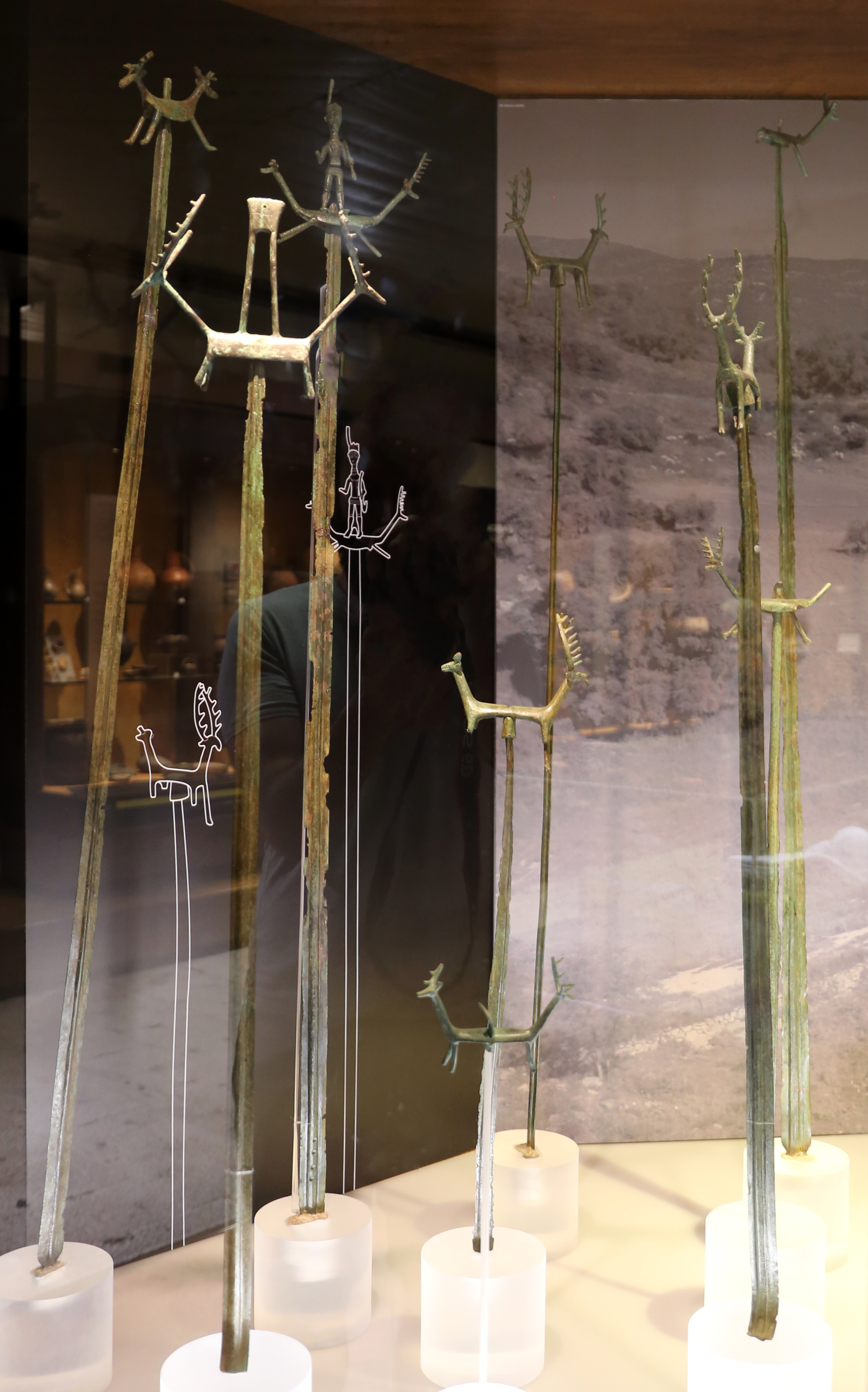
Spade votive in bronzo con raffigurazioni di animali e guerrieri
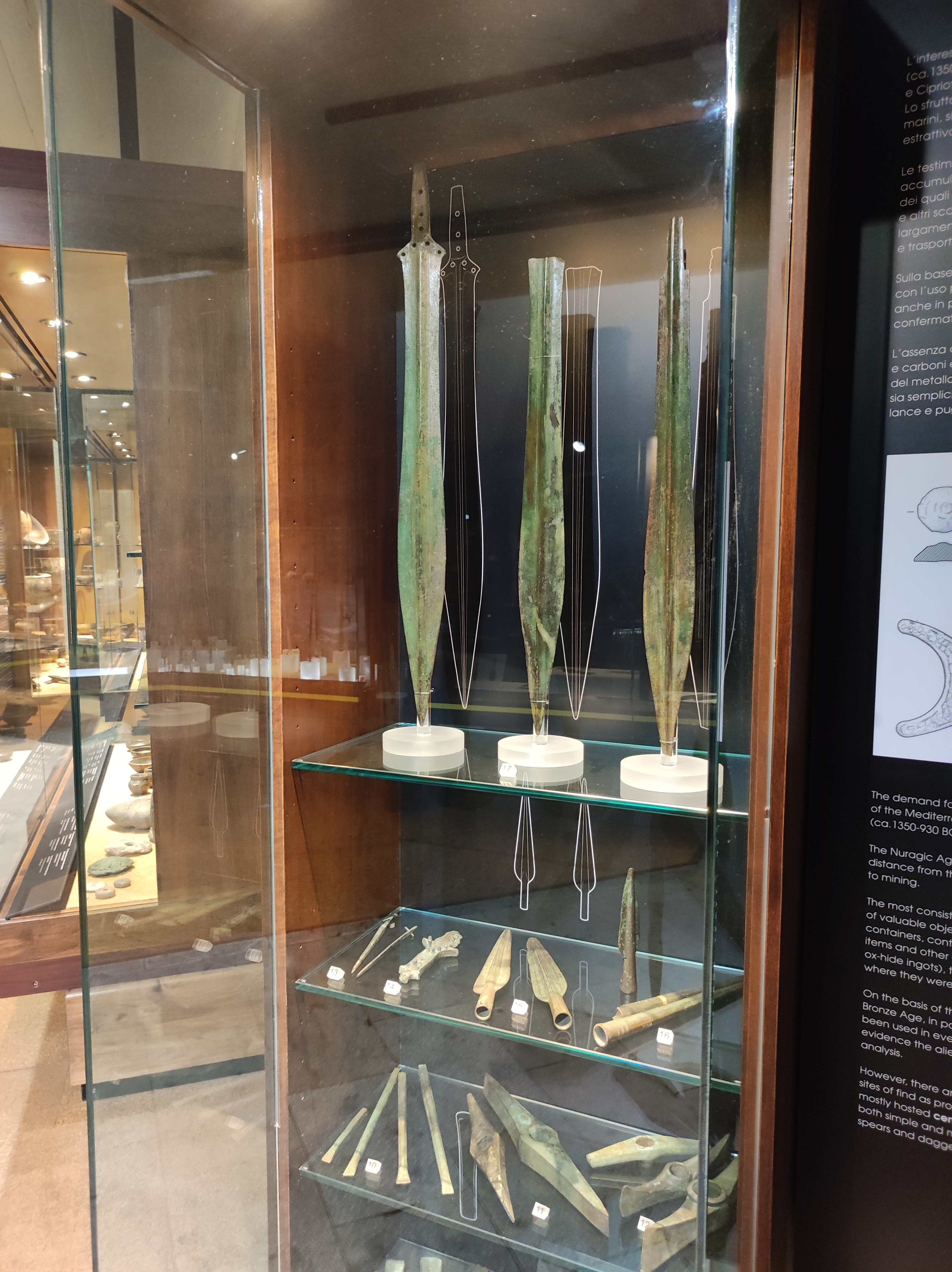
Spade, punte di lancia e utensili

## Lingua
Nel corso dei decenni sono state formulate varie ipotesi sulla lingua parlata dagli antichi Sardi in epoca nuragica, basate principalmente sullo studio di quel che resta dell'onomastica pre-latina dell'isola. Secondo una di queste interpretazioni linguistiche, l'antica parlata protosarda sarebbe da ascrivere alla famiglia delle lingue paleoispaniche (iberico, basco) mentre secondo un'altra, la cosiddetta "lingua sardiana" (o protosarda) sarebbe da confrontare piuttosto con quella etrusca. Altre ipotesi teorizzano la coesistenza di più lingue nella Sardegna dell'età del bronzo; è stato proposto che nell'Isola fossero presenti popolazioni contraddistinte sia da parlate indoeuropee che pre-indoeuropee.
Più studiosi, tra cui Johannes Hubschmid, Max Leopold Wagner ed Emidio De Felice, distinsero diversi sostrati linguistici preromani in Sardegna. Il più antico, pan-mediterraneo, diffuso nella penisola Iberica, Francia, Italia, Sardegna e Nord Africa, un secondo sostrato ispano-caucasico, che spiegherebbe le somiglianze tra basco e protosardo, e, infine, un sostrato ligure.

### Scrittura
La possibilità che gli antichi Sardi usassero una scrittura di tipo fonetico rimane un enigma. La maggior parte degli studiosi sostiene infatti che le popolazioni nuragiche ignorassero forme di scrittura a caratteri fonemici e tanto meno alfabetici, mentre sono presenti varie forme di iconografia o ideografia.
Secondo l'archeologo Giovanni Ugas, ex-direttore della Soprintendenza archeologica di Cagliari e Oristano e allievo di Giovanni Lilliu (generalmente ritenuto il massimo esperto della civiltà nuragica), esistono invece almeno a partire dall'VIII secolo a.C., ossia nell'Età del ferro, evidenze di un alfabeto completo, ad andamento progressivo, imparentato con quello euboico, detto "rosso occidentale", e diverso da quello utilizzato dai fenici ma con elementi grafici in comune, dotato di vocali come il greco e l’etrusco.

## Cultura

### Arte

#### Architettura

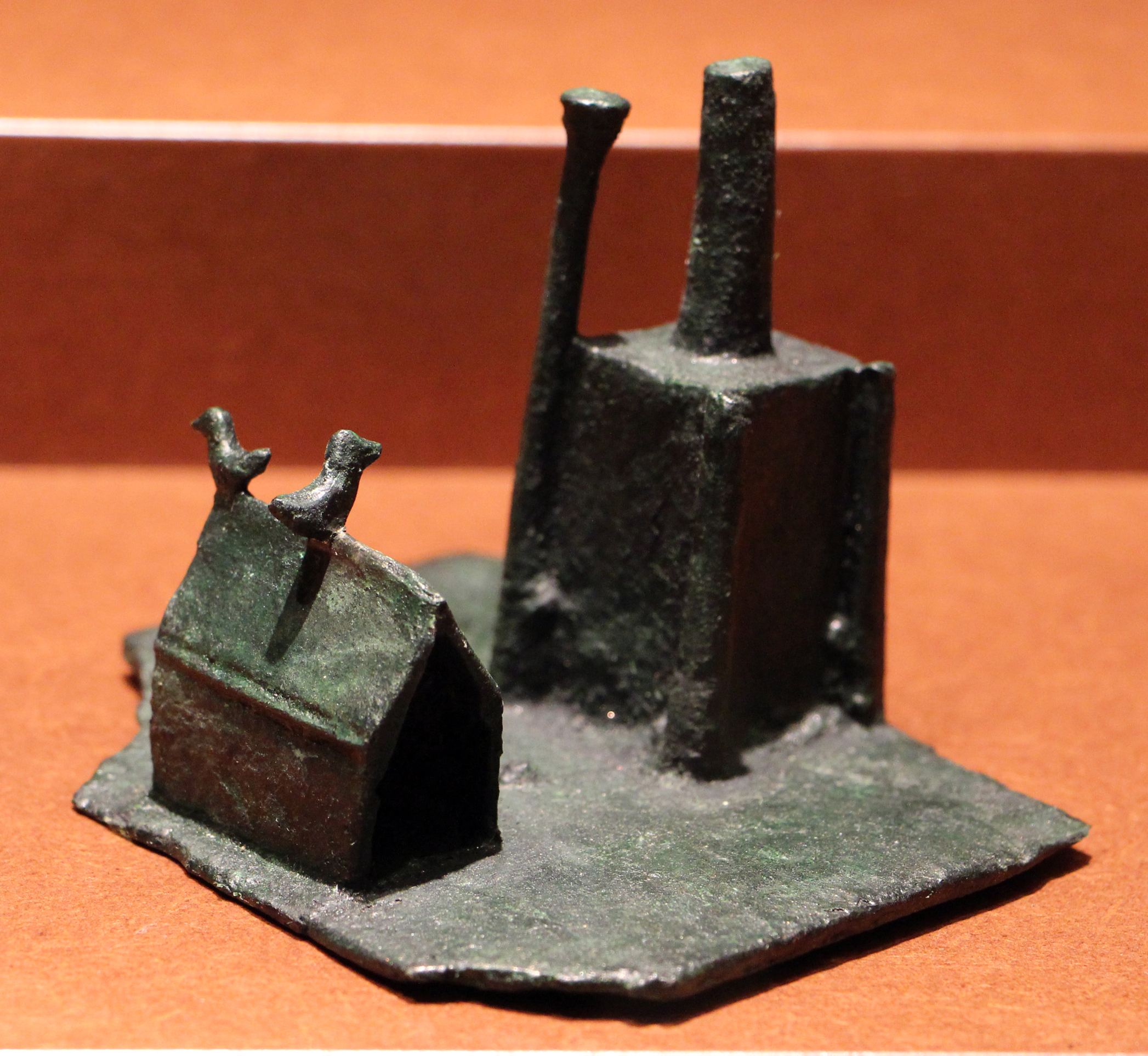
Bronzi nuragici, modello di nuraghe quadroilobato con tempietto sul quale poggiano due volatili, da Ittireddu

Oltre al Nuraghe, elemento architettonico simbolo della civiltà nuragica, sono tipiche anche particolari costruzioni soprattutto di ambito religioso e funerario come le tombe dei giganti, i santuari ed i templi a pozzo.

#### Architettura religiosa

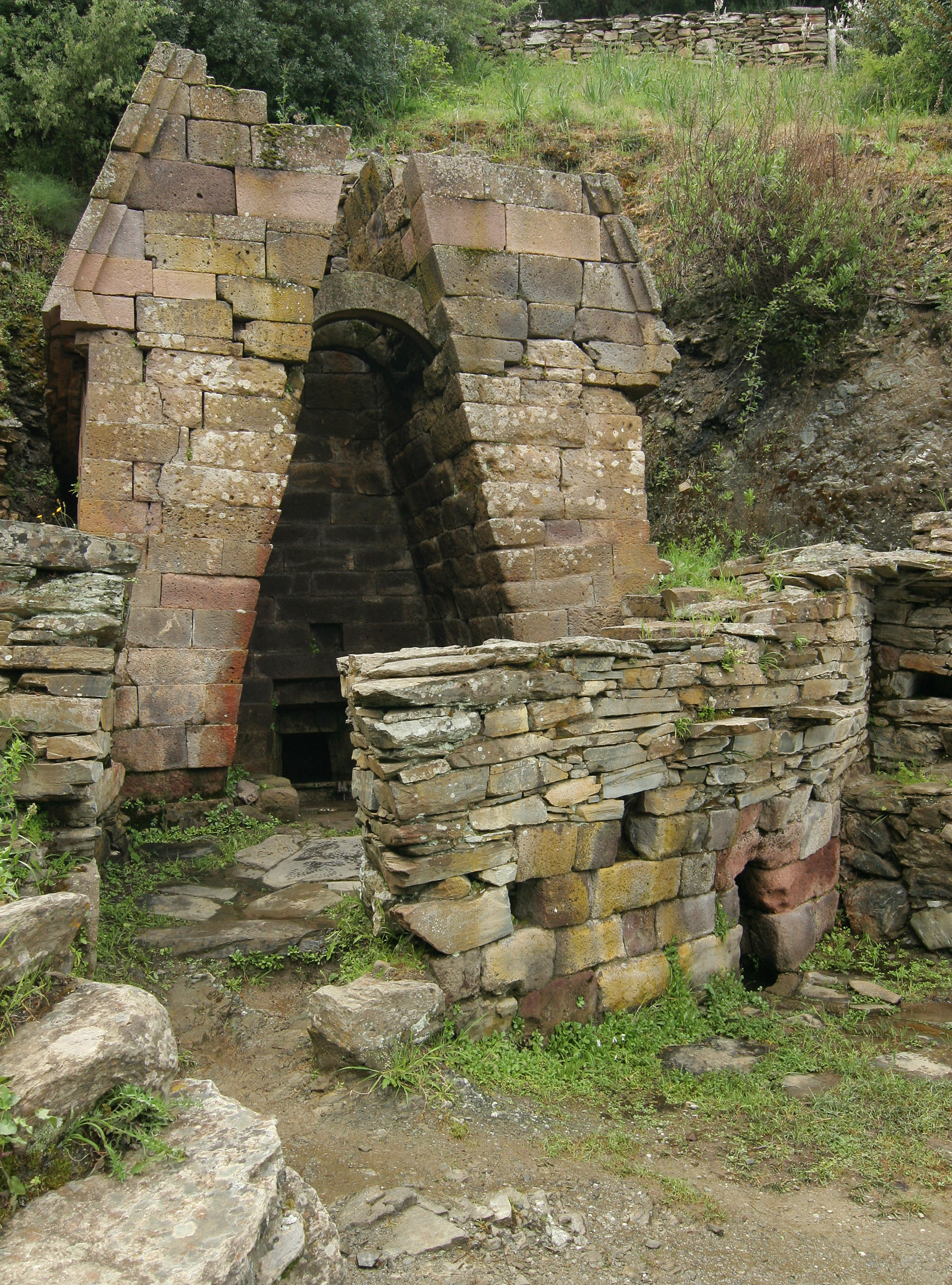
Il sito di Su Tempiesu, Orune

#### Pozzi sacri
L'architettura religiosa è soprattutto rappresentata dai pozzi sacri e dalle fonti sacre. Questi monumenti, tra i più elaborati che si trovano in Sardegna, sono edifici legati al culto della divinità delle acque e sono edificati con tecnica megalitica.
Il cuore del tempio-sorgente è la sala con la volta a tholos - come nei nuraghi - il più delle volte sotterranea e nella quale veniva raccolta l'acqua sorgiva. Una scala collegava la sala all'atrium del tempio, generalmente situato al livello del terreno circostante e attorniato da piccoli altari in pietra sui quali si depositavano le offerte e sui quali si celebravano i riti propri al culto dell'acqua sacra.

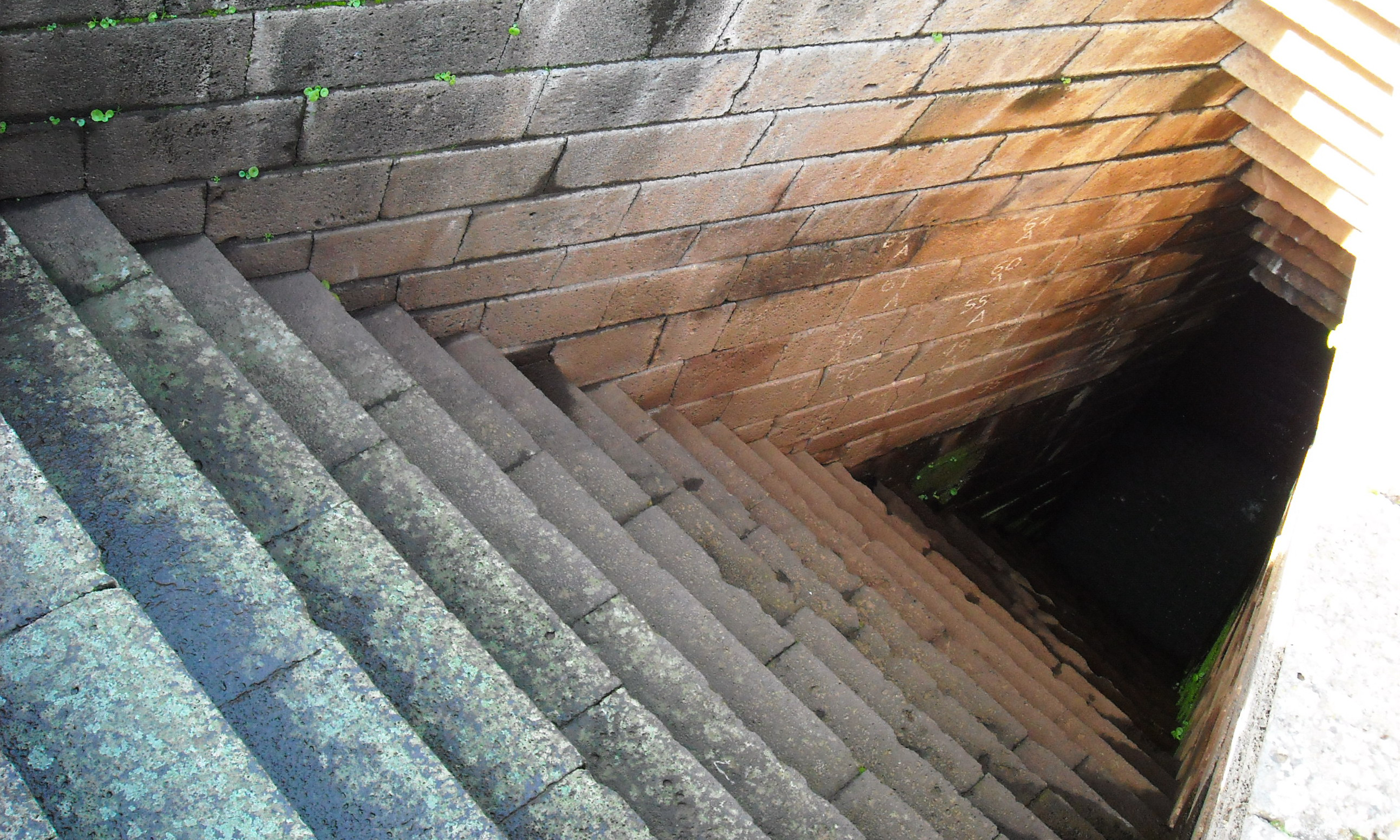
Santuario nuragico di Santa Cristina, Paulilatino.

La perfezione e la precisione con la quale sono stati tagliati i blocchi di pietra calcarea o lavica è tale che per molto tempo sono stati datati tra l'VIII e il VI secolo a.C. e furono comparati all'architettura religiosa etrusca. Le più recenti indagini hanno indotto però gli archeologi a stimare la costruzione di questi templi intorno al periodo in cui esistevano strettissime relazioni tra i Nuragici e i Micenei della Grecia e di Cipro, e cioè di molti secoli anteriori alle prime estimazioni, infatti alcuni pozzi sacri sono stati datati con certezza al Bronzo finale (1200 a.C.). I pozzi sacri subirono nel tempo delle trasformazioni. Edificati sulle sorgenti d'acqua, erano un luogo di pellegrinaggio ed intorno ad essi si sviluppava generalmente un villaggio-santuario.
Le capanne note come sala del consiglio sono associate a depositi di oggetti di bronzo e lingotti di piombo recanti tacche e marchi, forse indicanti il valore temporale. Si pensa che fossero la riserva della comunità o il tesoro del tempio. Col tempo ebbero un'evoluzione verso strutture molto complesse da un punto di vista idraulico (con canalette piombate, vasche di raccolta e protomi taurine per l'uscita dell'acqua calda verso un bacile centrale, circondato da una seduta rituale) come ad esempio il complesso di Sedda 'e sos Carros ad Oliena (NU). Le funzioni religiose di certi templi si perpetuarono fino all'arrivo del cristianesimo: a Perfugas (SS), il pozzo sacro Predio Canopoli fu scoperto nei giardini di una chiesa.
Il loro impiego si protrasse sino all'età classica. Dei 63 siti noti in letteratura, soltanto 12 sono fonti sacre, mentre gli altri 53 sono pozzi sacri.

Secondo alcuni studiosi i pozzi sardi di età nuragica erano orientati secondo i principi dell'archeoastronomia tipicamente per finalità sacre e rituali che per un sapiente utilizzo delle risorse idriche che affioravano spontaneamente in superficie. Alcuni di essi furono costruiti come pozzi "a mensola" (in inglese: corbelling), una tecnica che prevedeva la sovrapposizione di strati orizzontali di materiale costruttivo in un sistema di muratura a secco.

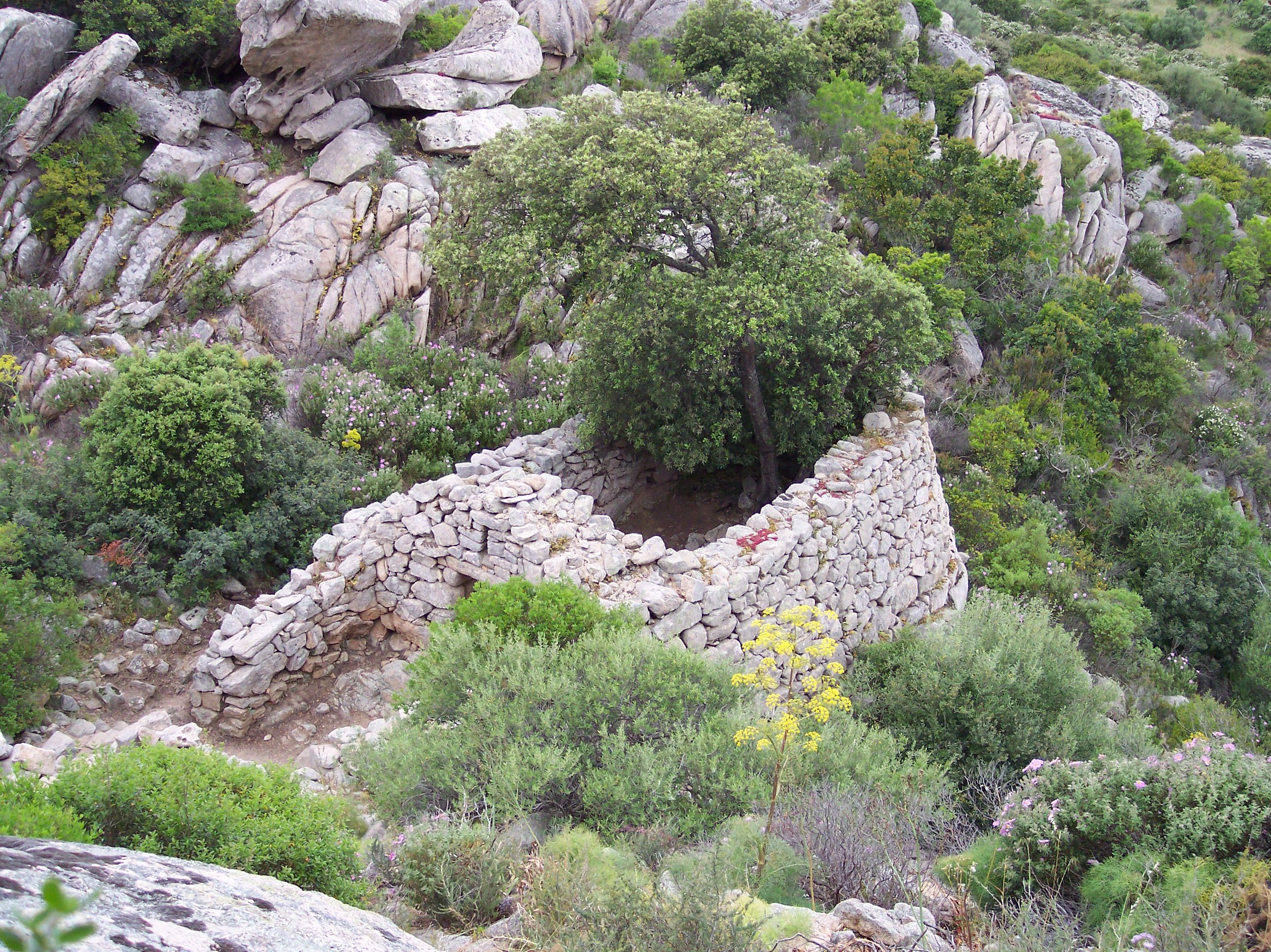
Arzachena (OT), tempietto a megaron di Malchittu.

#### Tempietti a mégaron
Diffusi in varie parti dell'Isola e dedicati al culto delle acque salutari, i mégara costituiscono una manifestazione architettonica che riflette da vicino la vivacità culturale delle genti nuragiche, ben inserite allora nel contesto delle grandi civiltà mediterranee coeve. Molti studiosi individuano infatti per queste costruzioni influenze extra insulari, provenienti dall'area egeo-orientale e riconducibili ad un periodo che va dal medio-elladico (2000-1600 a.C.) fino al Protogeometrico.
Dalla forma rettilinea e con le pareti laterali che si prolungano all'esterno, richiamano alle architetture di edifici preellenici evocando i saloni dei palazzi micenei e cretesi.
Secondo un'altra proposta, i templi a megaron riprenderebbero piuttosto modelli costruttivi già utilizzati dall'Età del rame.

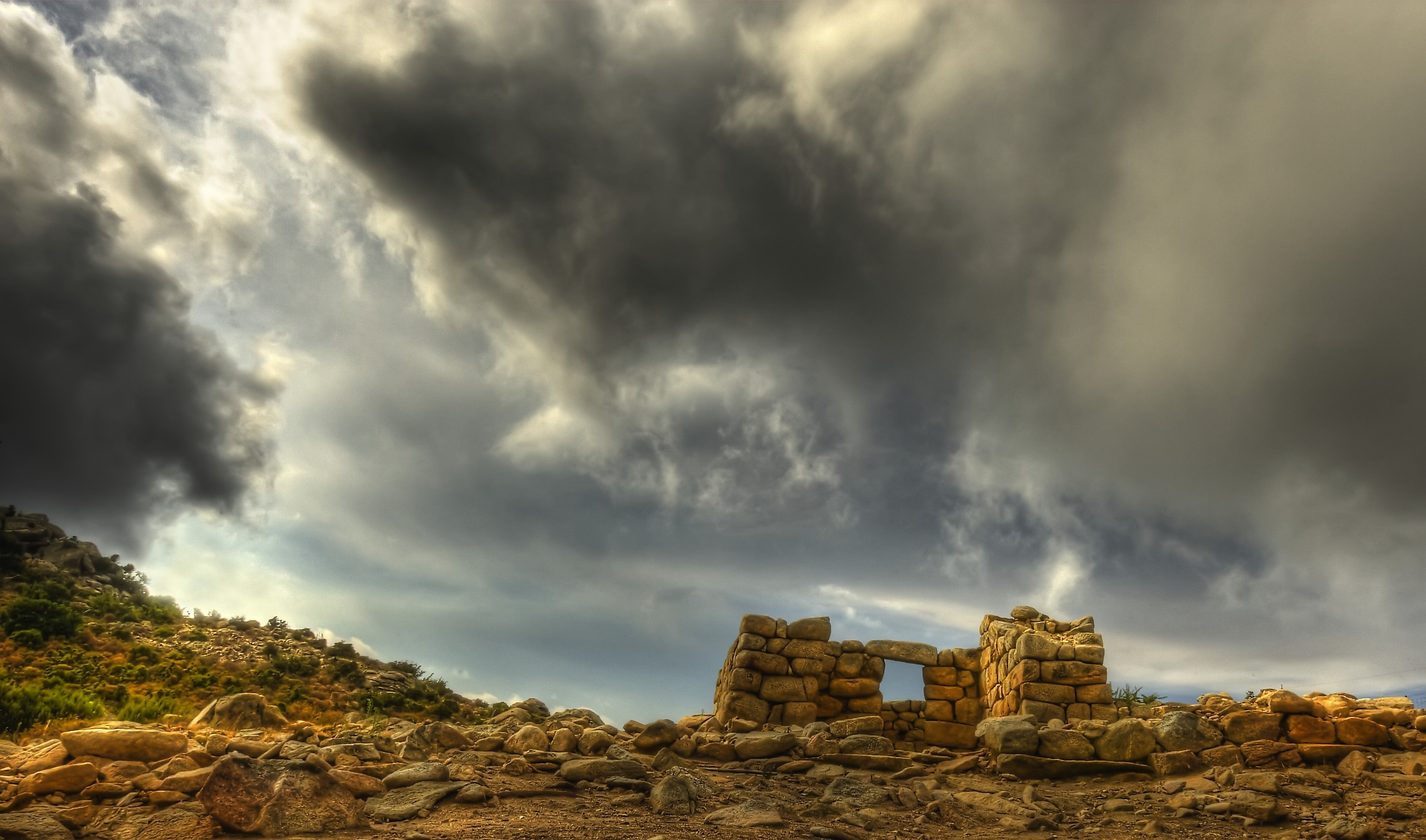
Santuario nuragico di Janna 'e Pruna, Irgoli.

La loro appartenenza alla sfera sacrale è avvalorata dalla presenza dei temenos, ossia i recinti sacri che racchiudevano al loro interno gli edifici di culto, a protezione dei fedeli e degli spazi dedicati ai giochi sacri e al mercato. Sono ritenuti contemporanei ai più conosciuti templi a pozzo, ma mentre questi sono strettamente legati alla presenza dell'acqua sorgiva, quelli a megaron differiscono perché la loro ubicazione poteva essere ovunque nel territorio in quanto l'acqua (dai nuragici ritenuta per eccellenza l'elemento purificatore) veniva raccolta all'interno di vasche collocate dentro la struttura stessa.
Alcuni esempi come quello di Malchittu ad Arzachena (Sassari) sono absidati, mentre altri come il tempio di Sa Carcaredda a Villagrande Strisaili (Nuoro) culminano con un vano circolare. Nelle loro planimetrie spesso i muri portanti perimetrali si protraggono all'esterno sia verso la fronte dell'edificio, sia nella sua parte retrostante: in tal caso vengono definiti come templi in antis o doppiamente in antis. L'estensione dei muri oltre il frontale delimitava il vestibolo dal quale poi si accedeva alla sala principale e agli ambienti attigui ad essa. Un tetto con un prospetto a cuspide e fornito di un doppio spiovente, costituiva secondo le ricostruzioni dei ricercatori, la copertura dei templi.

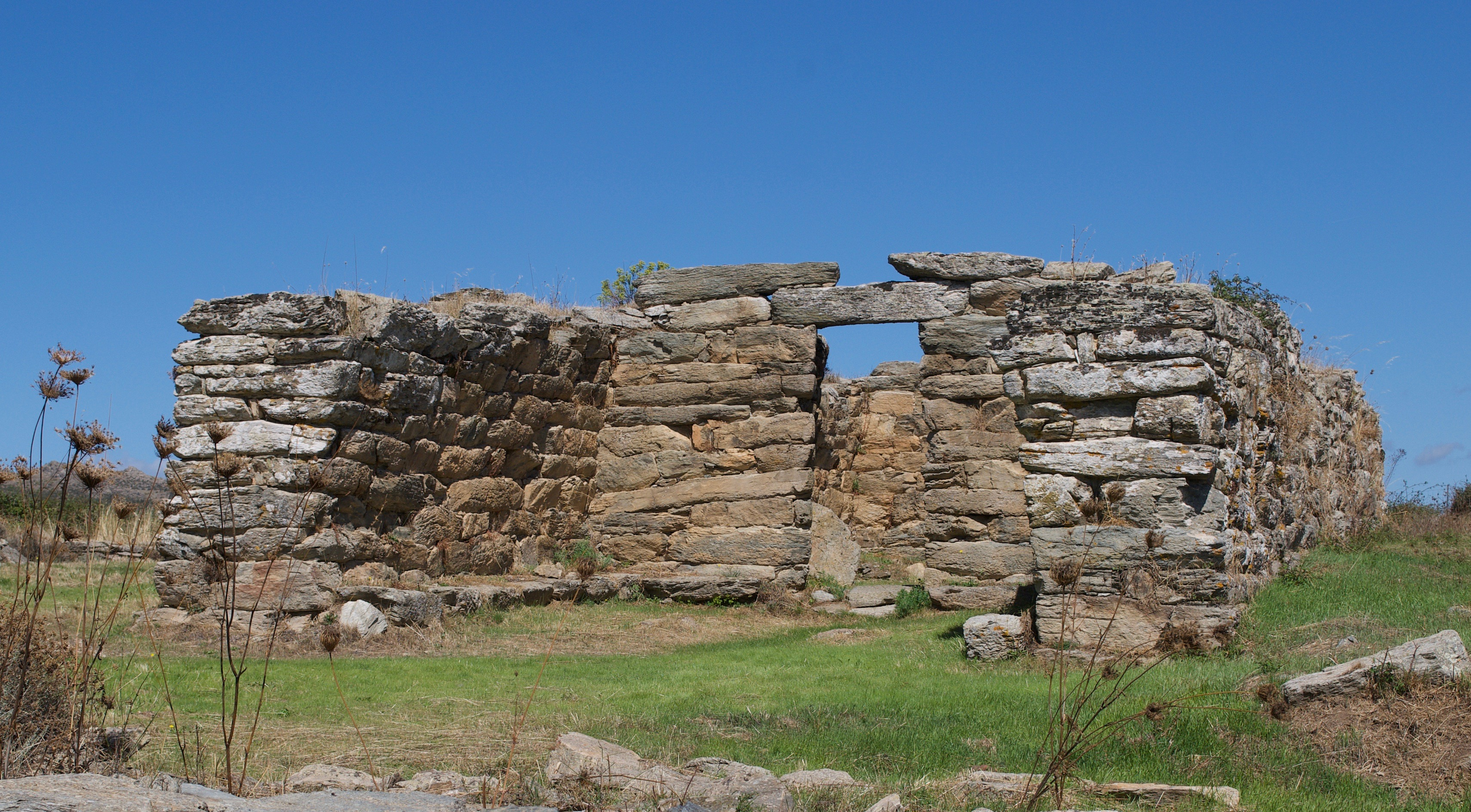
Domu de Orgia, Esterzili

Il numero dei vani interni varia a seconda dei tipi e arrivava sino a quattro come nel megaron di S'Arcu 'e Is Forros a Villagrande Strisaili. In certi casi sono stati riscontrati nello stesso contesto insediativo diversi edifici dello stesso tipo, sovente inseriti nei villaggi, spesso vicino ai nuraghi, raramente nei pressi di fonti o pozzi sacri, mentre è stata riscontrata nelle loro vicinanze una certa frequenza di sepolture.
L'ipotesi che questi edifici siano derivati dalle esperienze costruttive elladiche non trova unanimità tra gli studiosi in quanto i mègara sardi, al contrario di quelli micenei, non avevano un uso civile, e questi ultimi inoltre mancavano di arredi riconducibili alla sfera del sacro.
Il più grande e meglio conservato dei mégara sardi è Sa Domu de Orgia presso Esterzili (Cagliari) la cui estensione raggiunge i 180 m².

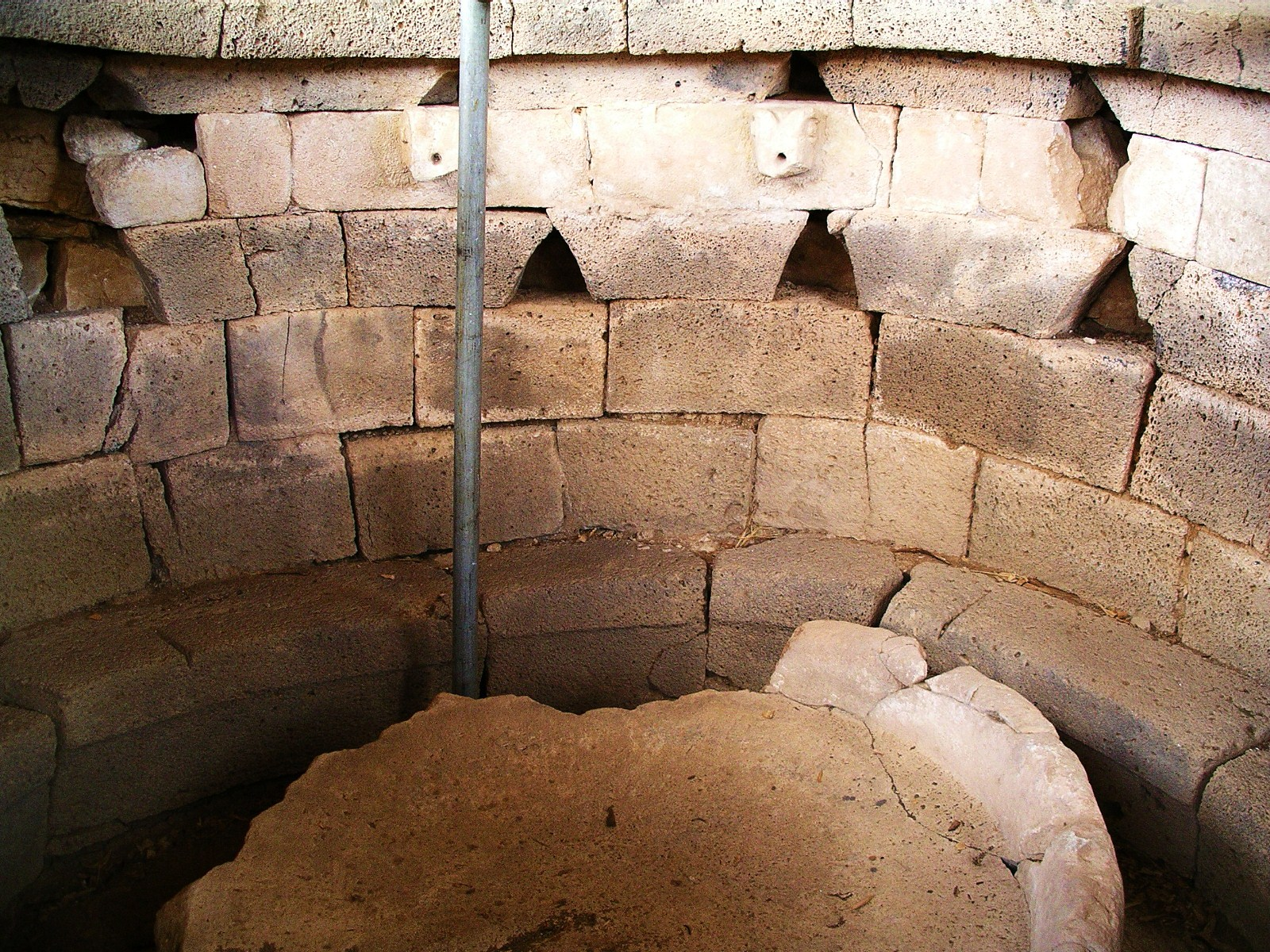
Rotonda con bacile nel complesso nuragico di Sa Sedda 'e Sos Carros, (Oliena)

#### Rotonde con bacile
A partire dalla tarda Età del bronzo, negli insediamenti nuragici iniziarono ad essere costruite particolari strutture architettoniche a pianta circolare dotate - nella loro parte centrale - di un bacile litico con piede modanato prossimo a un sedile anulare addossato alla parete, mentre il pavimento lastricato risultava inclinato verso un foro ricavato alla base del paramento murario.
Denominate dall'archeologo Giovanni Lilliu rotonde con bacile, sono state ritrovate inserite in vere e proprie insulae formate da capanne disposte attorno ad un cortile centrale, talvolta in maniera disordinata, spesso seguendo un disegno ben articolato. Vennero per la prima volta alla luce durante gli scavi effettuati negli anni 1929-1930 dall'archeologo Antonio Taramelli nel santuario nuragico di Abini a Teti e da questi indagate sommariamente. Fu l'archeologo Giovanni Lilliu che diede inizio ad un loro studio sistematico quando, durante la campagna di scavi del villaggio nuragico di Barumini negli anni cinquanta del Novecento, ne furono trovate otto.
Ricerche successive hanno evidenziato una diffusione territoriale estesa a molte zone della Sardegna. Sulla base dei diversi elementi ricorrenti, gli studiosi ipotizzano per queste strutture un disegno unitario, con varianti atte a soddisfare varie esigenze funzionali ma sempre con ispirazioni concettuali e architettoniche univoche. Tuttavia le tante teorie formulate non sono ritenute completamente esaustive e la loro reale destinazione rimane sostanzialmente oscura.

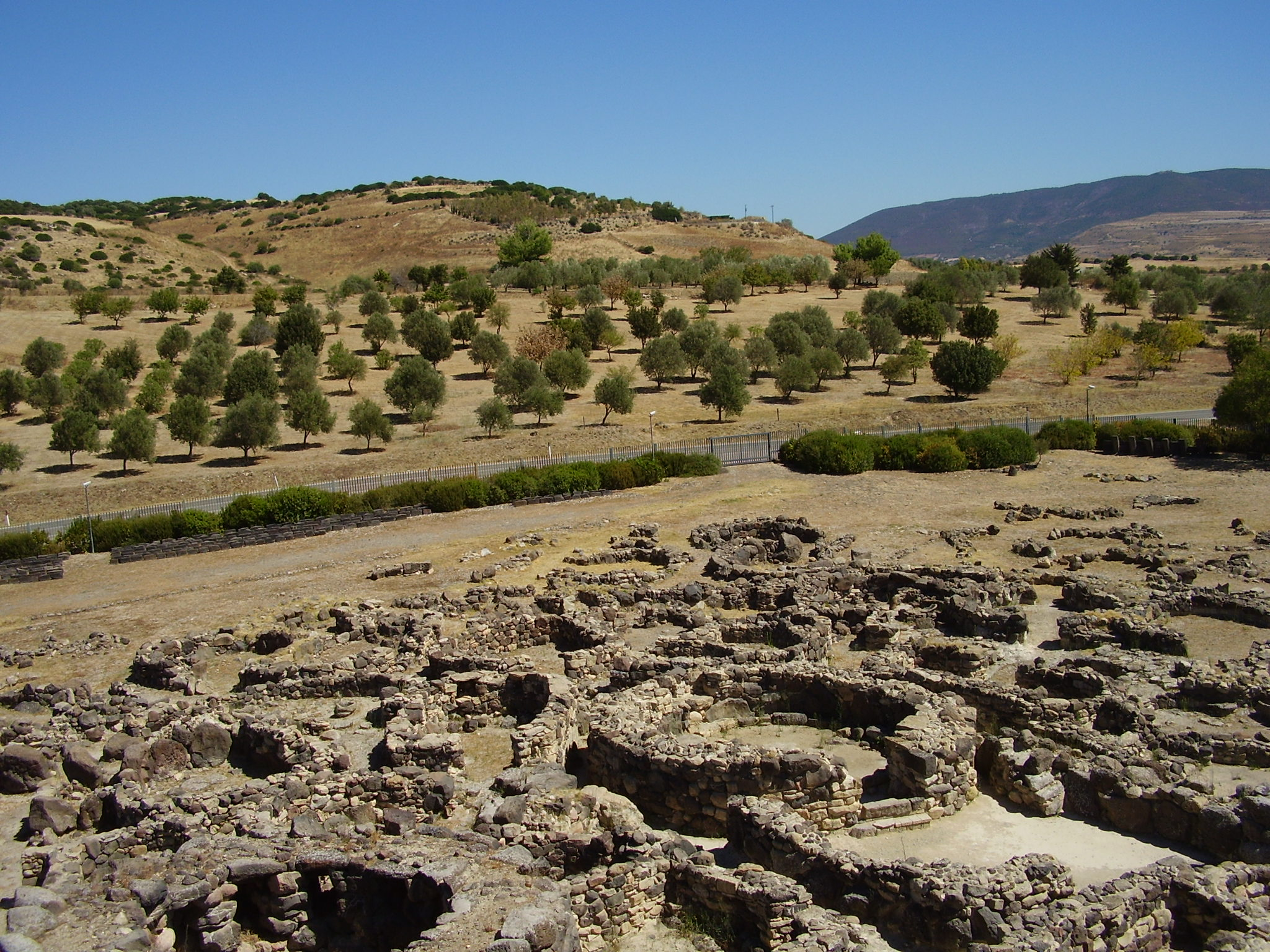
Barumini, Su Nuraxi, particolare del villaggio nuragico.

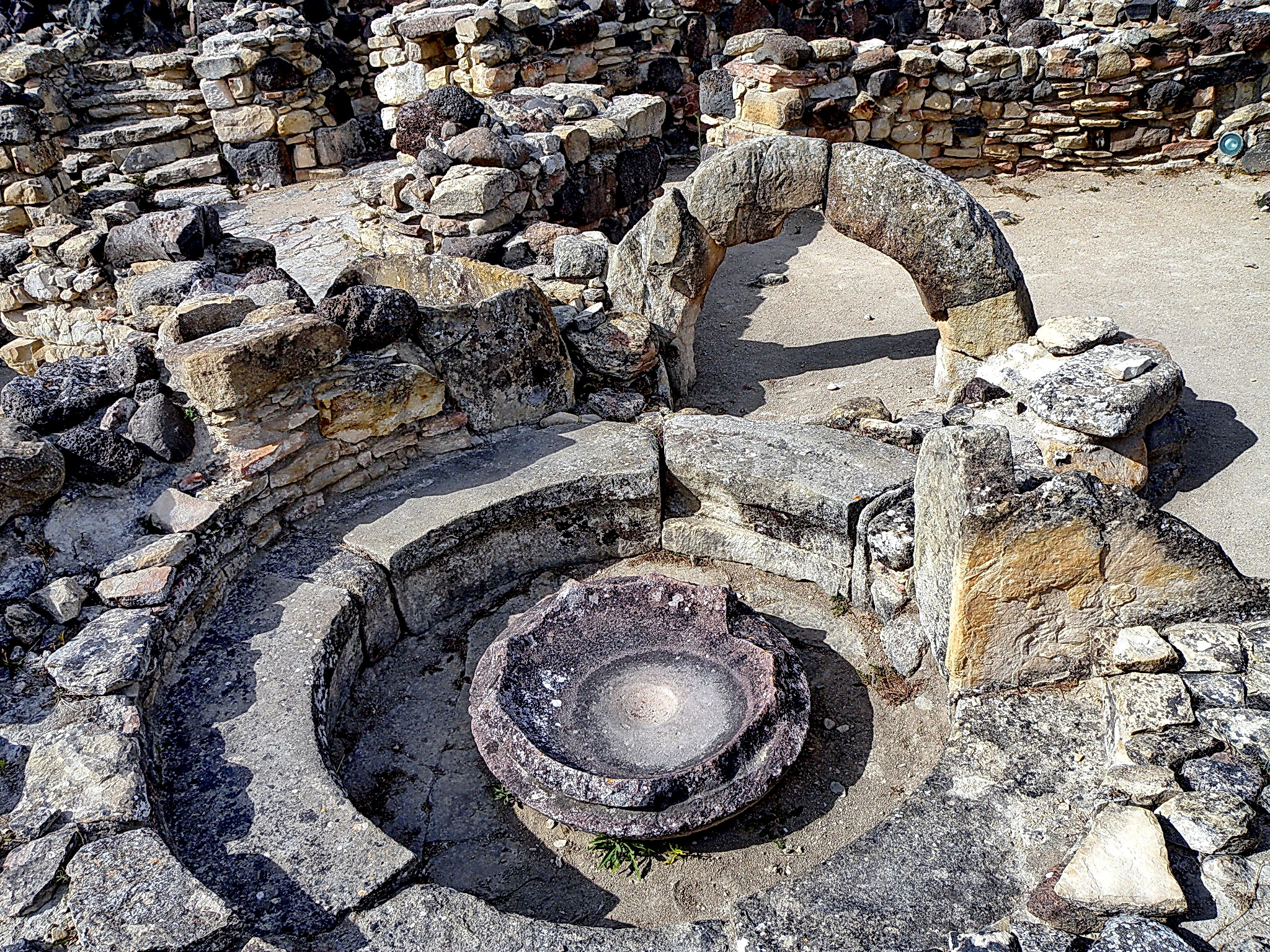
Barumini, Su Nuraxi, rotonda con bacile.

Ecco alcune ipotesi proposte per il loro probabile utilizzo:
- luogo per preghiera con abluzioni (G. Lilliu);
- per riti purificatori dei neonati (G. Lilliu);
- luogo di culto dell'acqua (M.A. Fadda);
- luogo per la pratica di bagni termali; (G. Ugas).[125]

Quelle più conosciute in letteratura sono le seguenti:
- Santa Barbara (Bauladu);
- Sa Mandra 'e sa Giua (Ossi);
- San Luca (Ozieri);
- Nuraghe Concaniedda (Sedini);
- Sant'Imbenia (Alghero);
- Seleni (Lanusei);
- Pidighi (Solarussa);
- Sa Sedda 'e sos Carros (Oliena);
- S'arcu 'e is Forros (Villagrande Strisaili);
- Sirai (Carbonia).

Uno degli attuali migliori esempi di rotonda con bacile è la fontana rituale di Sa Sedda 'e Sos Carros, ubicata nella valle di Lanaithu, in territorio di Oliena. Le pareti circolari della rotonda sono costruite con conci isodomi di basalto disposti a filari, uno dei quali è costituito da blocchi di calcare bianco e ornato con sette protomi di ariete (o di muflone). Dalle sculture forate in corrispondenza della bocca, l'acqua zampillava nel grande bacile sottostante grazie ad una canaletta ricavata all'interno del paramento murario.

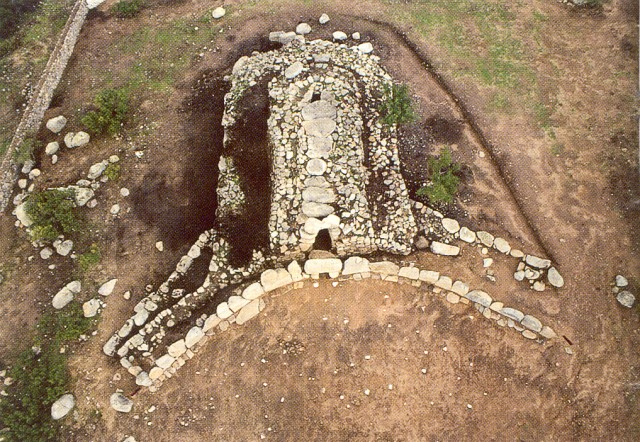
Tomba dei giganti di Osono, Triei

#### Architettura funeraria
Le tombe dei giganti segnano, nelle loro diversità strutturali e tecniche, il complesso evolversi della civiltà nuragica fino agli albori dell'Età del ferro. Queste costruzioni funerarie megalitiche, la cui pianta rappresenta forse la testa di un toro, sono diffuse uniformemente in tutta l'Isola, anche se si nota una fortissima concentrazione nella sua parte centrale.
Si tratta di tombe collettive costituite da una camera sepolcrale allungata, realizzata con lastroni di pietra ritti verticalmente con copertura a lastroni (nel tipo più arcaico, o dolmenico), oppure con filari di pietre disposte e copertura ogivale. Sulla fronte, il corpo tombale si apre in due ampi bracci lunati, a limitare un'area semicircolare cerimoniale: l'esedra.
In prossimità delle tombe sorgevano spesso degli obelischi simboleggianti senza dubbio gli dei o gli antenati che vegliavano sui morti. Questa sorta di menhir sono chiamati baity-loi (in italiano betili) ed è una parola che sembra derivare da beth-el che in ebraico significa "casa del dio".
Gli altri tipi di architettura funeraria nuragica hanno un carattere fortemente regionale. Nell'area del Sassarese e del Goceano si diffusero le domus a prospetto architettonico, ipogei con stele centinata scolpita sul prospetto, mentre nella Gallura orientale si riadattarono, con la costruzione di muretti a secco di chiusura, degli anfratti naturali detti tafoni.

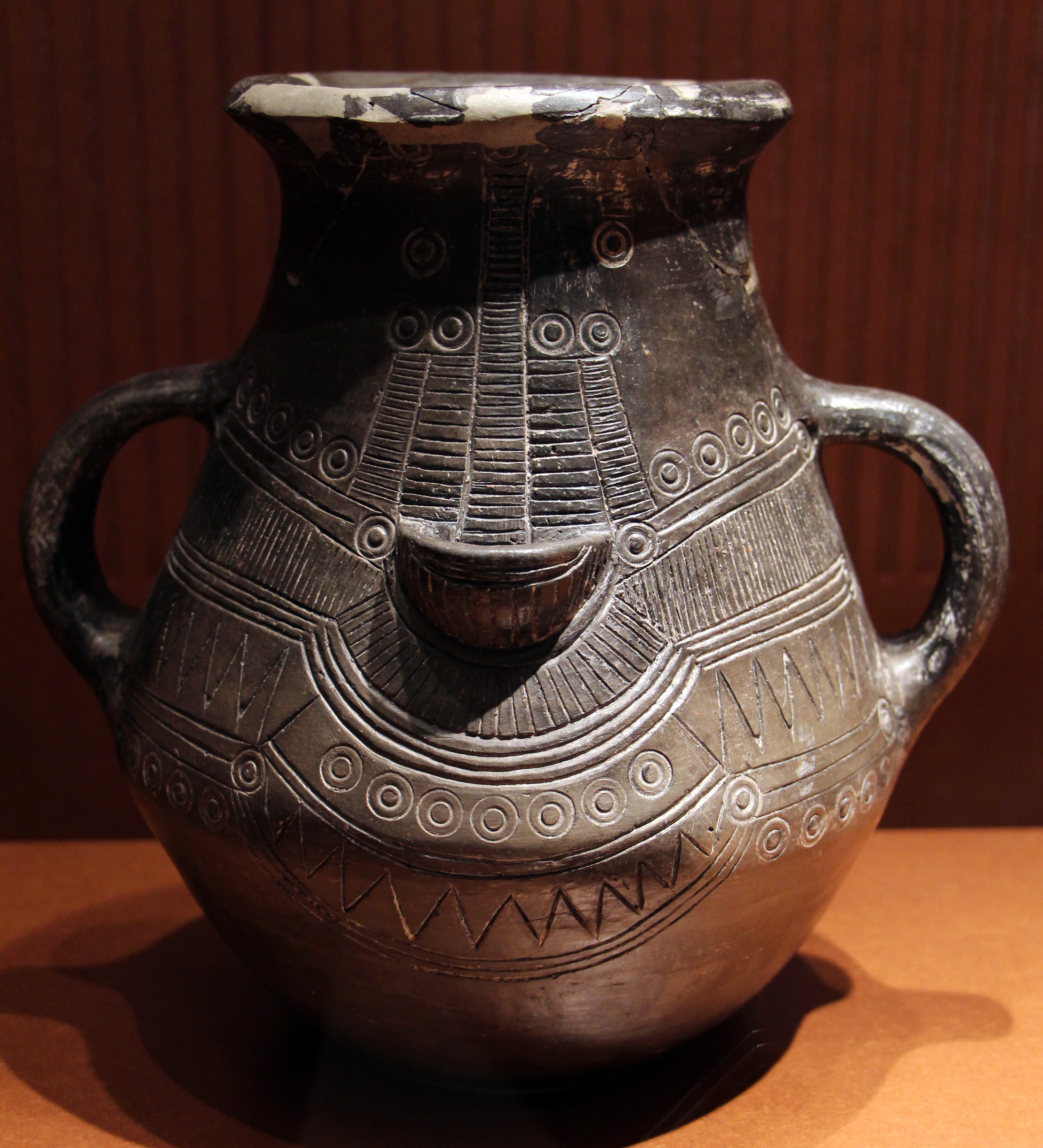
Vaso piriforme dal pozzo sacro di Sant'Anastasia, Sardara.

### Le ceramiche
Nella ceramica, l'abilità ed il gusto degli artigiani sardi si manifestano essenzialmente nel decorare le superfici di vasi ad uso certamente rituale, destinati ad essere utilizzati nel corso di complesse cerimonie, forse in alcuni casi anche ad essere frantumati al termine del rito, come le brocche rinvenute nel fondo dei pozzi sacri.
La ceramica sviluppa anche una grafia geometrica nelle lampade, nei vasi piriformi (esclusivi della Sardegna) e negli askoi. Forme importate e locali sono state trovate a Barumini, a Santu Antine, a Cuccuru Nuraxi, Santa Anastasia, Villanovaforru, Furtei e Suelli. Ritrovate anche nella penisola italiana, in Sicilia, in Spagna e a Creta tutto fa pensare ad una Sardegna molto ben inserita nei commerci del Mediterraneo.

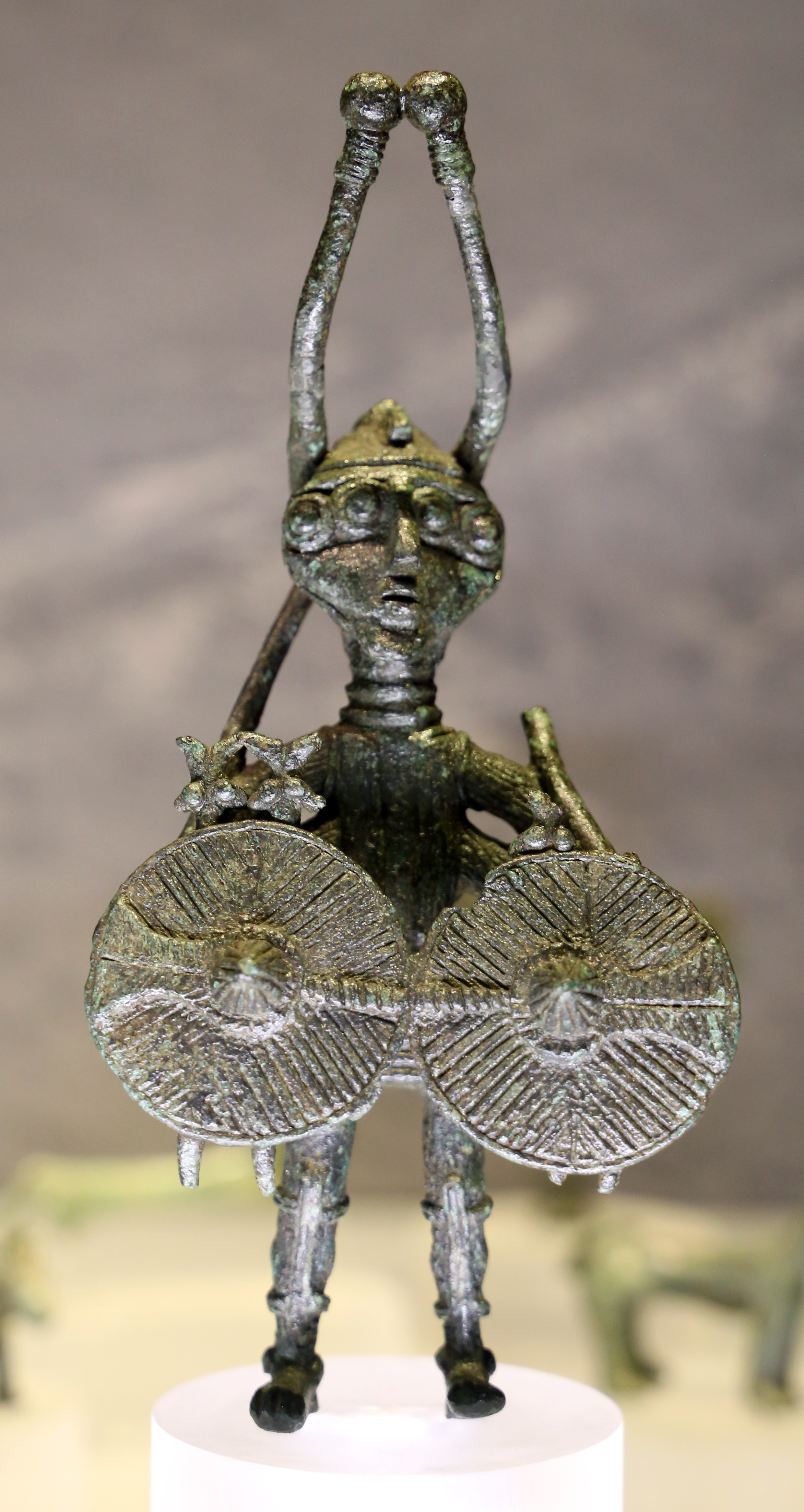
Demone dai 4 occhi (Abini, Teti)

### I bronzetti
Oltre ad oggetti di uso militare, l'artigianato fabbricava attrezzi agricoli d'uso comune, oggetti per la casa, monili, vasi di bronzo laminato, cofanetti, specchi, spille, fibbie, candelabri, manici per mobili e soprattutto i caratteristici bronzetti votivi.
Utilizzati probabilmente come ex voto e/o come riferimento ad un mondo eroico tramandato, legato comunque al culto, i bronzetti rappresentavano figure di uomini, imbarcazioni, nuraghi e animali utili per ricostruire scene di vita quotidiana. In base alla loro produzione, si possono notare diversi stili e gradi di perfezione, tra i quali quello aulico di Uta e uno popolaresco, definito anche mediterraneo.
Tra i bronzetti più noti si possono menzionare i capi tribù (con mantello e daga borchiata), le divinità con quattro occhi e quattro braccia, gli uomini-toro, i guerrieri, i pugilatori, le sacerdotesse e le maternità, due di Serri e una di Urzulei, quest'ultima è nota come "madre dell'ucciso", in analogia ad una celebre scultura novecentesca di Francesco Ciusa, o "Il Canto della Madre" .

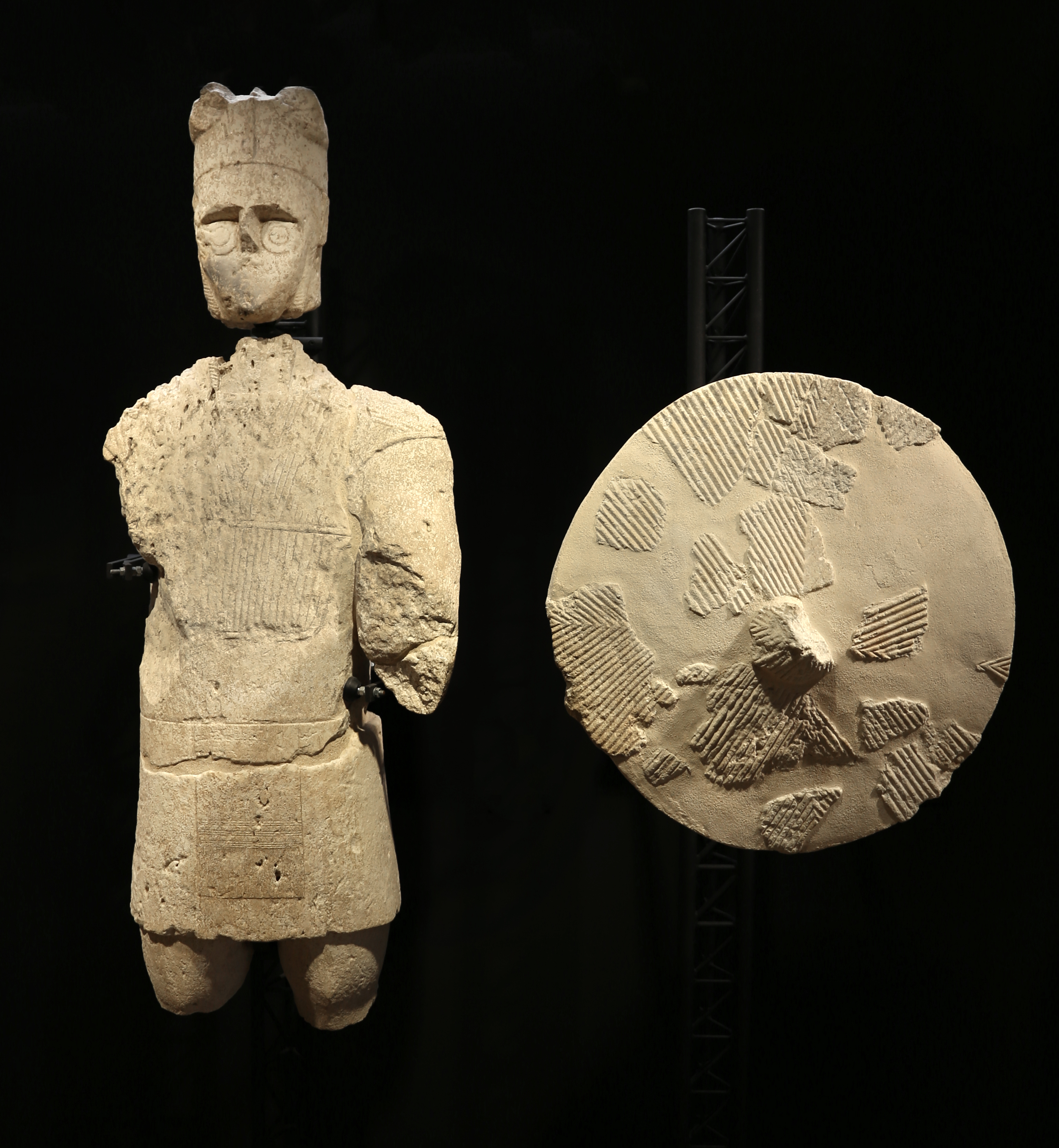
Statua di guerriero con scudo da Mont'e Prama.

### Scultura

#### Le statue dei giganti di Mont'e Prama
Ai luoghi di culto si associava, in genere, l'offerta dei bronzetti votivi che raffiguravano uomini e donne, animali, modellini di imbarcazioni, modellini di nuraghi, esseri fantastici, riproduzioni in miniatura di oggetti e arredi. Questa importante produzione artistico-religiosa ha prodotto un'iconografia ben codificata e tipizzata che, nel 1974, è stata arricchita dai resti di 32 (forse 40) statue in pietra arenaria di dimensioni monumentali (alte da 2 a 2,5 metri) comunemente conosciute come Giganti di Mont'e Prama dal nome della località del Sinis presso Cabras, in provincia di Oristano, nella quale vennero ritrovate. Queste statue richiamano i bronzetti stile Abini-Serri.
La scoperta degli enormi frammenti di queste statue giganti che rappresentano guerrieri, arcieri, lottatori, modelli di nuraghe e pugilatori dotati di scudo e guantone armato, che si ritiene siano risalenti tra il X e l'VIII secolo a.C., sta proiettando nuova luce sull'arte e sulla cultura delle popolazioni della Sardegna nuragica. La datazione confermerebbe la sopravvivenza e la forza della cultura nuragica nel periodo della frequentazione fenicia.

Il sito di Monti Prama raffigura un complesso di personaggi che in tutta probabilità rivestivano carattere eroico, in ricordo di imprese andate oggi dimenticate, poste a guardia di un sepolcro. Potrebbe anche trattarsi, con minore probabilità, della rappresentazione di una sorta di olimpo con peculiari divinità nuragiche. Le statue dei Giganti di Monte Prama hanno occhi come dischi solari, volutamente privi di espressione e di bocca, con acconciature che lasciano cadere sulle spalle due trecce per lato, e abito di foggia orientale con scollo a V. Sono ben visibili importantissimi dettagli relativi alla foggia delle armature e delle protezioni. Per l'archeologo Giovanni Lilliu rappresentano la massima espressione della Civiltà nuragica, e su di esse così si esprime: 
(Giovanni Lilliu, Civiltà nuragica: origine e sviluppo, p. 328.)

## La civiltà nuragica nella cultura moderna

### Cinema e televisione
- Nuraghes S'Arena (2017) cortometraggio di genere fantastico ispirato alla civiltà nuragica.

### Opera
- I Shardana è un'opera lirica scritta dal compositore cagliaritano Ennio Porrino nel 1959, ambientata in Sardegna nel periodo nuragico.

## Paleogenetica

Resti cranici dalla domus a prospetto architettonico di S'Iscia 'e sas Piras, Usini (SS). Spesso il DNA antico viene estratto dalla rocca petrosa, una porzione dell'osso temporale

Secondo uno studio del 2020 di Joseph H. Marcus (Università di Chicago) et al., le genti nuragiche erano geneticamente affini alle popolazioni della cosiddetta Europa Antica, ossia l'Europa neolitica prima dell'arrivo dei pastori nomadi protoindoeuropei dalla steppa pontico-caspica; il genoma nuragico derivava all'incirca all'83% da quello dei primi agricoltori neolitici europei (EEF) e al 17% dai cacciatori-raccoglitori occidentali mesolitici (WHG). Si ritiene che geneticamente discendessero, in gran parte, dai portatori della cultura della ceramica cardiale, che si diffuse in tutta l'Europa meridionale nel 5500 a.C. circa. Stando allo studio, il popolo nuragico si differenziava da molti degli altri popoli europei dell'Età del bronzo per via della quasi totale assenza di antenati legati alla steppa, l'Urheimat protoindoeuropea (Marija Gimbutas 1956). Soggetti con una significativa ascendenza steppica compaiono in Sardegna a partire dall'Età del ferro (Anghelu Ruju, Monte Sirai ecc.).
Uno studio del 2021 di Vanessa Villalba-Mouco (Società Max Planck) et al. ha individuato un possibile flusso genico proveniente dalla penisola italiana a partire dal Calcolitico. Nella Sardegna preistorica la componente associata agli agricoltori iraniani (o cacciatori-raccoglitori caucasici), presente nell'Italia continentale dal neolitico (assieme alle componenti EEF e WHG), aumenta gradualmente dallo 0% nel primo Calcolitico al 5,8% circa nel periodo nuragico. L'assenza della componente legata ai magdaleniani escluderebbe invece apporti significativi dal Calcolitico del sud della penisola iberica, dove, nell'Età del bronzo, fiorì la cultura di El Argar.
Secondo uno studio del 2022 di Manjusha Chintalapati (Università della California) et al. ,"in Sardegna la maggioranza dei campioni dell'Età del bronzo non hanno ascendenze legate ai pastori della steppa. In alcuni individui abbiamo trovato prove di ascendenza steppica" che sarebbe giunta sull'isola nel 2600 a.C. circa.
Di seguito le proporzioni delle componenti ancestrali di alcuni individui di Età nuragica analizzati da Su Asedazzu, Seulo (SUA) e S’Orcu ’e Tueri, Perdasdefogu (ORC).
| Campione | Cacciatori-raccoglitori occidentali | Primi agricoltori europei | Pastori delle steppe occidentali |
| -------- | ----------------------------------- | ------------------------- | -------------------------------- |
| SUA003   | 16,8%                               | 72,5%                     | 10,6%                            |
| SUA006   | 18,6%                               | 74,1%                     | 7,3%                             |
| ORC003   | 8,8%                                | 83,6%                     | 7,6%                             |
| ORC004   | 12,8%                               | 84,7%                     | 2,5%                             |
| ORC005   | 13,9%                               | 77,2%                     | 8,9%                             |
| ORC006   | 15,2%                               | 79,3%                     | 5,5%                             |
| ORC007   | 19,5%                               | 75,7%                     | 4,8%                             |

(1) - Dati tratti da Manjusha Chintalapati, Nick Patterson, Priya Moorjani (2022). Table J: qpAdm analysis of Neolithic Bronze Age groups per individual.
Tra gli individui maschili nuragici analizzati, tre avevano avi paterni provenienti dai Balcani occidentali dell'Età del bronzo, forse giunti in Sardegna transitando dalla penisola italiana. Negli individui di Seulo è presente una linea paterna correlata a quella dei gruppi delle steppe a nord del Mar Nero. Gli altri uomini di età nuragica appartenevano in larga parte a due aplotipi diffusi nell'Europa sud-occidentale fin dal Neolitico e nell'area balcanica fin dal Mesolitico.
Per quanto riguarda il DNA mitocondriale, la composizione è simile a quella di altre popolazioni europee neolitiche.
I dati genetici sembrano supportare l'ipotesi di una società patrilocale, dove i figli maschi continuano a vivere con la nuova famiglia presso la casa o il villaggio del padre. Nei vari siti analizzati si riscontra infatti una maggiore diversità nel DNA mitocondriale rispetto al cromosoma Y.

### Aspetto fisico
Attraverso lo studio del DNA antico dei 44 individui del periodo nuragico, provenienti dalla Sardegna centrale e nord-occidentale, sono stati ottenuti i seguenti dati sulla pigmentazione di occhi, capelli e pelle:
Il colore degli occhi è azzurro nel 16% degli esaminati e scuro nel restante 84%. Il colore dei capelli è biondo o biondo scuro per il 9% e castano scuro o nero nel 91%. Il colore della pelle è intermedio per il 50%, intermedio o scuro il 16% e scuro o molto scuro nel restante 34%.

### Civiltà nuragica
- A cura di Tatiana Cossu, Mauro Perra, Alessandro Usai, Il tempo dei nuraghi. La Sardegna dal XVIII all'VIII secolo a.C., Nuoro, Ilisso Edizioni, 2018.
- AA.VV., La società in Sardegna nei secoli. Lineamenti storici, Torino, ERI Edizioni Rai, 1967.
- AA.VV., Giovanni Lilliu, Ichnussa: la Sardegna dalle origini all'Età classica, Milano, Scheiwiller, 1985.
- AA.VV., Paolo Bernardini; Carlo Tronchetti; Enrico Atzeni, La Civiltà nuragica (Ristampa del catalogo della Mostra Sardegna preistorica) Nuraghi a Milano, Milano, 1985), Milano, Electa, 1985, ISBN 88-435-2723-1.
- AA.VV.,  La Sardegna Nuragica - storia e materiali (PDF)., Sassari, Carlo Delfino Editore, 2014, ISBN 978-88-7138-750-5.
- Paolo Bernardini, Le torri, i metalli, il mare. Storie antiche di un'isola mediterranea, Sassari, Carlo Delfino, 2010, ISBN 88-7138-530-6.
- Manlio Brigaglia e Attilio Mastino, Storia della Sardegna. Dalle origini al Settecento (PDF), a cura di Gian Giacomo Ortu, I, Roma-Bari, Laterza, 2006, ISBN 978-88-420-7839-5. URL consultato il 23 luglio 2014 (archiviato dall'url originale il 24 aprile 2016).
- Marcello Cabriolu, Il Popolo Shardana - La civiltà, la cultura, le conquiste, Domusdejanas, 2010, ISBN 978-88-97084-02-0.
- Francesca Mulas, La Sardegna nuragica. Società, religione, vita quotidiana, Cagliari, Arkadia, 2015, ISBN 978-8868510817.
- Francesco Cesare Casula, La storia di Sardegna, Sassari, Carlo Delfino, 2004, ISBN 978-88-7138-211-1.
- Francesco Cesare Casula, La storia di Sardegna, Sassari, La Nuova Sardegna, 2017.
- Gary S. Webster, The Archaeology of Nuragic Sardinia, Bristol, CT, Equinox Publishing Ltd., 2015.
- Giovanni Lilliu, Civiltà nuragica: origine e sviluppo (PDF), Roma, Publications de l'École française de Rome, 1981.
- Giovanni Lilliu, La civiltà dei Sardi dal Paleolitico all'età dei nuraghi, Nuoro, Il Maestrale, 2004, ISBN 88-86109-73-3.
- Giovanni Lilliu, Sculture della Sardegna nuragica (PDF), Nuoro, Ilisso, 2008, ISBN 978-88-6202-027-5 (archiviato dall'url originale il 24 dicembre 2013).
- Giovanni Lilliu, La Civiltà nuragica (PDF), Sassari, Carlo Delfino, 1999, ISBN 88-7138-132-7 (archiviato dall'url originale il 14 maggio 2012).
- Paolo Melis, Civiltà Nuragica (PDF), Sassari, Delfino, 2003, ISBN 88-7138-287-0. URL consultato l'8 novembre 2007 (archiviato dall'url originale il 23 maggio 2018).
- Luigi Montalbano, SHRDN, Signori del mare e del metallo, Nuoro, Zenia, 2009, ISBN 978-88-904157-1-5.
- Francesca Mulas, La Sardegna nuragica. Società, religione, vita quotidiana, Cagliari, Arkadia, 2015, ISBN 978-88-6851-081-7.
- Massimo Pallottino, La Sardegna nuragica (PDF), a cura di Giovanni Lilliu, Nuoro, Ilisso, 2000, ISBN 88-87825-10-6. URL consultato il 17 marzo 2008 (archiviato dall'url originale il 19 febbraio 2009).
- Renato Peroni, L'Italia alle soglie della storia, Bari, Laterza, 1996, ISBN 88-420-5018-0.
- Vincenzo Santoni, La Civiltà nuragica: nuove acquisizioni 2, a cura di AA.VV, Quartu Sant'Elena, Soprintendenza per i beni archeologici della Sardegna, 2008, SBN CAG1703008.
- Roberto Sirigu, Archeologia preistorica e protostorica della Sardegna. Introduzione allo studio, Cagliari, CUEC, 2009, ISBN 978-88-8467-521-7.
- Carlo Tronchetti, I Sardi: traffici, relazioni, ideologie nella Sardegna arcaica, Milano, Longanesi, 1988, ISBN 978-88-304-0837-1.
- Sebastiano Tusa, I popoli del Grande Verde : il Mediterraneo al tempo dei faraoni, 2018, ISBN 9788899168308, OCLC 1032289388. URL consultato il 19 novembre 2019.
- Giovanni Ugas, L'Alba dei Nuraghi, Cagliari, Fabula, 2005, ISBN 88-89661-00-3.
- Giovanni Ugas, Shardana e Sardegna : i popoli del mare, gli alleati del Nordafrica e la fine dei Grandi Regni (XV-XII secolo a.C.), Prima edizione, 2016, ISBN 9788873434719, OCLC 970796519. URL consultato il 19 novembre 2019.

### Arte nuragica
- Foddai, L., Sculture zoomorfe. Studi sulla bronzistica figurata nuragica, Cargeghe, Biblioteca di Sardegna, 2008.
- Depalmas, A., Le navicelle bronzee della Sardegna nuragica, Cagliari - Gasperini editore - 2005
- Lilliu G. Sculture della Sardegna nuragica Verona 1962.

### Genetica
- Joseph H. Marcus e Cosimo Posth, Genetic history from the Middle Neolithic to present on the Mediterranean island of Sardinia, in Nature Communications, vol. 11, n. 939, Nature Research, 24 febbraio 2020,  p. 939, Bibcode:2020NatCo..11..939M, DOI:10.1038/s41467-020-14523-6, PMC 7039977, PMID 32094358.
- Daniel M. Fernandes, The spread of steppe and Iranian-related ancestry in the islands of the western Mediterranean, in Nature, 24 febbraio 2020,  p. 584714. URL consultato l'11 agosto 2020.